# Tōdai-ji
Vous lisez un « article de qualité » labellisé en 2012.

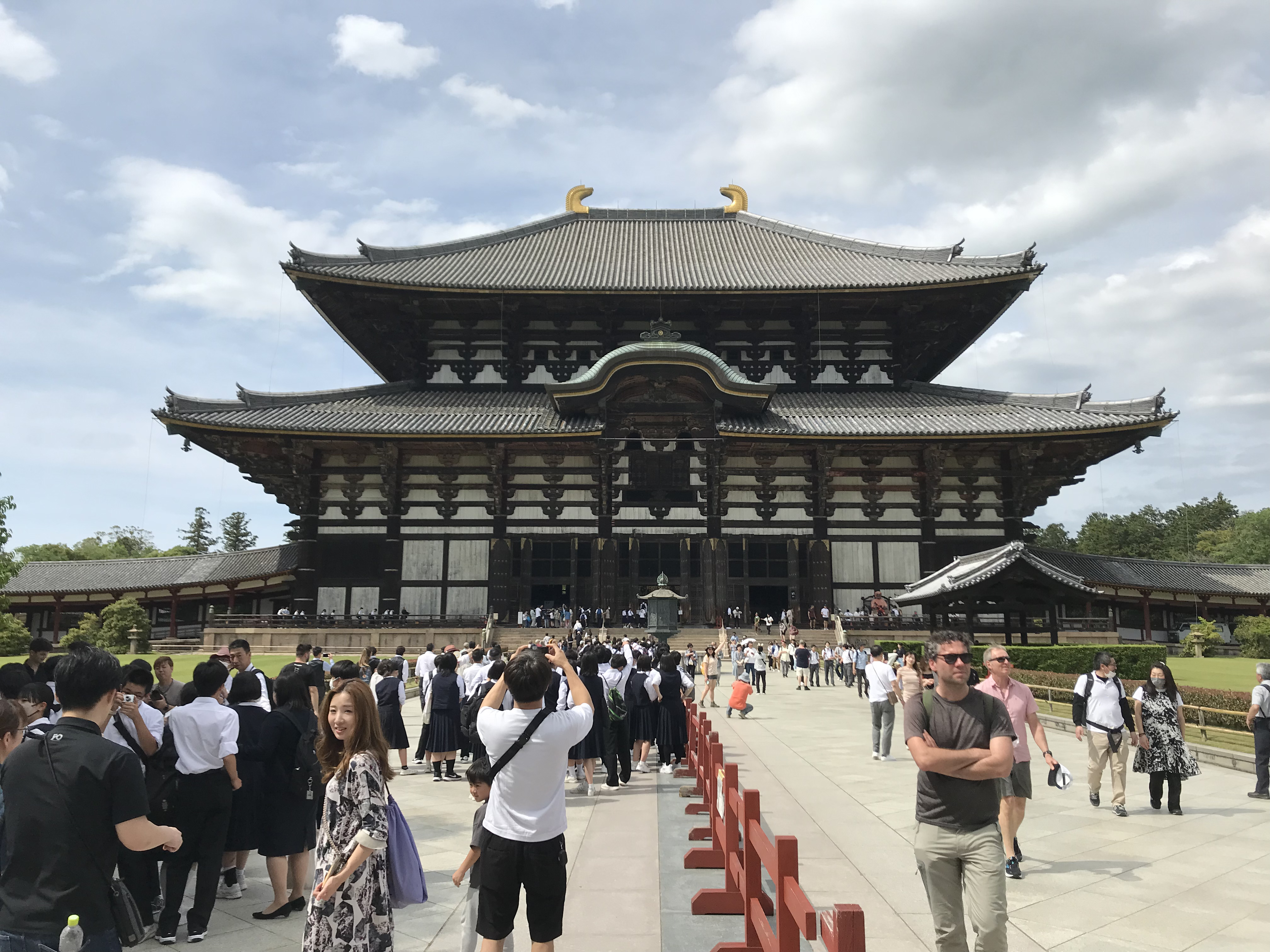
Temple bouddhiste Todai-ji.

Le Tōdai-ji (東大寺, littéralement « grand temple de l’Est »), de son nom complet Kegon-shū daihonzan Tōdai-ji (華厳宗大本山東大寺), est un temple bouddhique situé à Nara au Japon. Il est le centre des écoles Kegon et Ritsu, mais toutes les branches du bouddhisme japonais y sont étudiées et le site comprend de nombreux temples et sanctuaires annexes. Dans l’enceinte se trouve la plus grande construction en bois  au monde toujours existante,, le Daibutsu-den (大仏殿, salle du Grand Bouddha), qui abrite une statue colossale en bronze du bouddha Vairocana appelée Daibutsu (大仏), c'est-à-dire « Grand Bouddha ». Le bâtiment, d’une largeur de huit travées de piliers (soit 57 mètres), est un tiers plus petit que le temple originel qui en comprenait douze.
De nombreux bâtiments secondaires ont été groupés tout autour de la salle du Grand Bouddha sur le flanc de coteau légèrement incliné du mont Wakakusa. Parmi eux, le Kaidan-in (戒壇院, salle d’ordination), le Shōsō-in (正倉院), ancien grenier qui fut transformé en entrepôt d’objets d’art et le Hokke-dō (法華堂), réputé pour sa collection de sculptures du VIIIe siècle. Le rôle du temple est étroitement lié à la fonction impériale, les rites et cérémonies qui s’y déroulent devant protéger le pays et la famille de l’empereur.
Le temple, construit au VIIIe siècle, est détruit et reconstruit presque intégralement deux fois au cours de son histoire, au XIIe et au XVIe siècle. Son édification sous l’égide de l’empereur Shōmu entre 745 et 752 requiert la mobilisation de toutes les ressources du jeune État japonais et grève durablement les finances publiques. Le monumentalisme inédit du projet traduit l’idéal politique de Shōmu, c’est-à-dire un État centralisé fondé sur le bouddhisme. Par la religion, Shōmu compte accroître le contrôle encore lâche de la cour impériale sur les provinces en établissant un vaste réseau de temples à travers tout le pays, réunis sous la coupe du Tōdai-ji. Toutefois, la puissance des temples de Nara devient telle au VIIIe siècle qu’elle donne l’impression de pouvoir même menacer l’hégémonie de la cour, conduisant les empereurs à des mesures fiscales et politiques importantes, notamment le déplacement de la capitale. Le Tōdai-ji ne joue ainsi un rôle politique et religieux prépondérant que durant quelques décennies, son influence déclinant ensuite peu à peu, ce qui entraîne des difficultés majeures pour la gestion de ses domaines répartis dans tout le pays. Toutefois, symbole de l’empereur et de l’État, le Tōdai-ji verra se mobiliser pleinement le gouvernement et la population pour sa reconstruction après les destructions de 1180 et de 1567 en raison de guerres civiles.
Dans l’histoire de l’art et de l’architecture du Japon, le Tōdai-ji joue un rôle moteur lors de sa construction au milieu du VIIIe siècle et lors de sa restauration fin du XIIe et début du XIIIe siècle. Il s’agit pour la première phase du plus important projet de toute la période Tenpyō, dont les pagodes de plus de cent mètres (aujourd’hui disparues) sont par exemple les plus hautes connues du Japon. Les artistes du temple excellent dans la sculpture naturaliste en bronze, en laque sèche et en terre influencée par la Chine des Tang. Le Shōsō-in détient en outre une collection inestimable d’objets d’art et d’effets personnels de l’empereur venant du Japon et de toute l’Asie via la route de la soie. Lors de la restauration de 1181, le Tōdai-ji redevient un important foyer d’art, principalement grâce aux techniques architecturales provenant des Song du Sud en Chine et à la sculpture dynamique de l’école Kei, dernier âge d’or de la sculpture japonaise. Toutefois, la plupart des bâtiments actuels ainsi que le bouddha colossal résultent des reconstructions du XVIe et du XVIIe siècle, où le génie créatif se ressent moins dans l’architecture et la sculpture.
De nos jours, le Tōdai-ji est toujours actif et sa communauté de moines accomplit les rites et cérémonies annuels ou quotidiens nécessaires, dont le plus important reste la cérémonie de l’eau et du feu nommée Shuni-e. Le temple figure enfin au patrimoine mondial de l’UNESCO et nombre de ses bâtiments ou biens sont classés au patrimoine culturel du Japon.

## Historique

### Contexte

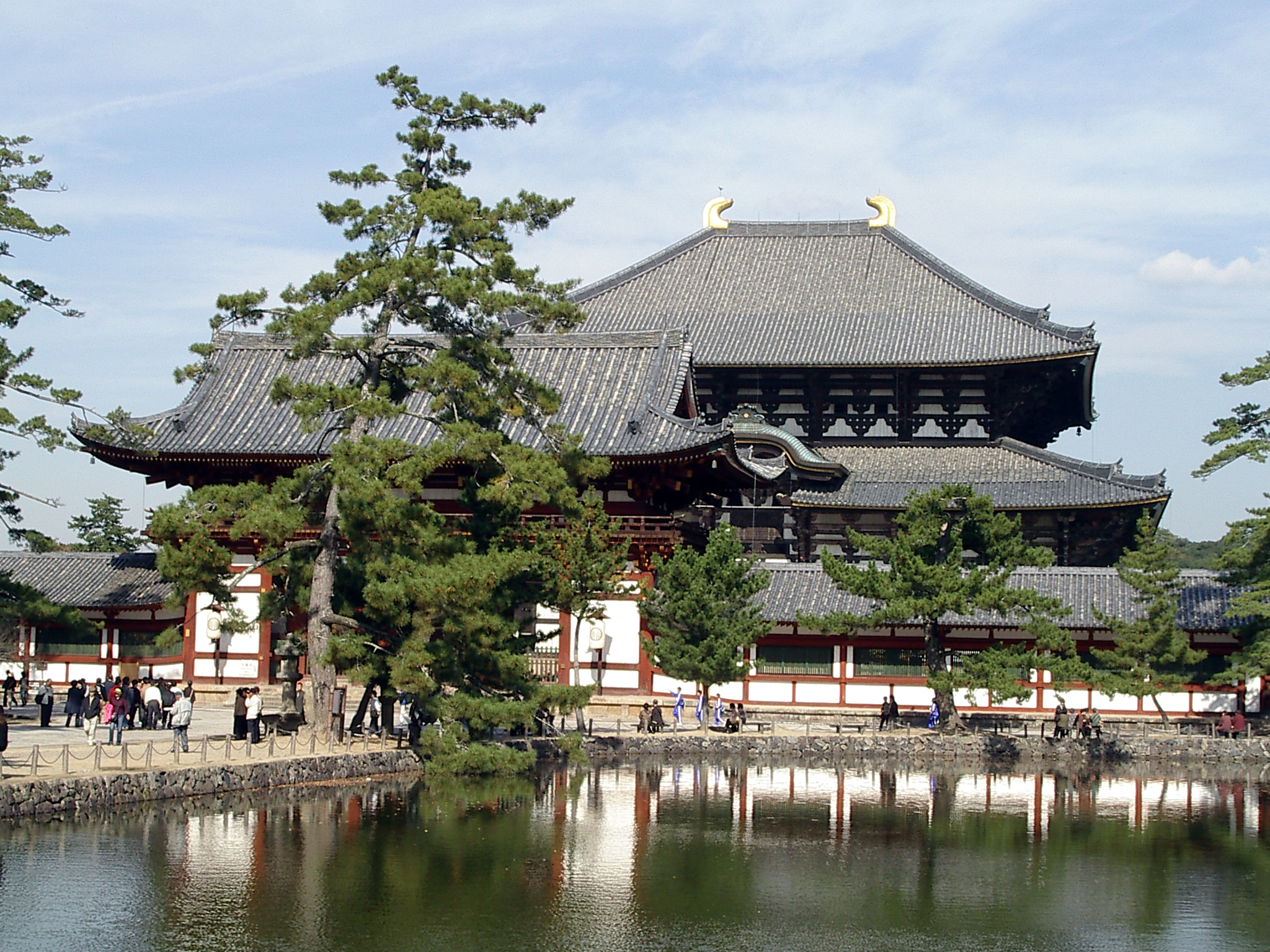
Vue sur le cloître intérieur, le bâtiment principal (salle du Grand Bouddha ou Daibutsu-den) et le lac.

À l’époque de Nara, la civilisation chinoise a une grande influence sur le Japon, l’État s’inspirant en tout de la glorieuse dynastie Tang. Ainsi, l’administration centralisée et puissante liée à l’aristocratie qui se met en place prend pour modèle la vaste bureaucratie chinoise, et le bouddhisme commence à se répandre dans l’archipel, accroissant le besoin en images pieuses. Confrontée à une charge administrative de plus en plus importante, la cour impériale choisit pour nouvelle capitale Heijō-kyō en 710, de nos jours Nara. À partir du déplacement de la capitale débute l’ère Tenpyō, durant laquelle les grandes constructions de temples bouddhiques sont légion. Ces vastes temples ont un impact très important sur le peuple, qui voit dans cette nouvelle religion une source de protection puissante pour le pays.
L’empereur Shōmu est le principal artisan de la fondation du Tōdai-ji ; influencé par la grandeur de la Chine des Tang et fervent défenseur du bouddhisme, il aspire à renforcer l’unité et la puissance de l’État, souhaitant conférer à la fonction d’empereur un rôle plus central et essentiel dans la vie politique du Japon par rapport aux différentes familles ou factions de la cour. Dès les années 730, il soutient la construction de nombreux temples à travers l’archipel. En 741, il initie un vaste programme de construction de monastères (kokubun-ji) et de couvents (kokubinin-ji) dans toutes les provinces du Japon ; chaque monastère doit être flanqué d’une pagode à sept étages et détenir dix copies du Sūtra du Lotus et dix autres du Sūtra de la Lumière dorée, afin de garantir le bien-être du pays. Cette politique survient en effet en réaction à la grave épidémie de variole qui sévit jusque dans la capitale entre 735 et 737, à la révolte de 740 menée par Fujiwara no Hirotsugu et aux disettes. Shōmu prévoit également d’établir un grand temple qui doit patronner les monastères ; il proclame en 743 la construction de cet édifice et d’une statue colossale (Grand Bouddha ou Daibutsu) du bouddha Vairocana (Rushana en japonais) en bronze, couverte de feuilles d’or : il s’agira du Tōdai-ji. Fervent croyant, Shōmu poursuivait sa vision d’un Japon centralisé aussi bien en matière politique que religieuse, afin de renforcer son autorité sur les provinces et les différentes familles nobles : pour lui, la cour et l’empereur doivent administrer le pays tout comme le Tōdai-ji doit occuper une place centrale parmi tous les temples bouddhiques secondaires. Le choix du bouddha Vairocana n’est ainsi pas anodin, car il s’agit d’un bouddha abstrait, celui qui, placé au centre de l’univers, contient et anime tous les mondes. Par le parallèle avec Vairocana, Shōmu veut de fait suggérer l’importance de l’empereur (au centre du pays) et du bouddhisme, modèle là encore proche de la Chine des Tang,. Le temple doit enfin devenir le centre l’école Kegon, celle des six écoles bouddhiques de Nara qui a la préférence de l’empereur, car proche de son modèle idéal d’État centralisé bouddhique.

### Construction du temple

Carte de l’ancienne Nara, le Tōdai-ji figurant au nord-est de la ville (cliquer pour agrandir).

Dès 742, le Bureau des copistes de sutras est créé afin de copier les futurs textes religieux et sacrés indispensables pour un tel projet. Le Bureau de construction du Tōdai-ji (Zō Tōdai-ji shi) est également constitué de façon ad hoc pour le chantier, méthode habituelle alors, mais l’ampleur du projet est telle qu’il devient la plus vaste administration du VIIIe siècle, dirigeant durant la phase de construction une main-d’œuvre importante, aussi bien employée que corvéable.
Les premiers travaux débutent sur le site du Kōga-ji dans la province d'Ōmi au nord de Nara, sous la responsabilité de l’artisan Kuninaka no Muraji Kimimaro. Toutefois, une série d’échecs et d’incidents décident l’empereur Shōmu à retourner dans la capitale Nara en 745. L’emplacement du Tōdai-ji est choisi à l’est de la ville sur le site d’un petit temple nommé Konshō-ji ; en effet, il n’y a pas d’endroit suffisamment vaste dans la ville pour accueillir une structure aussi imposante.
En 746, le premier bâtiment, le temple secondaire Hokke-dō, est achevé. Les travaux du Grand Bouddha (Daibutsu) et du bâtiment devant l’abriter (la salle du Grand Bouddha, Daibutsu-den) s’étalent environ de 747 à 752, hormis la dorure. Les premiers plans du gigantesque Daibutsu-den sont conçus en 748. Les travaux se poursuivent néanmoins plusieurs années après 752, avec l’élaboration des enceintes, pagodes, quartiers des moines, greniers ou lieux de prière, ainsi que le creusage de l’étang du Miroir. Le site étant limité à l’est par le mont Wakakusa, les ouvriers aplanissent également les contreforts de la montagne sur 700 mètres, en quatre vastes terrasses. Ces travaux ont un  impact assez fort sur les réserves de l’État, car les impôts d’environ 5 000 ménages sont alloués au chantier en plus des dons.

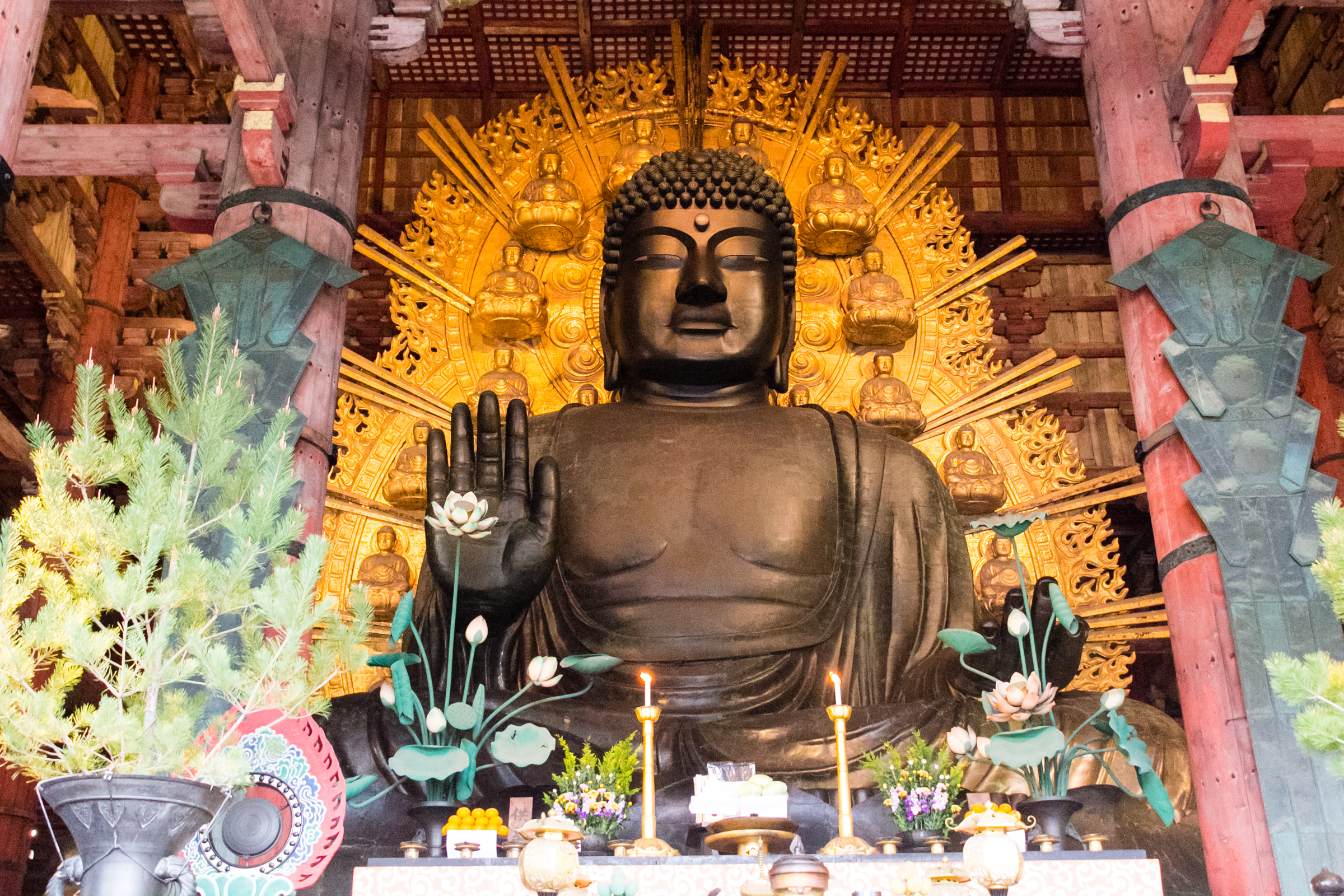
Le Grand Bouddha de 14.98 m vu de face, XVIIe siècle.

Trois moines jouent un rôle déterminant dans la fondation du Tōdai-ji : ils sont parfois désignés avec Shōmu comme les quatre saints fondateurs du temple. Le moine Rōben d’abord, appartenant à l’école Kegon, est un proche conseiller de Shōmu officiant au petit ermitage du Konshō-ji. Il est notamment chargé de trouver le financement pour la statue colossale du bouddha Vairocana voulue par Shōmu. Gyōki est quant à lui responsable de la campagne de levée de fonds (kanjin) pour financer le chantier, sollicitant tous les habitants du pays pour contribuer financièrement ou participer volontairement aux travaux,. Enfin, le moine indien Bodhisena, proche de Rōben et Gyōki, est un érudit du sūtra Kegon (sūtra Avatamsaka) qui préside la cérémonie d’ouverture des yeux de la statue colossale. Néanmoins, le projet titanesque du Tōdai-ji suscite des résistances dans l’entourage de l’empereur. Des aristocrates critiquent le modèle centralisé importé de Chine que Shōmu tente de mettre en place, et des moines conservateurs craignent que la statue n’occulte la recherche intérieure de la foi. Deux événements viennent cependant conforter Shōmu dans son entreprise : d’une part la découverte providentielle d’une mine d’or dans la province de Mutsu permet de réunir suffisamment de minerai pour dorer la statue colossale, d’autre part un oracle du kami shinto Hachiman provenant du sanctuaire Usa Hachiman-gū rapporte vouloir protéger le Grand Bouddha en construction (certains documents d’époque rapportent même que l’oracle aurait permis la découverte du gisement d’or),. Hachiman devient ainsi une divinité protectrice du temple et son culte est déplacé à Nara, sur le site du Tōdai-ji au sanctuaire Hachiman.
La cérémonie d’ouverture des yeux (kaigen) du Grand Bouddha, qui doit conférer à la statue son pouvoir spirituel, se tient en 752 avant même son achèvement final, en raison de la santé fragile de Shōmu (il renonce d’ailleurs au trône en 749 en faveur de sa fille pour entrer en religion avec son épouse Kōmyō). Plus de dix mille moines — japonais, indiens et chinois — ainsi que de nombreux courtisans assistent aux festivités qui durent plusieurs jours. Bodhisena dessine lui-même les iris des yeux de la statue, le pinceau relié par des ficelles à Shōmu. La statue est achevée en 757, après la pose de la dorure et les gravures du piédestal. De nombreux éléments décoratifs ou rituels utilisés lors de la cérémonie ont été conservés au Shōsō-in, comme les masques en bois typiques de la danse nommée gigaku.
Chantier gigantesque qui a marqué durablement le règne de Shōmu, les spécialistes estiment que la construction a mobilisé 370 000 forgerons et 500 000 charpentiers, laissant  exsangues les finances de la jeune administration,.

### Époques de Nara et de Heian: rapports mouvants avec la cour impériale

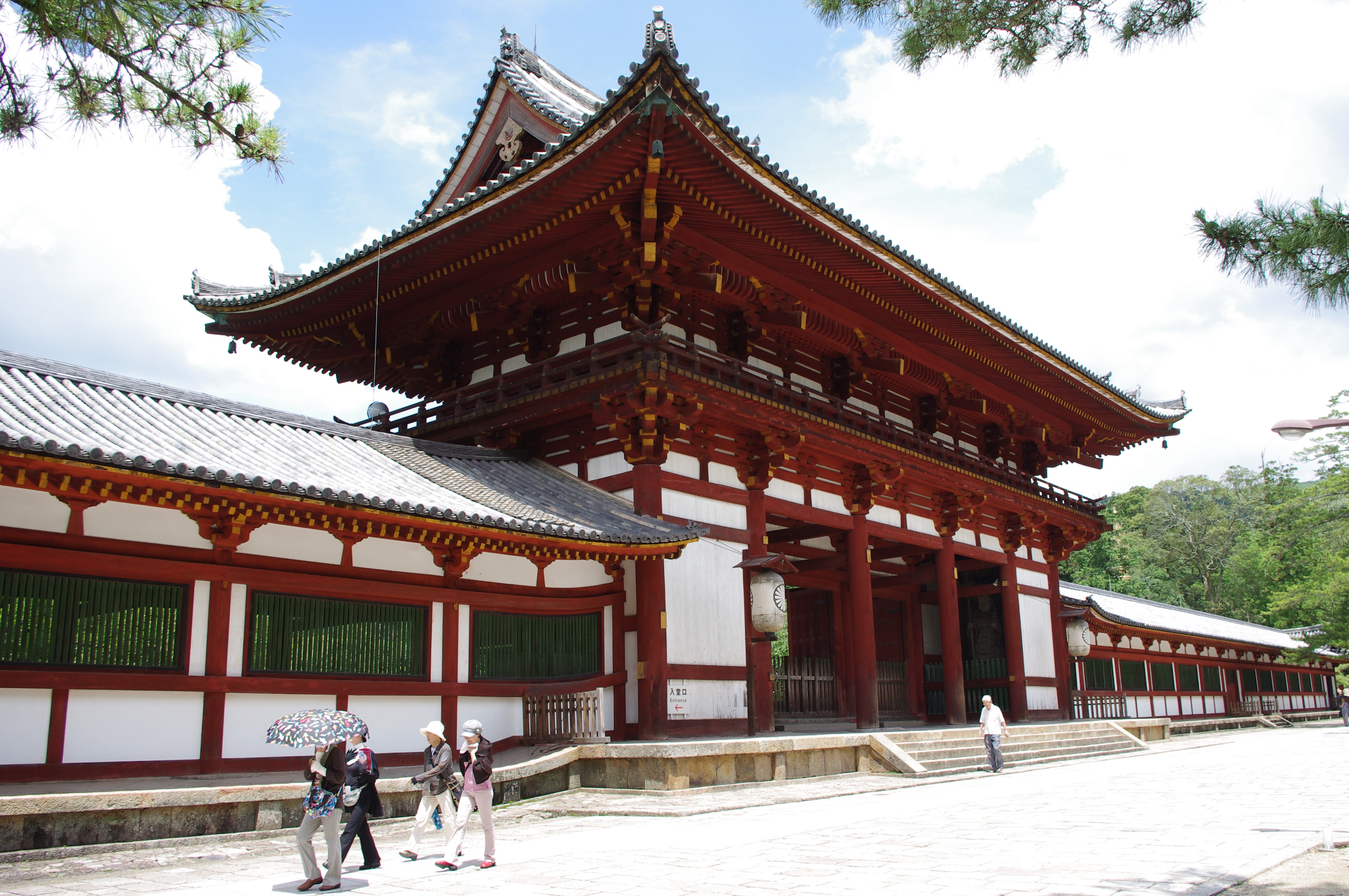
Porte intérieure, XVIIe siècle.

Le Tōdai-ji apparaît comme le centre spirituel principal de la nouvelle capitale et symbolise le dynamisme du bouddhisme au Japon, à l’apogée du système bouddhique centralisé mis au point par Shōmu. Il fait d’ailleurs partie des quinze temples principaux (Nanto Shichidai-ji) désignés par l’État, et devient à sa construction le centre de l’école bouddhiste Kegon, ainsi que le centre du Ritsu à partir de 754. Shōmu et ses successeurs immédiats poursuivent leur politique très favorable en faveur du bouddhisme. Les grands temples se voient accorder des champs (konden) et des exemptions d’impôt, de façon assez inégale ; le Tōdai-ji, principal temple du pays, est doté d’un domaine de quelque 6 000 hectares par l’État. Entre 749 et 756, des représentants du temple ont la tâche de prospecter et choisir les terres les plus favorables aux cultures. Un registre de 770 indique la possession de 92 domaines (shōen) répartis sur 23 provinces. Favorisant l’amélioration des techniques et des outils agricoles, les grands temples attirent de plus en plus les paysans.

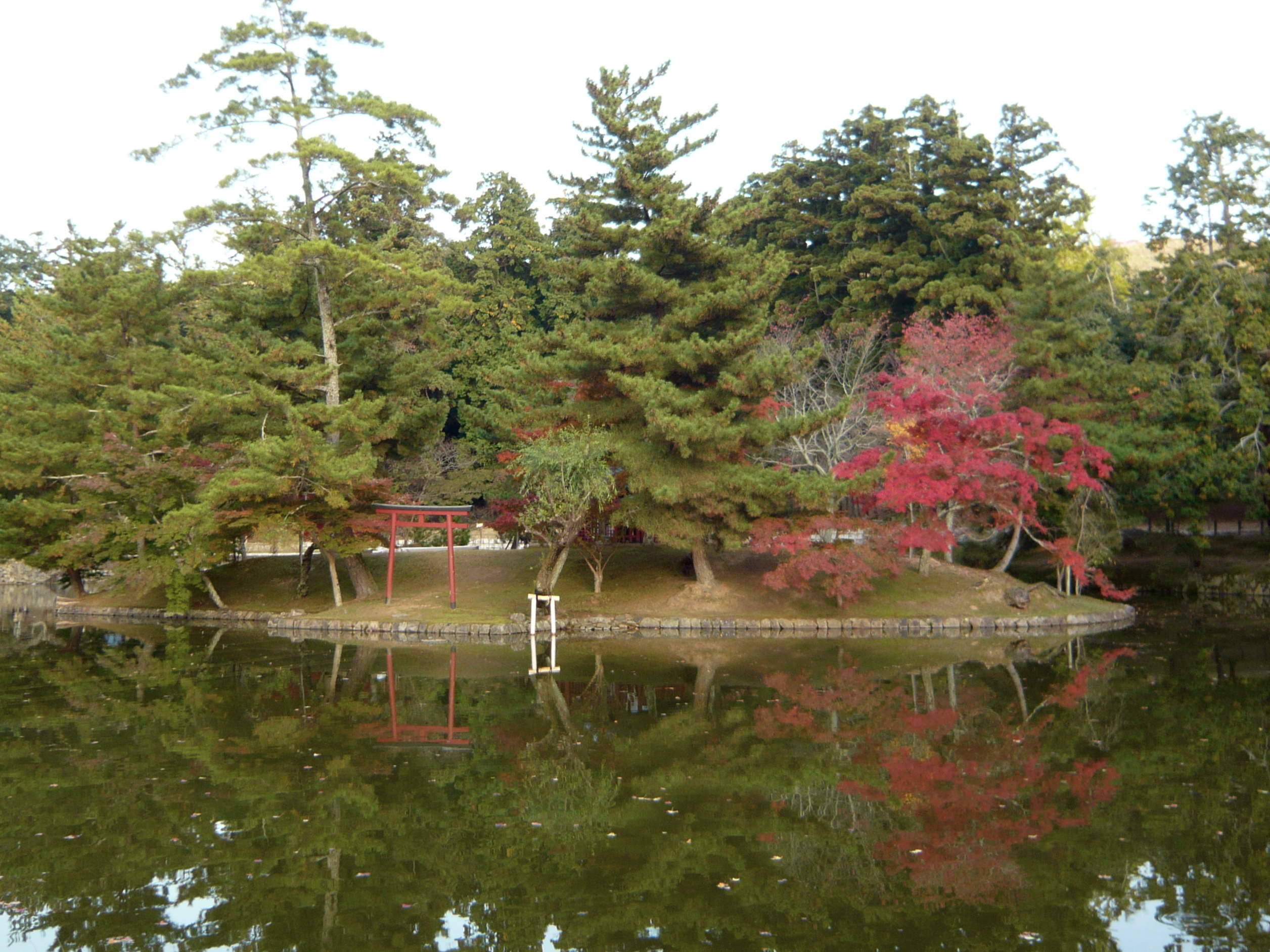
Torii shinto sur la petite île de l’étang du Miroir.

Ces grands privilèges expliquent la richesse et l’influence que gagnent rapidement les moines bouddhiques, jusqu’à donner même l’impression de pouvoir menacer la cour impériale,. En butte au pouvoir des grands temples de Nara qui irritent les grands dignitaires de l’aristocratie, l’empereur Kammu prend des mesures pour regagner le contrôle à la fin de l’époque de Nara : il réduit les subventions, renforce les codes et déplace la capitale. Cette politique de réduction de l’indépendance des temples est poursuivie à plusieurs reprises par ses successeurs, notamment via les réformes fiscales de la fin du IXe siècle qui rendent les revenus des terres agricoles possédées par les temples moins profitables, et conditionnés à une exemption d’impôt accordée par la cour. Ainsi, après une période de prospérité, l’influence de Nara tout comme celle du Tōdai-ji décline, hormis au niveau local. De plus, l’isolement politique s’accompagne durant toute l’époque de Heian d’un déclin religieux, car de nouvelles écoles bouddhiques s’imposent au Japon, d’abord les sectes ésotériques Tendai et Shingon, puis la Terre pure (jōdo). La cour ressent en effet le besoin d’instaurer un bouddhisme moins rigide et plus proche des fidèles. En 822, le temple perd par exemple le privilège de détenir seul une estrade d’ordination pour tous les moines du Japon central, au profit de l’Enryaku-ji (temple Tendai). Néanmoins, le Tōdai-ji demeure une institution importante et économiquement prospère grâce à ses vastes domaines durant l’époque de Heian, : en 949 par exemple, 56 moines-soldats du temple se rassemblent chez un noble de Heian pour protester contre une nomination qui ne les satisfaisait pas, provoquant une rixe. Ces pratiques fondées sur l’intimidation semblent avoir été courantes durant les Xe et XIe siècles, de même que les échauffourées entre temples (en particulier avec les moines du Kōfuku-ji et du mont Hiei) jusqu’à la montée en puissance des clans guerriers (Taira et Minamoto pour les plus importants).
Durant l’époque de Heian, le Tōdai-ji souffre à plusieurs reprises de destructions plus ou moins importantes, nécessitant des travaux de rénovation qui transforment un peu le plan original. En 855, un tremblement de terre fait ainsi tomber la tête du Grand Bouddha de bronze. En raison du prestige de ses fondateurs et du puissant symbole impérial que constitue le Grand Bouddha, les empereurs assurent les réparations nécessaires.

### Destruction de 1180 et reconstruction

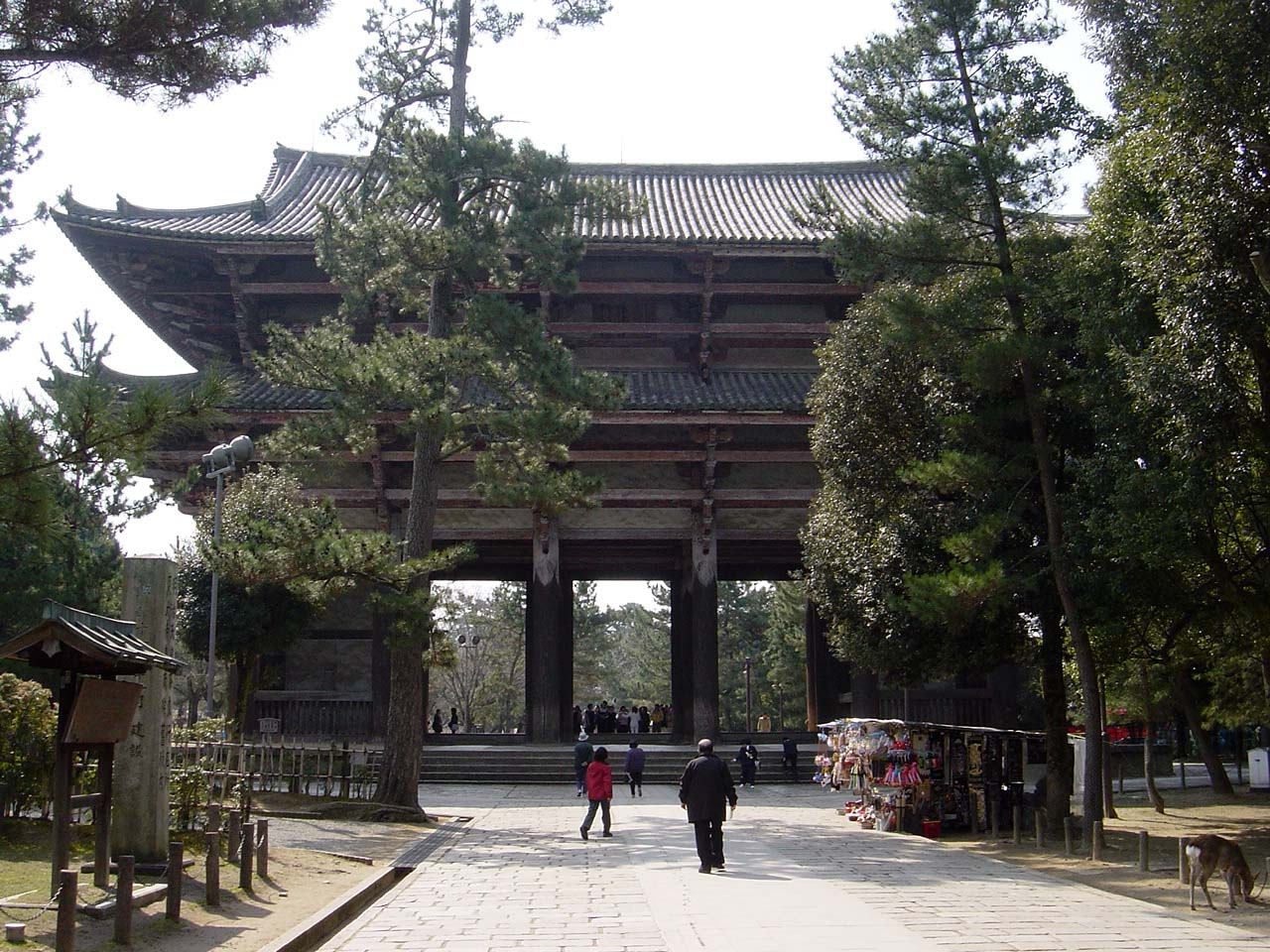
Grande porte sud (Nandaimon) du temple.

La fin de l’époque de Heian correspond au déclin de l’autorité de l’empereur et de l’aristocratie ; les seigneurs locaux (daimyos ou bushi), propriétaires terriens et chefs de guerre, ont acquis peu à peu une force et une autonomie suffisante pour se disputer la domination du Japon. Parmi eux, deux principaux clans, les Taira et les Minamoto, se livrent plusieurs guerres entre 1156 et 1185. À la fin de 1180, le Tōdai-ji est incendié lors des guerres civiles de Genpei par les Taira, car les moines de Nara s’étaient ralliés aux Minamoto. La plupart des bâtiments — dont la Salle du Grand Bouddha, les pagodes, le Kaidan-in, les bains, les dortoirs et le réfectoire — sont détruits et le Grand Bouddha apparaît sérieusement endommagé, notamment la tête.
La destruction de ce symbole politique et religieux choque la population et rallie de nombreux partisans aux Minamoto. L’empereur retiré Go-Shirakawa, qui n’exerçait alors qu’un pouvoir limité, décide la restauration du temple. Le Tōdai-ji étant depuis Shōmu un symbole de la puissance de l’État, Go-Shirakawa souhaite réaffirmer la gloire du trône et sa prépondérance sur le Japon, en impliquant dans le projet toutes les franges de la population. Il était de plus réputé être un fervent bouddhiste, tout comme Shōmu avec lequel il s’efforçait de créer un parallèle à son avantage. Il doit néanmoins faire face à deux difficultés majeures : d’une part les finances de la cour sont largement insuffisantes, d’autre part il lui faut composer avec Taira no Kiyomori, chef du clan Taira, qui domine dans un premier temps la guerre civile et s’installe à Heian-kyō (Kyoto) pour contrôler le pouvoir dès 1059. Le Tōdai-ji lui-même n’avait alors pas les ressources nécessaires pour assumer les travaux, d’autant plus que les Taira confisquent ses terres.
Malgré tout, les premiers plans de restauration sont étudiés dès 1181, par l’intermédiaire d’un proche conseiller de Go-Shirakawa, Fujiwara no Yakitaka, qui se rend sur place. Après s’être entendu avec les fondeurs de Nara pour la reconstruction du Grand Bouddha, il suggère en mars 1181 à l’empereur de mener une campagne de collecte de fonds dans tout le pays (kanjin), sur le modèle de la campagne menée au VIIIe siècle par Gyōki. Outre le financement, impliquer le peuple doit permettre de concrétiser le lien direct voulu entre l’empereur et ses sujets.

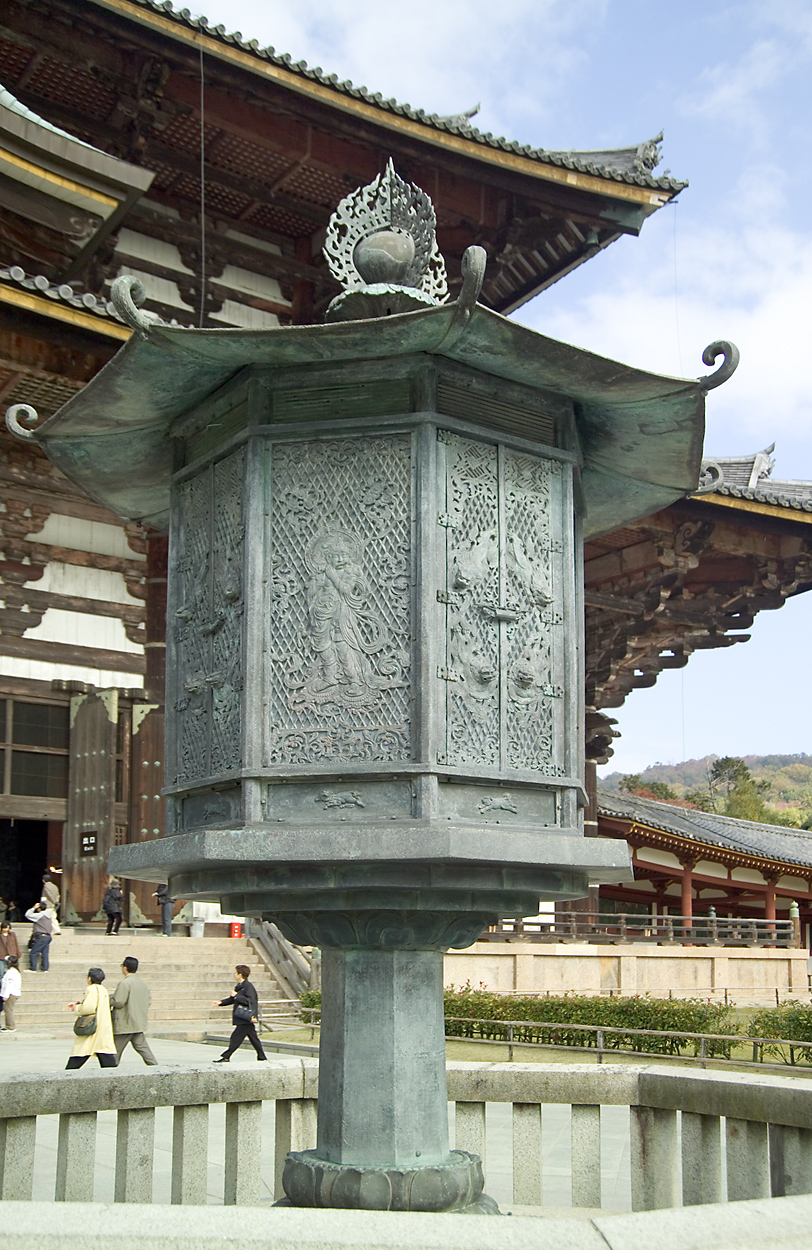
Lanterne octogonale en bronze sculpté.

L’organisation de la campagne de levée de fonds, ainsi que la supervision de l’ensemble des travaux, est confiée à un moine nommé Shunjōbō Chōgen, qui prétend avoir eu un rêve prémonitoire lui ordonnant d’aider le Tōdai-ji, tandis que Fujiwara no Yakitaka assure l’intendance générale du projet. Le choix de Chōgen peut surprendre, car il ne s’agissait pas d’un moine très haut placé dans la hiérarchie religieuse. Toutefois, il cumulait un certain nombre d’avantages : il avait déjà mené deux campagnes de dons pour la construction de deux modestes temples de province, il aurait effectué trois voyages en Chine afin d’étudier les techniques de construction avancées des Song, et il serait un proche de Hōnen, moine très influent fondateur de la première école de la Terre pure au Japon, nommée Jōdo shū. Il a ainsi acquis le soutien de diverses personnalités en province ou à la cour, comme le ministre Minamoto Moroyuki. Grâce à ses voyages, il peut en outre faire venir plusieurs artistes chinois pour les restaurations.
L’édit impérial promulguant la campagne de levée de fonds pour la reconstruction du temple et du Grand Bouddha est émis par l’empereur aux alentours de juin 1181. Toutefois, le peuple étant déjà pauvre et malmené par la guerre civile, il est aujourd’hui délicat d’estimer les revenus réellement dégagés par Chōgen. Les historiens estiment plutôt que l’essentiel des dons provient de grands mécènes, en premier lieu Minamoto no Yoritomo, rival des Taira et maître du Japon dès 1185, en partie afin de légitimer son gouvernement,. Sur décision de Yoritomo également, les revenus des provinces de Suō et Bizen sont attribués au financement de la reconstruction. Les travaux de restauration du Grand Bouddha débutent en octobre 1181, moins d’un an après la destruction ; la tête intégralement refondue est achevée en 1185 sous la direction d’un maître chinois, Chen Hequing, venu à la demande de Chōgen. La cérémonie d’ouverture des yeux de la statue se tient la même année, Go-Shirakawa peignant en personne les yeux, une tâche qui normalement n'est pas dévolue à un empereur. La rénovation complète du temple prend en réalité un siècle entier.

### Époques médiévales et modernes

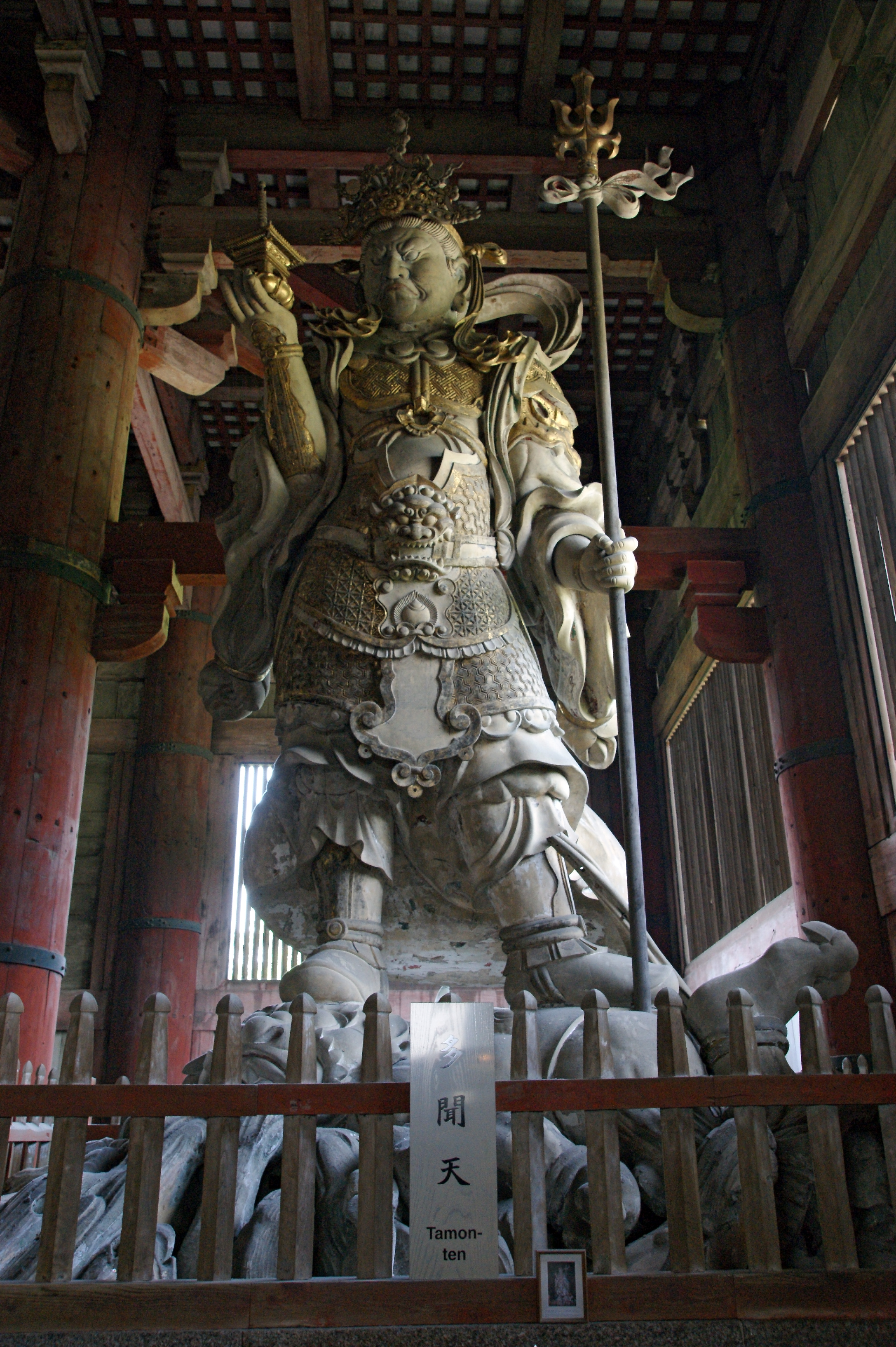
Le roi céleste Bishamon-ten (Vaiśravaṇa), XVIIe siècle.

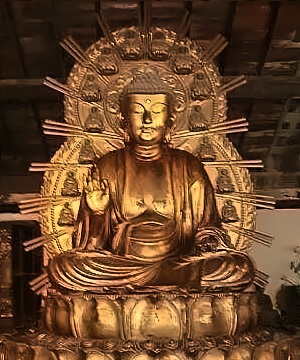
Une réplique du Grand Bouddha de Kyoto.Pendant la période Edo au Japon, il y avait un Grand Bouddha à Kyoto, qui était plus grand que le Grand Bouddha du Temple Todaiji. Il faisait 19 mètres de haut. Le Grand Bouddha de Kyoto a été détruit dans un incendie provoqué par un coup de foudre en 1798.

Si la restauration du Grand Bouddha est une réussite pour Go-Shirakawa, sa tentative de replacer la cour au centre de l’échiquier politique est en revanche un échec, puisque l’époque de Kamakura marque l’avènement des guerriers et des premiers shoguns. Au début du XIVe siècle, le prestige du Tōdai-ji décline de nouveau, au profit d’autres temples comme le Tō-ji ; l’empereur Go-Daigo, qui réussit à conserver le contrôle de la religion, privilégie en effet les temples de la capitale, Heian. De plus, la pratique de la religion devient plus intime, visant non plus à la protection de l’État, mais à la recherche personnelle de la rédemption et de la foi. Dès le XIIe siècle, il devient difficile pour le Tōdai-ji de percevoir les revenus de ses domaines éloignés, les administrateurs locaux lui désobéissant sciemment et en toute impunité.
Le temple subit un nouvel incendie majeur lors de la guerre entre Matsunaga Hisahide et le clan Miyoshi en 1567, sinistre qui le détruit presque intégralement, conduisant à plusieurs restaurations durant le XVIe et le XVIIe siècle, à l’époque d'Edo. Dès 1568, l’empereur Ōgimachi et plusieurs personnalités comme Oda Nobunaga projettent les restaurations et une campagne de levée de fonds est une fois encore organisée en 1572, mais les troubles politiques et l’importance réduite du temple font que cette bonne volonté ne conduit qu’à des restaurations mineures. Il faut plusieurs décennies avant que la reconstruction ne soit réellement lancée, vers 1680, sous l’impulsion du shogun Tokugawa Tsunayoshi. La salle du Grand Bouddha est achevée en 1707. Le moine Kōkei, responsable du projet, effectue tout comme ses prédécesseurs une campagne de levée de fonds dans le pays. L’état actuel du site est le fruit de ces grands travaux.
Les constructions de l’époque d’Edo présentent des faiblesses architecturales importantes qui conduisent à une série de restaurations au XXe siècle. L’administration Meiji adopte en effet à la fin du XIXe siècle les premières lois de protection du patrimoine, dont bénéficie le Tōdai-ji entre 1906 et 1913 sous la direction et le financement du ministère de l’Intérieur (Naimusho). La salle du Grand Bouddha est en grande partie démantelée et reconstruite d’après les plans de plusieurs architectes ayant étudié les techniques occidentales, Tsumaki Yorinaka, Ito Chuta, Sekino Tadashi et Amanuma Shun’ichi ; ces derniers mènent également les premières études archéologiques sur le site. Les techniques ancestrales avaient de fait été perdues et aucun architecte n’était capable de restaurer un tel édifice sans recourir à l’ingénierie occidentale moderne, en particulier l’usage de tiges d’acier.
De nos jours, le temple fait partie depuis 1998 des « monuments historiques de l'ancienne Nara » inscrits au patrimoine mondial par l’UNESCO. Les moines y tiennent toujours les cérémonies et offices religieux, bien que le temple soit également devenu l’une des principales attractions touristiques de l’ancienne capitale de Nara.

### Historiographie
Outre les archives et chroniques officielles — dont les Rikkokushi ou le Man'yōshū —, l’histoire du Tōdai-ji peut être aisément retracée grâce à l’abondance d’archives, annales, inventaires et autres documents historiques tenus depuis le VIIIe siècle par les moines de Nara. Au nombre de ces derniers, les 8 516 feuillets montés en cent rouleaux des Archives du Tōdai-ji (Tōdai-ji monjo) offrent un aperçu sur l’administration, les biens et les célébrations du temple, ainsi que sur la société de Nara et l’organisation du Japon du VIIIe siècle jusqu’à l’époque d’Edo,. Autres documents, les Archives du Shōsō-in (Shōsō-in monjo), centrées sur la période de Nara uniquement, constituent la plus importante documentation de l’époque ; il y figure des registres assez précis des commandes de statues, des édits, des recensements, des récoltes de riz, des taxes… Durant l’époque médiévale, les moines du temple se piquent d’écrire eux-mêmes les annales et anecdotes sur les origines et l’histoire du temple, en particulier les dix rouleaux du Tōdai-ji yōroku (1106, révisé en 1134) ou les neuf rouleaux du Tōdai-ji zoku-yōroku (ultérieur à 1180). Enfin, le Tōdai-ji bettō shidai fournit la liste des supérieurs (les bettō) du temple jusqu’en 1444.
Les mokkan (ensemble de tablettes en bois utilisées comme mémos ou notes de correspondance) retrouvés lors des fouilles archéologiques menées sur le site fournissent également des informations sur l’approvisionnement, la construction du temple et le fonctionnement du Bureau de construction du Tōdai-ji.

## Site du Tōdai-ji

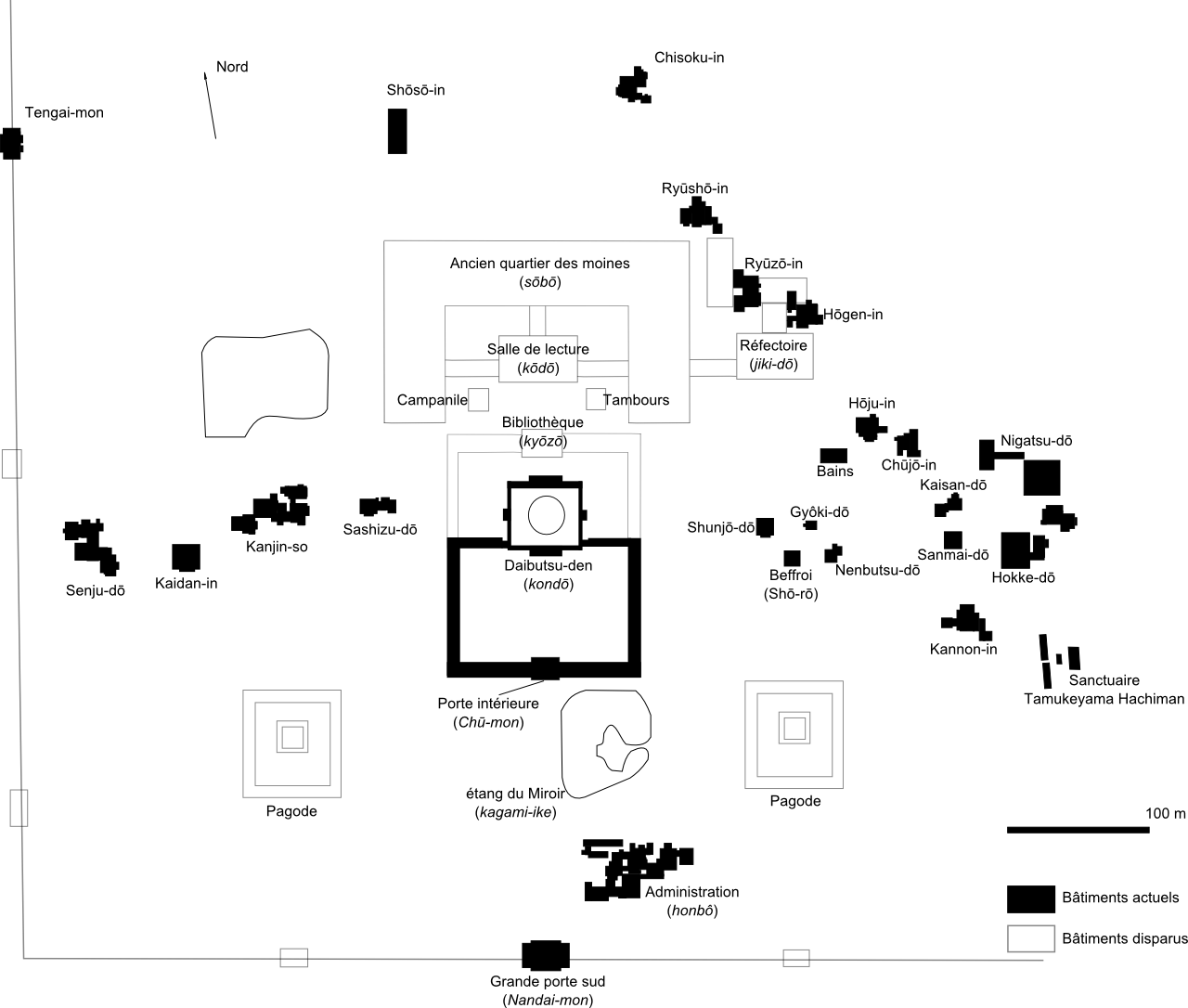
Plan général du Tōdai-ji, indiquant les structures existantes et disparues (cliquer pour agrandir).

Le site actuel du Tōdai-ji s’étend sur une surface presque carrée de 800 par 900 mètres, bordée à l’est par les prémices du mont Wakakusa, décaissé en quatre vastes terrasses. Le mur d’enceinte n’existe plus, mis à part la grande porte sud (Nandaimon) et la porte Tengai au nord-ouest. Le visiteur pénètre par la porte sud, alignée avec le cloître intérieur situé 230 mètres plus loin. Ce cloître, qui donne accès au bâtiment principal (le Daibutsu-den, hébergeant la statue colossale de Vairocana), mesure 110 mètres de profondeur pour 170 de large ; on y accède par la porte intérieure (Chūmon). L’ancien quartier des moines et la salle de lecture (kōdō), originellement situés derrière le Daibutsu-den, n’existent plus.
À l’ouest se trouvent plusieurs temples secondaires, dont le Kaidan-in (estrade d’ordination), le Senju-dō, le Kanjin-so et le Sashizu-dō. Le Shōsō-in, magasin principal où étaient entreposés les trésors du temple, et le Chisoku-in se situent au nord. Au nord-est, quelques temples annexes demeurent, dont le Hōgen-in, le Ryōshō-in et le Ryūzō-in. Les terrasses de l’est comptent un grand nombre de bâtiments : en premier le beffroi (shōrō) et les bains, puis la salle des fondateurs (kaisan-dō), le kannon-in… Plus à l’est encore se trouvent le Nigatsu-dō où se tient un important rituel une fois par an, le Hokke-dō et le sanctuaire shinto de Hachiman (Hachiman-jinja). Enfin, au sud du cloître intérieur dort l’étang du Miroir, bordé par les bâtiments administratifs.
Les travaux archéologiques et études des documents historiques montrent que le plan du site n’a pas fondamentalement changé depuis l’origine, bien que des bâtiments n’aient pas été reconstruits. Le plan des temples bouddhiques répond aux concepts d’équilibre et d’harmonie propres à l’Asie de l’Est. Les façades sont tournées vers le sud, représentant le bien, et le site suit un axe nord-sud qui révèle la hiérarchie entre les divers bâtiments.

## Administration

### Organisation

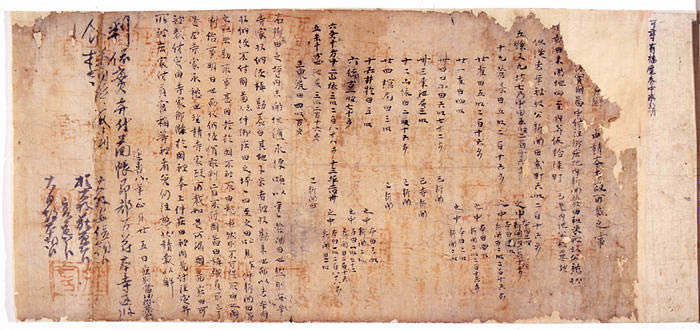
Archives du Tōdai-ji.

Aux époques antiques et médiévales, le temple accueillait au moins 300 moines, répartis en deux groupes : les moines érudits voués à la spiritualité et à l’étude des textes, et les moines non érudits assurant les services religieux moins prestigieux et l’administration quotidienne du temple. D’autres groupes de moines existent en marge, dont les moines-soldats et les artisans, ainsi que les corps de laïcs organisés en bureaux ou départements nommés tokoro et un corps d’esclaves au service des moines dans les temps anciens. Traditionnellement, le temple est dirigé par un moine appelé bettō (le supérieur), qui est assisté par un cabinet nommé sangō pour les tâches administratives et politiques, et par les cinq maîtres (gosho, usuellement les plus âgés du temple) pour l’organisation de la vie des moines et des services religieux au quotidien. Le bettō est nommé par la cour impériale ; à l’époque de Heian, il s’agit communément d’un moine d’importance, souvent issu de l’aristocratie. Il réside à partir du XIe siècle à Heian (Kyoto) et joue le rôle d’intermédiaire auprès de la cour pour relayer les doléances. Le sangō se compose de quatre ou cinq membres chargés de l’administration. À partir du XIe siècle, l’absence du bettō au temple lui confère un rôle plus important et plus indépendant.
Au début de l’époque médiévale (XIIe siècle), l’évolution de la société et les difficultés fiscales modifient certains aspects de l’administration du temple. Le bettō vivant à la capitale, les résidents locaux privilégient l’assemblée des moines (shuto ou manji) et l’instauration d’une véritable bureaucratie pour gérer les terres affiliées au temple. De nombreuses décisions sont désormais prises par cette assemblée, qui est dirigée par les cinq maîtres et un secrétaire (nen’yosho). Bien qu’ancienne, elle prend un rôle plus important à partir du XIIe siècle, y compris sur des sujets politiques ou économiques. Elle peut par exemple signer des documents officiels, s’adresser directement à la cour et s’impliquer dans la gestion des domaines. En fait, les tensions entre les dirigeants et l’assemblée deviennent tangibles au cours du XIIe siècle. Ainsi, le conflit autour de la gestion du domaine d’Ōi (Ōi no shō) empoisonne les relations de 1211 à 1289. Les domaines affiliés au temple sont par ailleurs gérés au niveau local par des administrateurs nommés shōkan, fonction souvent héréditaire dont le rôle est d’assurer la bonne tenue du domaine et le versement des taxes aux moines. Plus généralement, le Tōdai-ji était à la tête d’un réseau de temples secondaires (in ou dō) qu’il patronnait. Parfois même, la gestion de domaines appartenant au Tōdai-ji est déléguée à des temples affiliés (ces accords sont nommés ukebumi).
Les artistes et artisans forment une organisation à part au VIIIe siècle, le Bureau de construction du Tōdai-ji (Zō Tōdai-ji shi), composé de plusieurs départements bien administrés et hiérarchisés ; l’approvisionnement en matières premières, principalement le bois, relève également de l’organisme,. L’atelier de sculpture, dont le premier directeur est Kuninaka no Muraji Kimimaro (maître sculpteur du Grand Bouddha), fut le plus actif de l’époque et imprègne de son style le milieu de la période Tenpyō. Les archives du temple permettent de comprendre la structure hiérarchisée mise en place pour gérer le nombre important d’employés, au moins 8 000 artisans et 200 superviseurs en 759, placés sous la tutelle du responsable de chaque département choisi parmi l’aristocratie : sculpture, peinture, travail du bronze, travail du fer et du bois, laque, fabrique de tuiles, dorure, poterie. Toutefois, le bureau est fermé en 789 à la suite de son refus de s’installer à Heian (Kyoto), et ses membres se dispersent rapidement.

### Finances et gestion des domaines

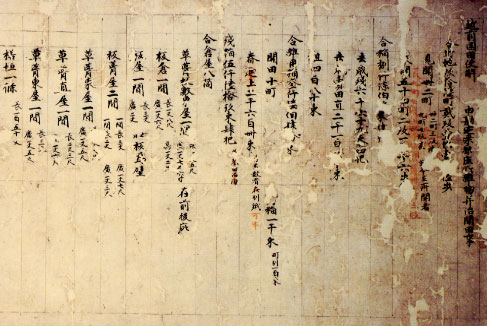
Rapport sur les domaines (shōen) détenus par le temple dans la province d'Echizen au VIIIe siècle.

Favorisé par les empereurs à l’époque de Nara, le Tōdai-ji pouvait compter sur d’importants revenus financiers pour assurer son fonctionnement : subventions de l’État (les impôts de 5 000 ménages sont alloués au fonctionnement du temple, dont 1 000 pour les tâches de maintenance, 2 000 pour les cérémonies et le reste pour la communauté), exemptions d’impôts, revenus des champs (konden) répartis dans tout le Japon, etc. Mais rapidement, la cour se désengage financièrement et les grands temples doivent pallier cela en accroissant leur domaine afin d’augmenter les revenus, à partir du Xe siècle,. Ces domaines sont nommés shōen, dont le propriétaire privé percevait une partie des revenus. Un registre de 770 indique que le Tōdai-ji en possédait 92, et un autre de 1214 en mentionne 42,, mais les possessions du temple ne sont pas fixes, les plus anciennes pouvant par exemple être laissées à l’abandon. Durant la guerre de Genpei, tous les domaines sont momentanément confisqués par les Taira, avant d’être restitués par Minamoto no Yoritomo, que le Tōdai-ji avait soutenu,. À partir de l’époque de Heian, les temples deviennent donc dépendants de leurs terres mais également de la cour impériale, car pour être profitable, un domaine devait obtenir une exemption d’impôts accordée de plein droit par l’État ; obtenir une telle exemption pour chaque domaine s’impose donc comme un enjeu capital. Le propriétaire pouvait éventuellement fixer une taxe supplémentaire, dans les strictes limites fixées par la loi.
Au XIIIe siècle, la dépendance aux domaines s’accroît encore, car le pouvoir n’appartient plus directement à la cour impériale, tandis que les écoles religieuses prolifèrent et entrent en compétition. L’attribution des revenus d’une province à un temple (chigyōkoku) n’existe d’ailleurs plus, et n’est que marginalement reprise pour financer les travaux de restauration du Tōdai-ji de l’époque de Kamakura, après que Minamoto no Yoritomo attribue au temple les impôts des provinces de Suō, et dans une moindre mesure de Bizen et de Harima,. Les problèmes administratifs et financiers deviennent alors la première préoccupation des moines, car l’administration des domaines (répartis dans tout le pays) et la perception des revenus, qui sont désormais entièrement laissées aux mains du clergé, s’avèrent très complexes. En effet, les puissantes familles ou les gérants locaux (jitō ou gokenin) s’arrogent les terres du Tōdai-ji ou refusent ostensiblement de payer les impôts. Les brigandages au milieu du XIIIe siècle en raison des disettes et des épidémies posent également de nouveaux problèmes, tout comme les rivalités avec d’autres temples comme le Kōfuku-ji, protégé par les Fujiwara et sa troupe de moines-soldats. En réponse à ces maux, les moines doivent s’investir bien plus qu’avant dans l’administration des domaines, notamment en nommant des représentants officiels (azukari dokoro) chargés de suppléer les gérants locaux, de préférence des moines haut placés afin de limiter la corruption. Néanmoins, les problèmes de gestion ne vont pas en s’améliorant et seuls huit domaines versent effectivement les taxes dues au Tōdai-ji en 1269, assurant un revenu minimal. En conclusion, le XIIIe siècle marque un tournant dans le financement du temple, les moines devant s’improviser gestionnaires et faire fonctionner un modèle qui n’est plus en phase avec la société, la tendance étant à la centralisation des terres et non plus au maintien de domaines dispersés dans tout le pays.
Au XIVe siècle, d’autres sources de revenus sont explorées, par exemple l’instauration de droits de péage dans les ports ou l’augmentation importante des guildes de commerce et d’artisanat (za), dont la plus ancienne remonte à 1097 au Tōdai-ji.
De nos jours, le temple appartient toujours à l’école Kegon dont il est le centre, à l’exception du Shōsō-in et de son trésor qui sont administrés par l’Agence impériale. À l’époque moderne, les temples et écoles bouddhiques au Japon sont financés principalement par les services religieux qu’ils assurent (rites funéraires, entretien des cimetières, prières), les visites (tourisme ou pèlerinage) et les dons. D’autre part, les restaurations ou réparations des nombreux biens classés au patrimoine culturel du Japon sont subventionnées par l’État,.

## Spiritualité et religion

### Bouddhisme

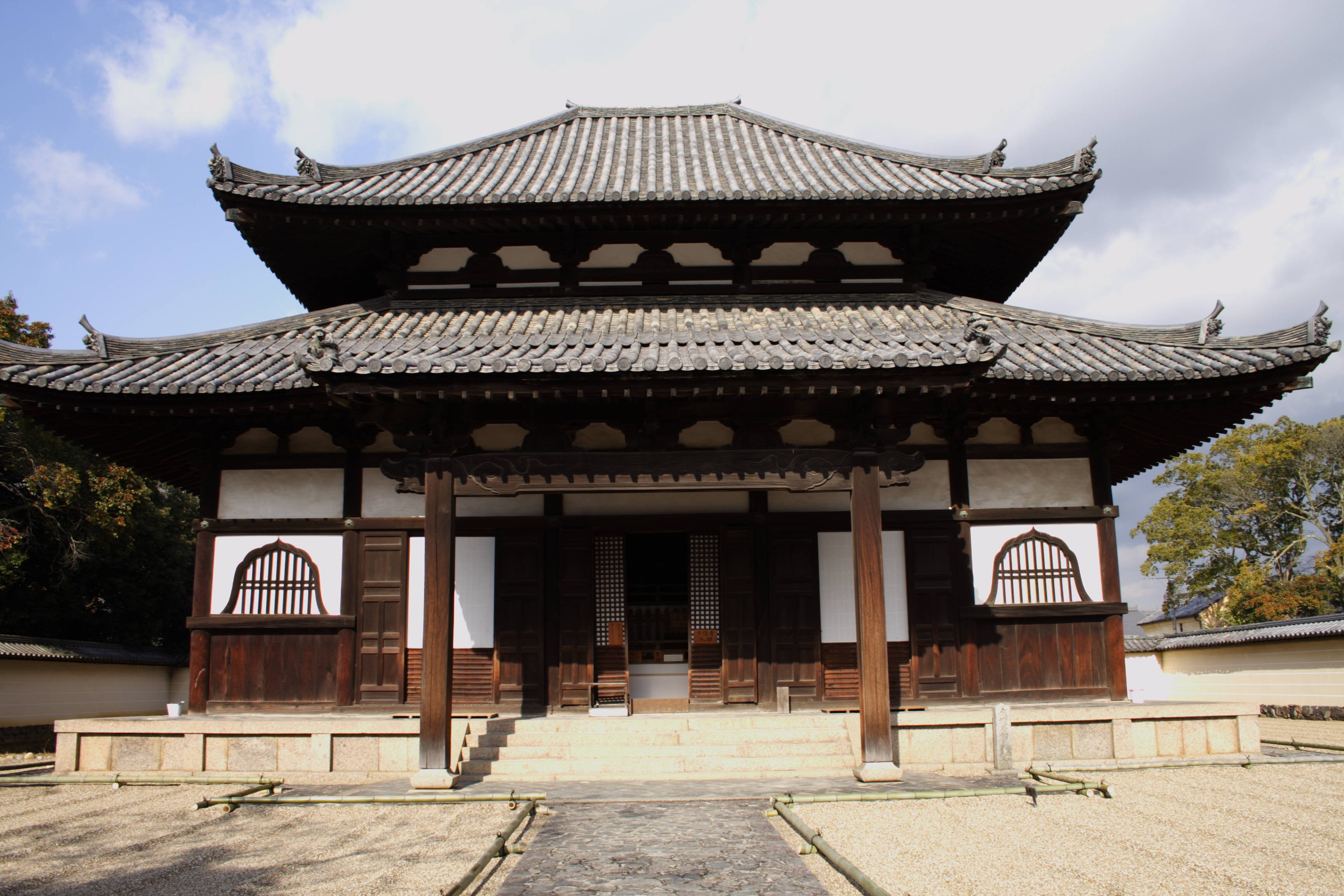
L’estrade d’ordination (Kaidan-in, 1733).

Le Tōdai-ji est le centre des écoles bouddhiques Kegon (école de l’ornementation fleurie) et Ritsu (école de la discipline). Le Kegon (Huayan), importé de Chine et basé sur le sūtra Avatamsaka, fait partie des six principales écoles de Nara (Nanto rikushū). Les enseignements essentiels de l’école se fondent sur l’idée d’interpénétration (Dharmadhatu, espace de la réalité absolue) des éléments de l’univers : la création et l’interaction des phénomènes réels sont absolues et réciproques selon le principe d’infinité dans l’espace et le temps, signifiant qu’un élément de la réalité contient tous les autres, et inversement. Les doctrines très élitistes de l’école proposent une classification stricte des enseignements du Bouddha jusqu’à la compréhension complète du Dharmadhatu. Le bouddha Vairocana (le Grand Bouddha au Tōdai-ji) y tient un rôle central. Rōben est l’un des principaux artisans de l’enseignement du Kegon au Japon, et le Tōdai-ji en devient le centre (honzan) par son truchement. L’école n’est réellement influente que durant l’époque de Nara, avant d’être rapidement supplantée par les sectes ésotériques au IXe siècle. À l’époque de Kamakura, elle connaît un regain d’intérêt momentané grâce à plusieurs personnalités ; dès le Xe siècle, Kōchi fonde le temple secondaire Sonshō-in au Tōdai-ji afin de se dégager de l’ésotérisme dominant. Puis Sōshō (1202-1278) et surtout Gyōnen (1240-1321) restaurent et modernisent l’enseignement du Kegon par une vision érudite mais plus éclectique des pratiques et des dogmes, y apportant des éléments d’autres écoles zen, Ritsu, Tendai et de la Terre pure. Myōe (1173-1232) enfin, moine important du XIIIe siècle, poursuit cette voie : il étudie au Tōdai-ji avant de fonder au Kōzan-ji un courant du Kegon moins intellectuel, plus préoccupé par les besoins spirituels des fidèles.

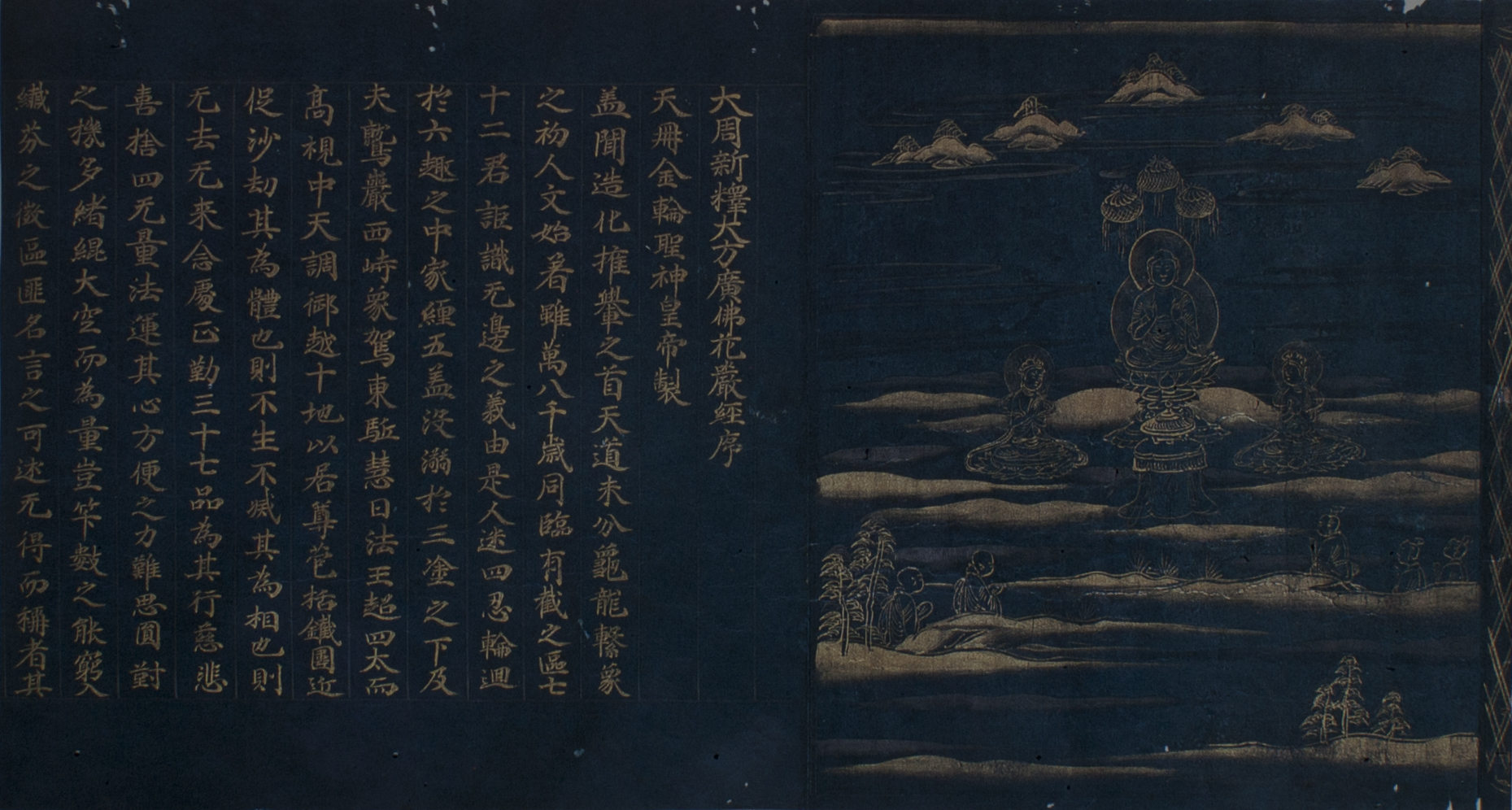
Copie du sūtra Avatamsaka (Kegon en japonais) au Tōdai-ji (encre d’argent sur papier, XIIe siècle).

L’école Ritsu (Vinaya), appartenant également aux six écoles de Nara, prêche plutôt un ensemble de codes et de règles de la vie monacale permettant d’atteindre l’Éveil. L’ordination et la pratique religieuse des moines qui en découlent sont théoriques et strictement codifiées. C’est un moine chinois, Ganjin (Jianzhen), qui apporte cet enseignement au Japon à partir de 754. La cour lui accorde le droit d’ouvrir une salle d’ordination au Tōdai-ji, le Kaidan-in, où les moines sont désormais formés et intronisés. Malgré la création d’autres estrades d’ordination au Japon, le Kaidan-in reste la principale durant toute l’époque de Heian. Tout comme le Kegon, l’école Ritsu décline après l’époque de Nara et connaît un bref regain d’intérêt à l’époque de Kamakura, notamment en provenance du Saidai-ji.
Les temples constituent à l’origine des lieux d’étude et d’enseignement qui ne sont pas restreints à un corpus précis, mais permettent d’étudier au contraire les enseignements de différentes écoles. Rōben, un des fondateurs du temple, insuffle cette tradition studieuse en programmant des conférences et des sessions de lecture des sūtras. Les enseignements portaient sur la compréhension d’un sūtra ou d’un concept, les moines pouvant se spécialiser dans diverses disciplines, par exemple l’étude de chacune des six écoles de Nara au VIIIe siècle. Le Tōdai-ji reste ainsi un foyer spirituel important où de nombreux moines des différentes écoles de Nara et de Heian se côtoient, bien que l’école Kegon perde grandement de son importance après le VIIIe siècle. Depuis le Xe siècle, le supérieur (bettō) du temple est d’ailleurs choisi parmi le clergé Shingon (école ésotérique), et le rapprochement entre les deux écoles semble remonter au temps du fondateur du Shingon, Kūkai, au IXe siècle.

### Syncrétisme et shinto

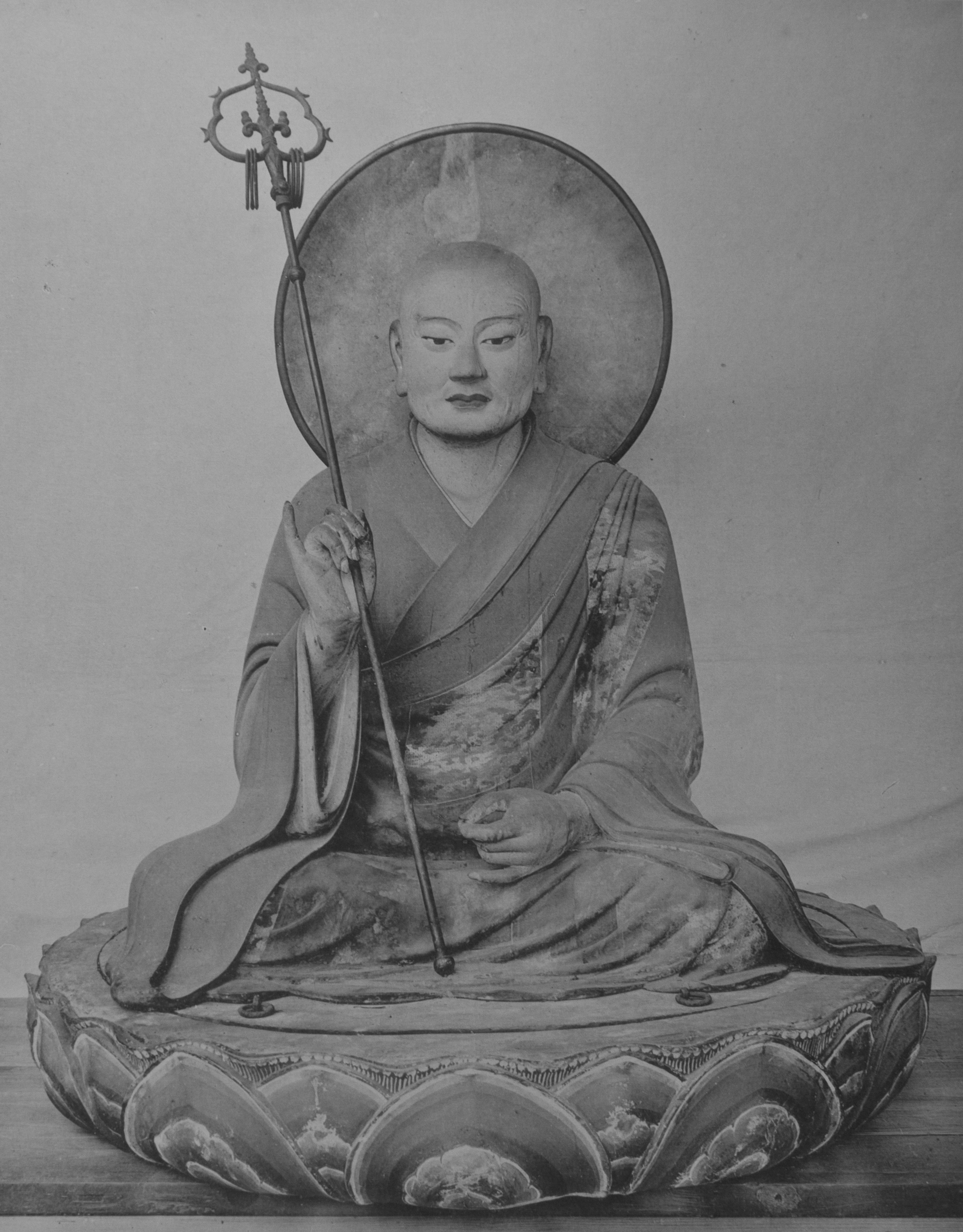
Statue du dieu Hachiman réalisée par Kaikei pour le sanctuaire Hachiman (bois, 1201).

La religion au Japon se caractérise par le syncrétisme entre le shinto et le bouddhisme, c’est-à-dire entre les croyances ancestrales et la religion continentale. Le Tōdai-ji participe aux prémices de ce syncrétisme, s’agissant d’un des premiers temples bouddhiques protégés par un kami shinto, Hachiman, divinité de la guerre et protecteur du pays. Durant la construction du Tōdai-ji, le culte de Hachiman était principalement rendu à Usa (Kyūshū) ; toutefois, un oracle rapporte alors que le dieu souhaite protéger le Grand Bouddha du Tōdai-ji. Nara devient alors un des foyers du culte de Hachiman, et son sanctuaire (Tamekuya Hachiman-gū) est établi sur le site, à l’est sur les premiers contreforts du mont Wakakusa. De plus, un sanctuaire dédié à la divinité est établi dans les monastères provinciaux (kokubun-ji) dépendants du Tōdai-ji. Outre la protection du temple, Hachiman devient à l’époque médiévale protecteur du clan Minamoto, qui dirige le Japon plusieurs décennies, et de ses territoires du Kantō. Son culte se répand dans tout le pays et de nombreux sanctuaires (plus de 30 000) lui sont dédiés de nos jours. Les cérémonies tenues au sanctuaire mélangent également les pratiques des deux religions.
Durant la reconstruction du Tōdai-ji à l’époque de Kamakura, Chōgen a recours à la même pratique en invoquant l’aide du sanctuaire shinto Ise-jingū, dédié principalement à la déesse Amaterasu. Il s’y rend en pèlerinage en 1186 où, selon la légende, la déesse lui apparaît en rêve et lui promet son aide pour la restauration du Tōdai-ji, si Chōgen promet de raviver l’énergie spirituelle de la divinité. Il ramène donc au sanctuaire six cents rouleaux du Sūtra de la Grande Vertu de sagesse (Daihannya-kyō) à la tête d’une délégation de soixante moines.

### Rites et cérémonies

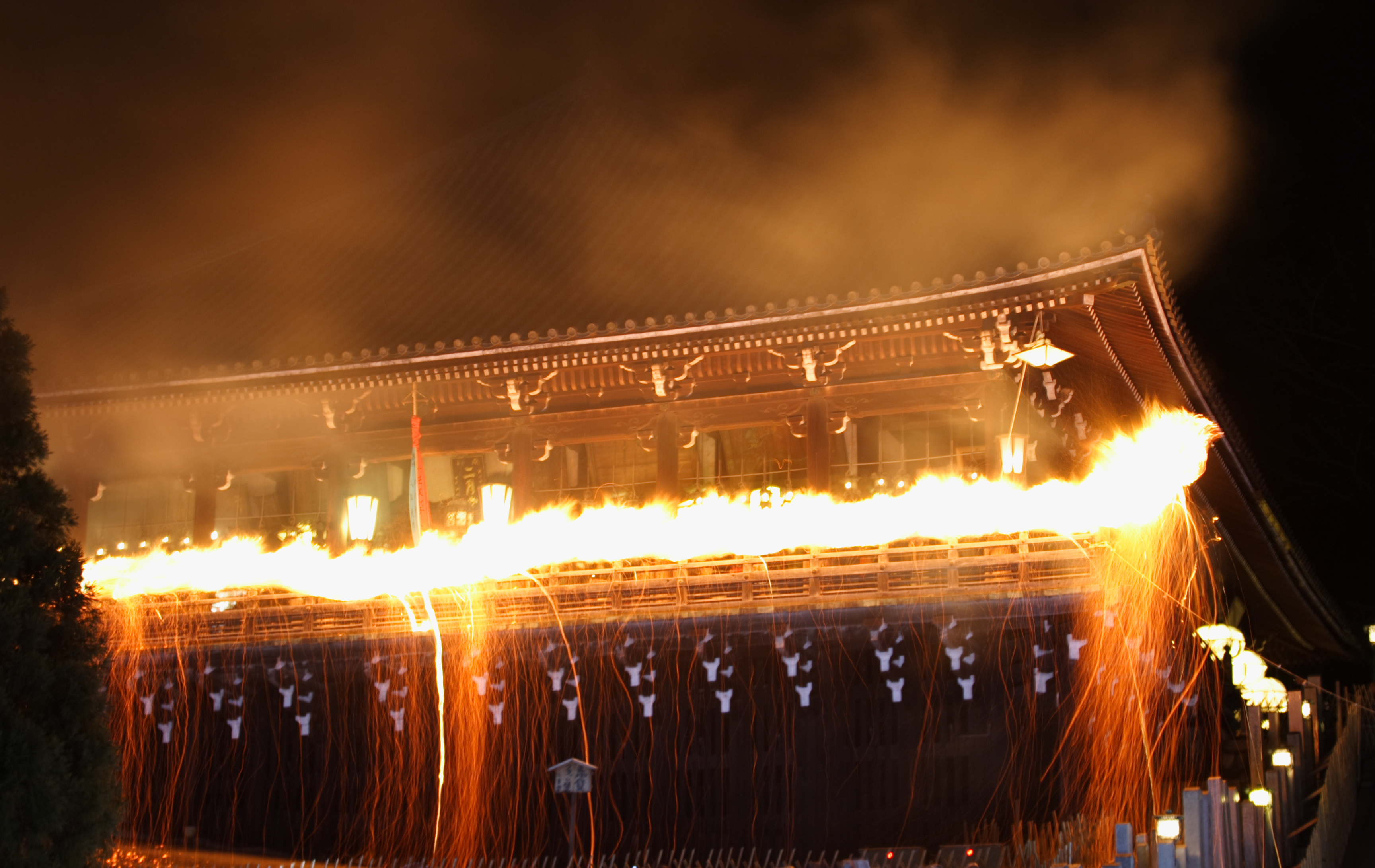
La cérémonie du feu au Nigatsu-dō du Tōdai-ji, durant le Shuni-e.

Les rites et cérémonies sont essentiels dans la tradition japonaise, car ils permettent d’assurer protection et prospérité. Étant donné qu'ils sont extrêmement codifiés et régis par un calendrier précis, les moines sont chargés d’assurer leur bonne tenue, qu’ils soient quotidiens, saisonniers, annuels… Dès le VIIIe siècle, Rōben établit un programme annuel des cérémonies et des conférences. Les rites pratiqués au Tōdai-ji, bouddhiques ou shinto, sont assurés par différents groupes de moines affiliés à la salle du Grand Bouddha ou aux différents temples secondaires. À l’époque de Nara, les plus grandes cérémonies s’y tenaient, en présence de hauts représentants de la cour impériale.

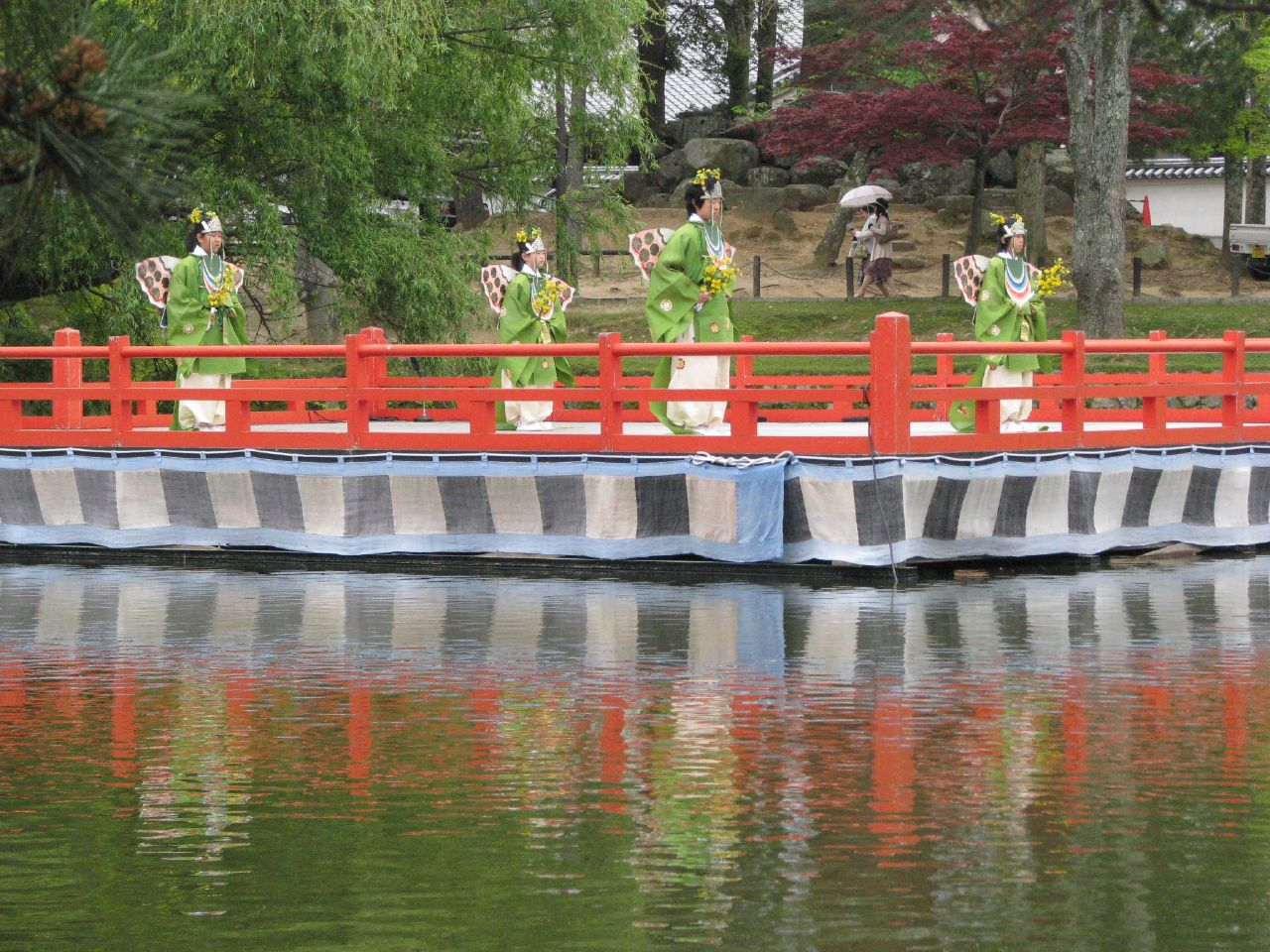
Danses traditionnelles sur une scène installée près de l’étang du Miroir, lors de la cérémonie de commémoration de la mort de l’empereur Shōmu (Shōmu Tenno sai), le 2 mai.

Le rituel nommé Shuni-e (« cérémonie du second mois ») ou Omizu-tori (lit. « cérémonie du puisage de l’eau »), qui se tient chaque année depuis 752, est le plus important du temple. Il se déroule du 1er au 14 mars au Nigatsu-dō afin de purifier le monde profane de ses péchés et favoriser la prospérité du pays. Onze moines, les Rengyōshū, sont chargés de la tenue de la cérémonie. Après une période de préparation consacrée à la méditation et la purification (bekka), le Shuni-e débute le 1er mars. Les onze religieux observent chaque jour six rituels de repentance (keka). Le soir, pour le rituel Otaimatsu, des jeunes croyants brandissent sur le balcon du Nigatsu-dō d’imposantes torches de pins, faisant jaillir des myriades d’étincelles sur la foule en contrebas, afin de repousser les mauvais esprits. Dans la nuit du 12 au 13 mars se tient la cérémonie de l’Omizu-tori proprement dite, où l’eau de source sacrée du temple est transférée dans deux jarres, en offrande à la déesse Kannon : l’une contient un peu d’eau des quelque 1 250 festivals passés depuis 752, l’autre sert à recueillir l’eau nouvelle. Cet ensemble de rituels s’inscrit dans les courants syncrétiques en tirant son origine, ses pratiques et les divinités honorées tant du bouddhisme que du shinto.
Les autres rites annuels les plus importants débutent avec les célébrations du Nouvel An, dont la grande prière du 7 janvier (shusho-e). Le 8 avril se tient la cérémonie de la naissance du Bouddha historique, le 2 mai est consacré à la commémoration de la mort de l’empereur Shōmu (Shōmu Tenno sai), et le 5 juillet à la mort de Chōgen. En août se tiennent la cérémonie de nettoyage du Grand Bouddha (ominugui) le 7 et le festival des dix mille lanternes le 15. Le festival d’automne se déroule le 15 octobre, célébrant l’édit impérial émis pour annoncer la construction du Grand Bouddha. Enfin, la dernière cérémonie importante a lieu le 16 décembre avec la lecture du sūtra Avatamsaka (Kegon),.

## Architecture

### Temple original

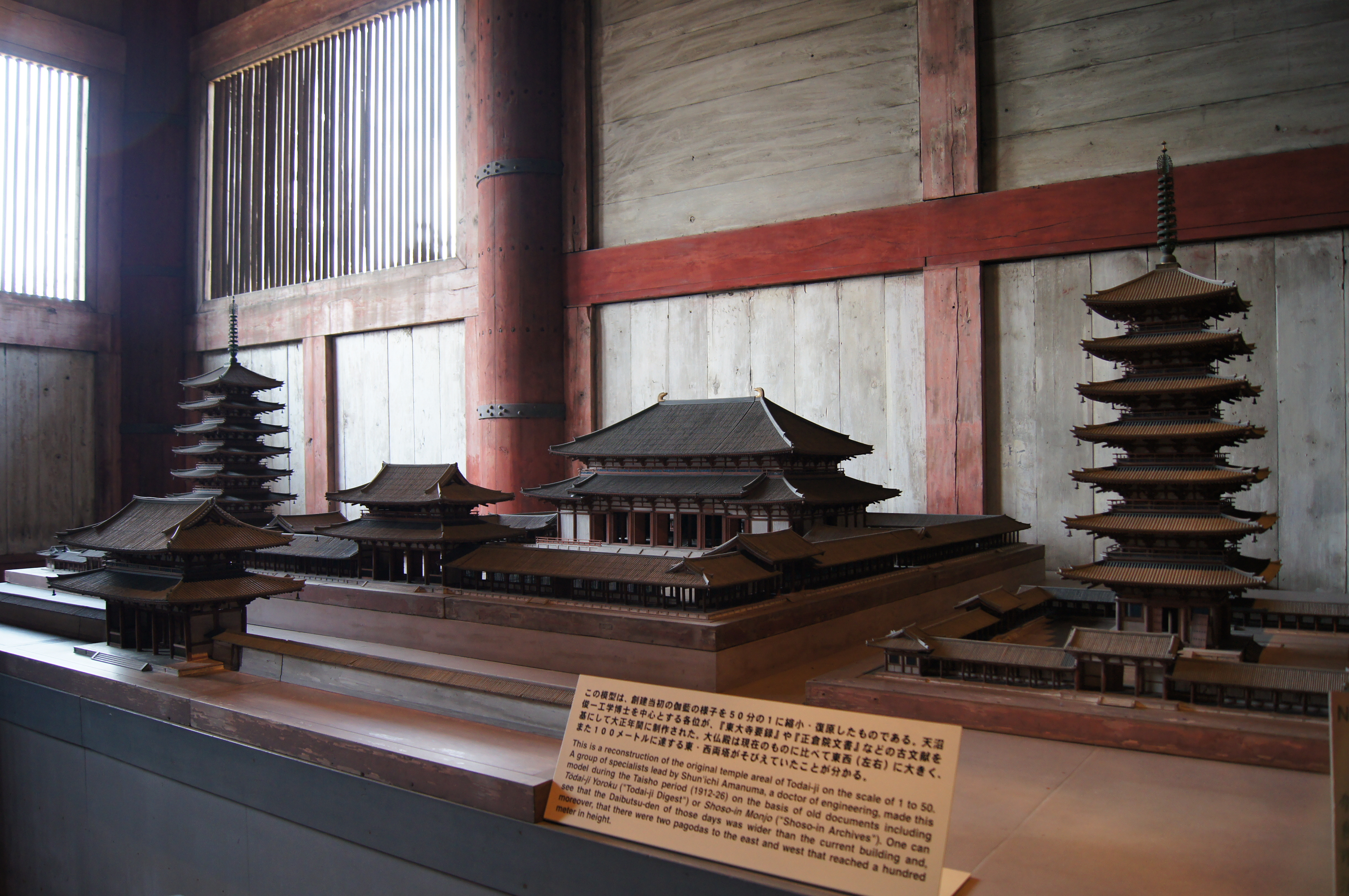
Maquette du site original du temple au VIIIe siècle, avec les pagodes, le Daibutsu-den, le cloître intérieur et la porte sud, d’après les travaux de Shun’ichi Amanuma.

Très peu de bâtiments datant de la construction originelle à la période Tenpyō subsistent de nos jours. Il s’agit du Hokke-dō, du Shōsō-in, de la porte Tengai, de la salle du trésor du sanctuaire Tamukeyama Hachiman ainsi que de trois entrepôts, le reste ayant disparu ou été reconstruit ultérieurement. Le style original correspond aux influences de la Chine des Tang, le classicisme et la proximité au modèle chinois s’expliquant par la fonction du bouddhisme dans l’État, c’est-à-dire la protection de l’empereur.

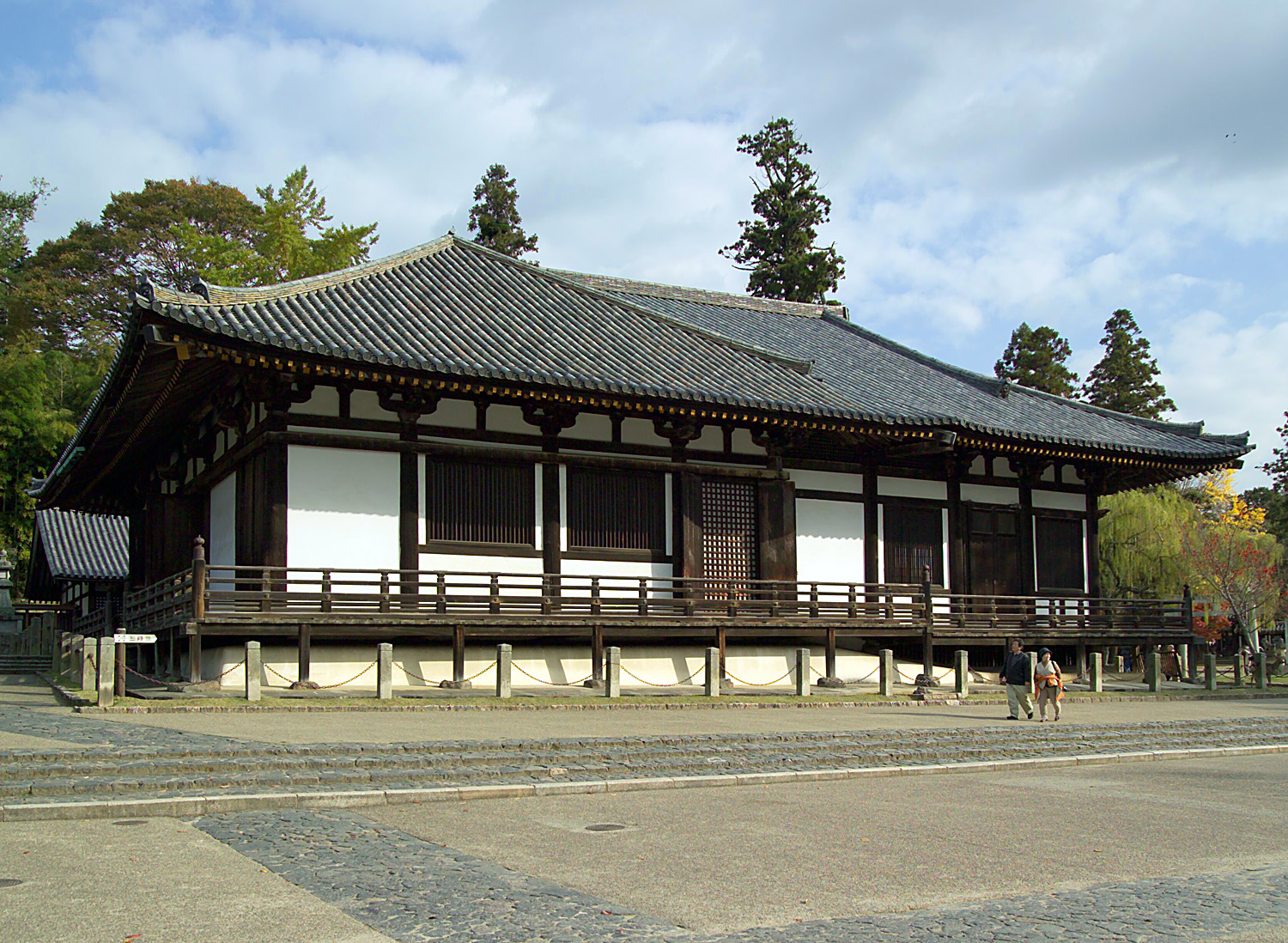
Le Hokke-dō, ou salle du Lotus (VIIIe siècle).

Deux longs murs d’enceinte cernaient le site sur les côtés ouest et sud, percés de trois portes chacun à la manière chinoise. Seule reste une des portes, la porte Tengai (Tengai-mon) au nord-ouest. Elle était utilisée pour les cérémonies du sanctuaire shinto Tamukeyama Hachiman. Composée de trois ouvertures, elle repose sur un socle en pierre et de lourds piliers soutiennent le toit à pignon de style nijūkōryō kaerumata. Entre l’enceinte sud et le cloître intérieur, deux pagodes (tō en japonais) à sept étages s’élevaient à l’est et l’ouest, chacune adjointe d’une enceinte carrée ; les sept étages symbolisent les cinq éléments traditionnels ainsi que le Soleil et la Lune. Cet emplacement des pagodes à l’extérieur du cloître est caractéristique du style de Nara, alors que les édifices plus anciens comme le Hōryū-ji disposaient d’une seule pagode située à l’intérieur du cloître, lui conférant plus d’importance,. Mesurant plus de cent mètres, soit le double des plus hautes pagodes japonaises existantes de nos jours, ces édifices aujourd’hui disparus témoignent d’une grande maîtrise de la construction à pans de bois,. Le bâtiment principal (Daibutsu-den) hébergeant la statue colossale a été également détruit deux fois. D’après les travaux architecturaux et archéologiques de Shun’ichi Amanuma, le bâtiment était à l’origine plus grand et rectangulaire, mesurant 86,1 mètres de haut au lieu des 57,1 actuels ; il présentait un plan rectangulaire plus équilibré, avec onze baies de long au rez-de-chaussée et neuf au premier étage. Le toit à comble inspiré de Chine devait être de forme yosemune (faîte plat, pentes latérales trapézoïdales et pentes frontales triangulaires), élégant et légèrement courbé. Enfin, la salle de lecture des sūtras (kōdō), les vastes quartiers des moines (sōbō), le réfectoire (jiki-dō) et le campanile situés au nord de la salle du Grand Bouddha ont également disparu. Deux bâtiments du VIIIe siècle subsistants présentent un fort intérêt architectural : le Hokke-dō et le Shōsō-in.
Le Hokke-dō (salle du Lotus), ou plus communément Sangatsudō (salle du troisième mois) d’après la cérémonie de lecture du Sūtra du Lotus qui s’y tient le troisième mois de l’année, est un sanctuaire annexe bâti sur l’emplacement de l’ancien temple Konshō-ji,. Achevé probablement au plus tard en 746, il présente un style architectural caractéristique de la période Tenpyō primitive et s’élève à l’est du site, sur les prémices du mont Wakakusa. Orienté au sud, sa forme rectangulaire profonde est constituée de cinq entrecolonnements pour la façade principale et huit pour les côtés. Il se compose d’une salle principale (shōdō ou hondō) précédée d’une salle de lecture au sud (raidō). Toutefois, le raidō a été ajouté ultérieurement en 1199 et réuni par un corridor au shōdō, tandis que le plancher de bois a disparu. La toiture particulière repose sur un ensemble d’encorbellements surmontés d’un maître dé (daito) associé à trois dés secondaires (to), selon le système dit degumi. Typique de l’époque, une pièce de support (kentozuka) est intercalée entre les poutres formant la charpente.

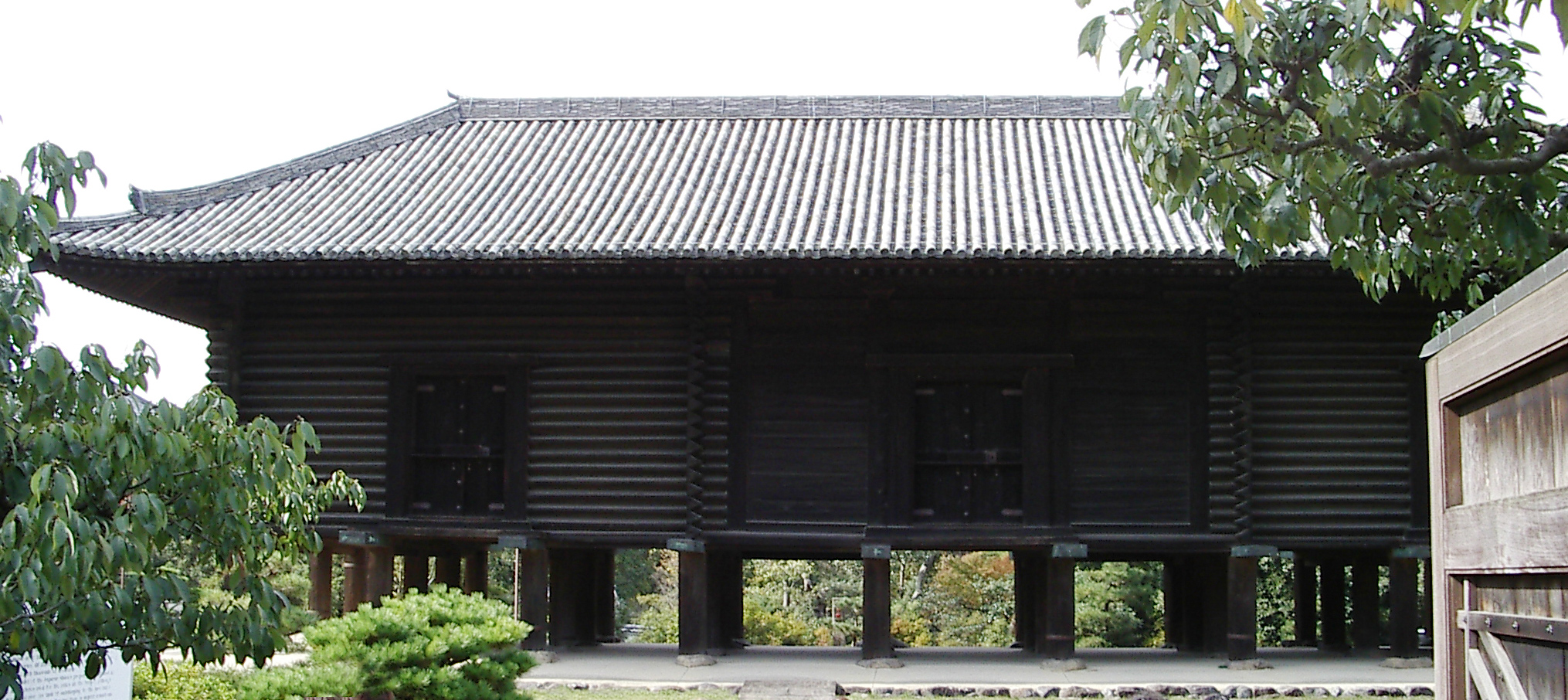
Le Shōsō-in, ou salle du trésor (VIIIe siècle).

Les magasins ont été construits dans un style différent du Hokke-dō, l’azekura-zukuri, récurrent pour les greniers et entrepôts. Parmi les magasins subsistants, le Shōsō-in situé au nord est le plus grand édifice de ce style, mesurant 33 mètres de face, 9,4 de profondeur et 14,24 de haut. Soutenus par de lourds pilotis de bois sur fondation de pierre (structure dite takayuka-shiki), ses murs se composent d’un empilement horizontal de poutres triangulaires de cyprès du Japon qui s’entrecroisent aux quatre coins (technique azekura). Deux pièces, au nord (hokusō) et au sud (nansō), flanquent la salle centrale (chūsō), séparées par des cloisons internes en bois. Cette structure donne une préservation idéale pour les entrepôts,. Le Shōsō-in sert à entreposer au fil du temps objets d’art et documents historiques inestimables ; dès 756, l’impératrice du défunt Shōmu fait don au Shōsō-in d’une collection de quelque 10 000 objets d’art, d’artisanat ou de la vie quotidienne, venant du Japon et de tout le continent asiatique aux VIIe et VIIIe siècles. Pour cette raison, le bâtiment fut soigneusement conservé et les moines lui accordèrent le suffixe religieux honorifique « -in » ; certains ouvrages lui donnent le qualificatif de « premier musée du monde », bien que fort peu de personnes eussent l’autorisation d’y pénétrer. Ces trésors ont été transférés de nos jours dans divers musées nationaux pour une part, et dans une structure moderne en béton non loin pour le reste.

### Style Daibutsu de l’époque de Kamakura

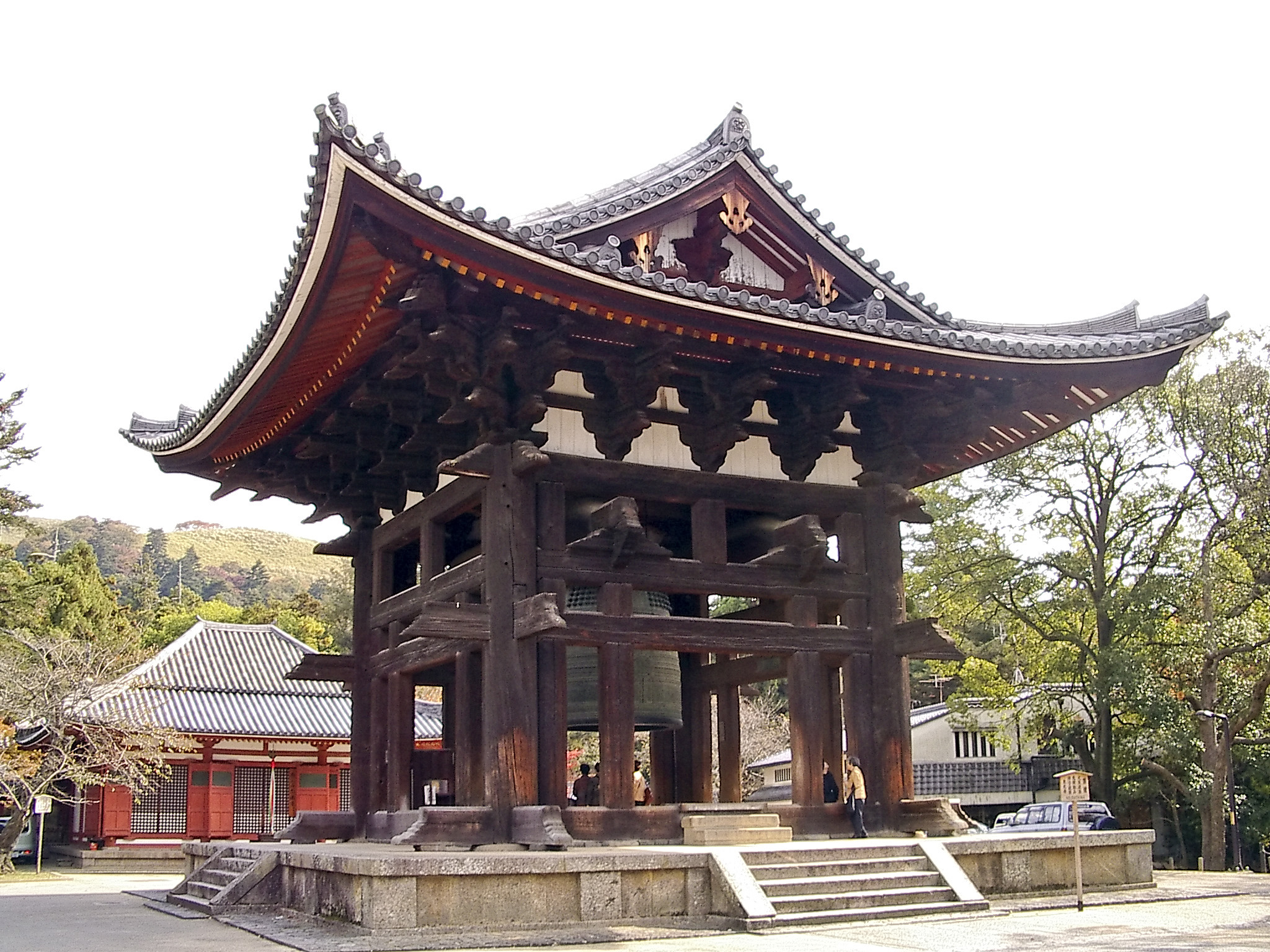
Shōrō (beffroi, 1210).

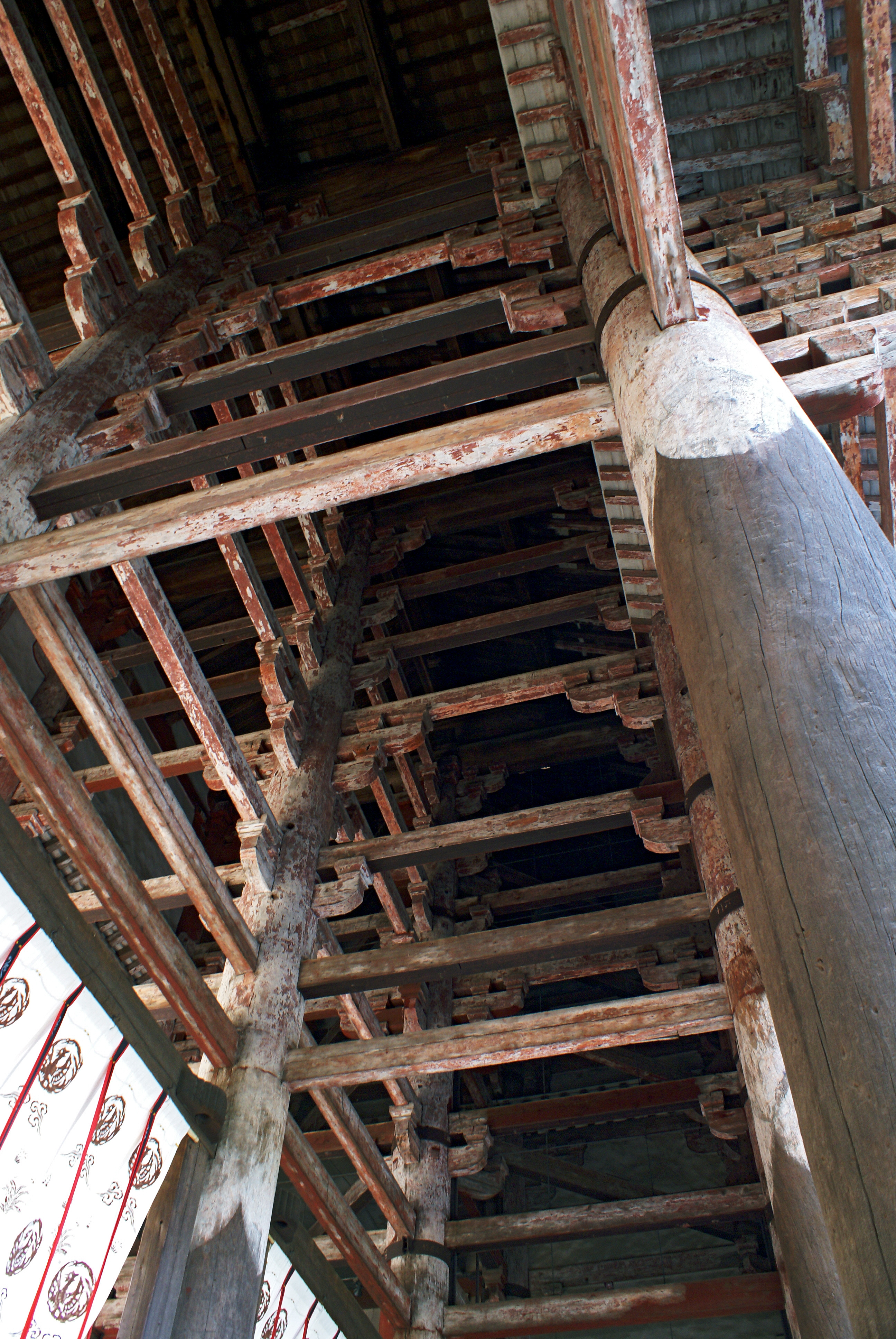
Structure de la grande porte sud (achevée en 1203), avec ses traverses encastrées dans les piliers et le système de consoles soutenant le premier toit à droite.

L’incendie du temple par les Taira en 1180 ne laisse que très peu de bâtiments intacts, nécessitant la reconstruction de la plus grande partie du site. Seuls demeurent la salle des fondateurs (kaisan-dō, 1200), la salle de lecture (raidō) du Hokke-dō (1199), le beffroi (shō-rō, 1210) et surtout la grande porte sud (nandai-mon, 1195).
L’étude des styles architecturaux de la Chine des Song du Sud par le biais de Chōgen suscite un nouveau style nommé daibutsu-yō ou tenjiku-yō, qui explore le monumentalisme grâce à de nouvelles techniques de construction plus robustes et le retour aux sources du bouddhisme. L’usage de bras de console (hijiki, poutre supportant l’avancée des avant-toits) et de traverses (nuki, pièce de construction horizontale) encastrés ou fixés directement aux piliers et non plus reposant au-dessus renforce la structure et permet de gagner en hauteur, modulo les difficultés d’approvisionnement en poutres suffisamment hautes et larges. Multiplier les traverses et tasseaux permettait de construire des structures massives rapidement et efficacement, notamment en réduisant la complexité des consoles et en standardisant les pièces,. L’ajout de supports très larges (taiheizuka) entre les consoles, très employés dans l’architecture zen par la suite, est également inhabituel. Le style daibutsu-yō, éloigné des courants japonais traditionnels, reste peu usité au Japon, si bien que rares en sont les exemples subsistants de nos jours, dont la grande porte sud du Tōdai-ji qui en illustre toutes les caractéristiques. Cette dernière est une construction massive achevée en 1203, mesurant 25,7 mètres de haut et 29,7 de large, soit la plus grande porte de temple du Japon. Deux toits en demi-croupe se superposent, soutenus par les piliers imposants de plus de 19 mètres formant cinq baies,. Six entraits sont encastrés dans les piliers pour supporter les deux toits ; de plus, les espaces vides entre ces entraits sont comblés par des consoles factices, donnant ces angles à 45 degrés qui partent en sens inverse du toit. Enfin, des poutres « arc-en-ciel » (légèrement bombées) soutiennent la poussée latérale du toit principal au sommet des piliers. La porte abrite deux imposantes statues gardiennes (niō) de plus de huit mètres. L’ensemble des autres bâtiments a été détruit dans l’incendie de 1567, mais devait probablement observer un style proche de la grande porte sud, du moins durant le vivant de Chōgen.
À sa mort lui succèdent à la tête des travaux les moines Eisai puis Gyōyū, qui amènent chacun quelques variations architecturales, en particulier des éléments d’inspiration zen (style zenshū). Le style expérimenté par Eisai permet de combiner les aspects massifs du daibutsu-yō et décoratifs du zen, avec des toits très incurvés et des tasseaux plus discrets. Le clocher du Tōdai-ji construit en 1202 sous son égide témoigne de cette phase de transitions.

### Temple actuel
Le temple actuel résulte grandement des restaurations entreprises à l’époque d’Edo à partir de 1685. La salle du Grand Bouddha, achevée en 1707, est de dimension réduite par rapport au bâtiment original, avec sept baies de large et une surface au sol non plus rectangulaire mais carrée ; il reste toutefois le plus grand bâtiment couvert en bois au monde,, mesurant 47 mètres de haut, 57 de long et 52 de large. En raison du budget limité, rassembler le bois pour les tasseaux supportant l’avancée du toit posait problème, si bien que des renforts en fer furent ajoutés. Lors des restaurations de 1906 à 1913, la structure est grandement renforcée pour pouvoir supporter le poids de la charpente, des études ayant montré des faiblesses importantes. Bien que structurellement proche du bâtiment restauré sous la conduite de Chōgen, en mêlant styles daibutsu et zen, quelques éléments reflètent les avancées des XVIe et XVIIe siècles, tel le large pignon (karahafu).

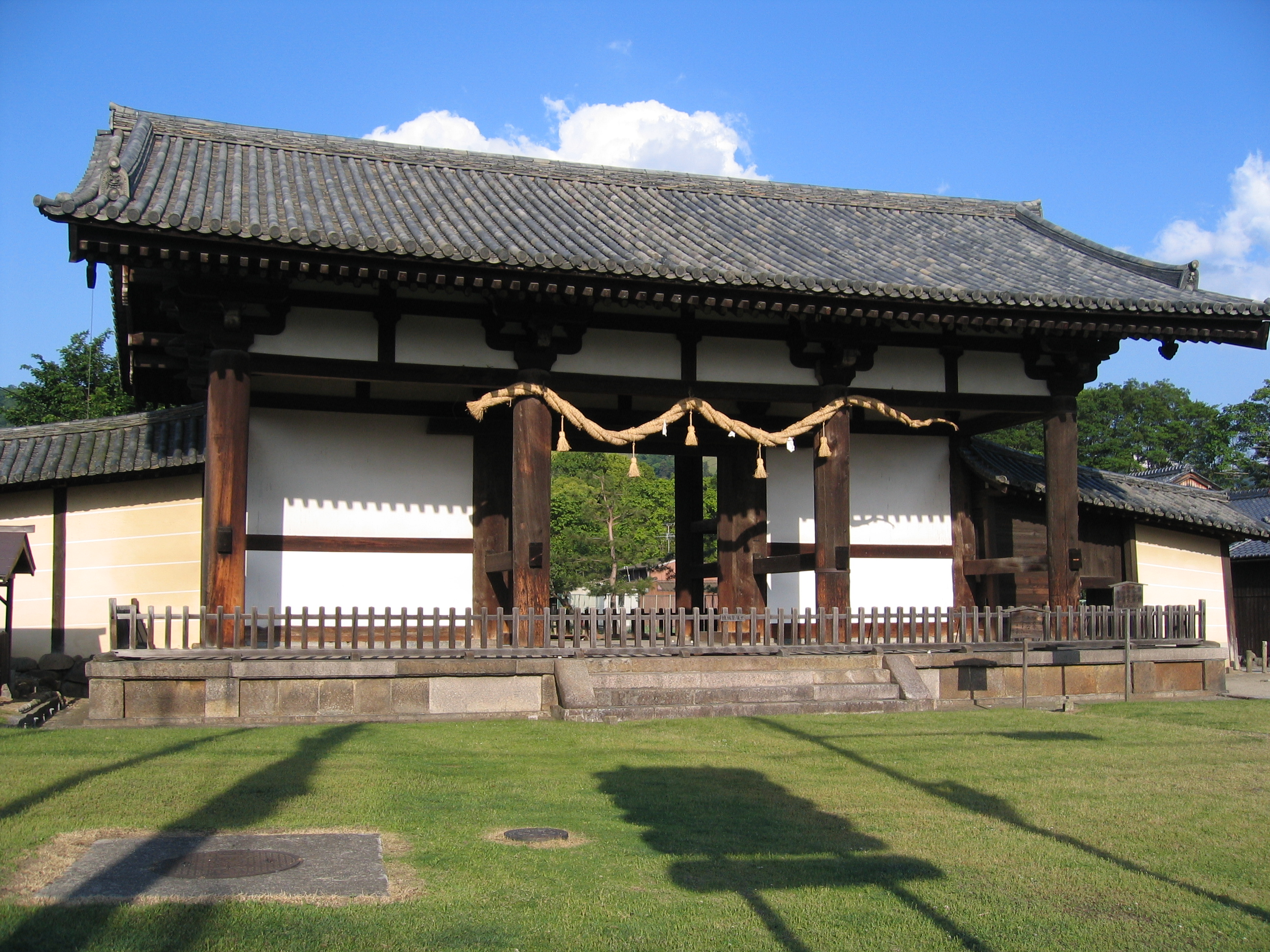
Porte Tengai-mon (VIIIe siècle).
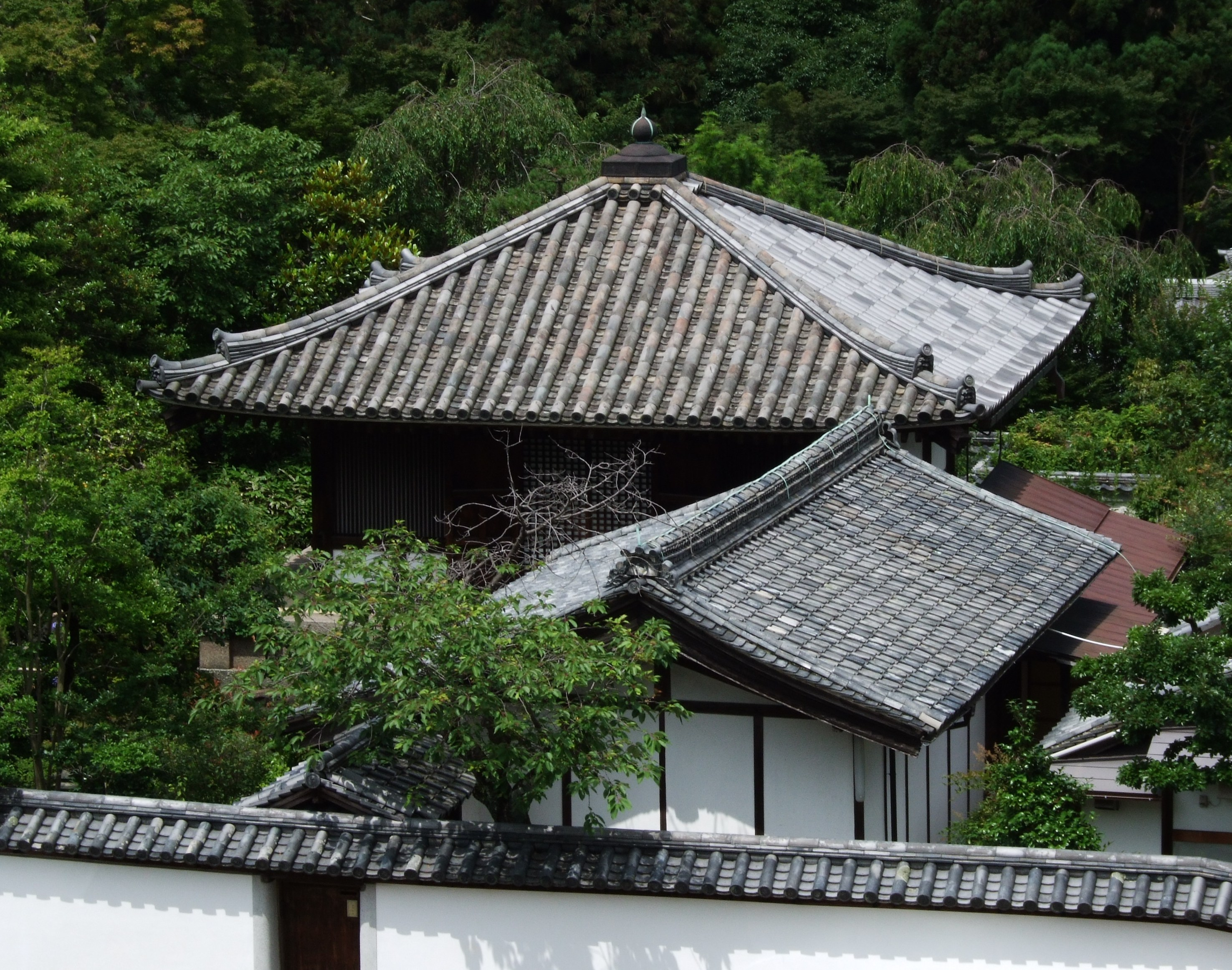
La salle des fondateurs (kaisan-dō, 1200).
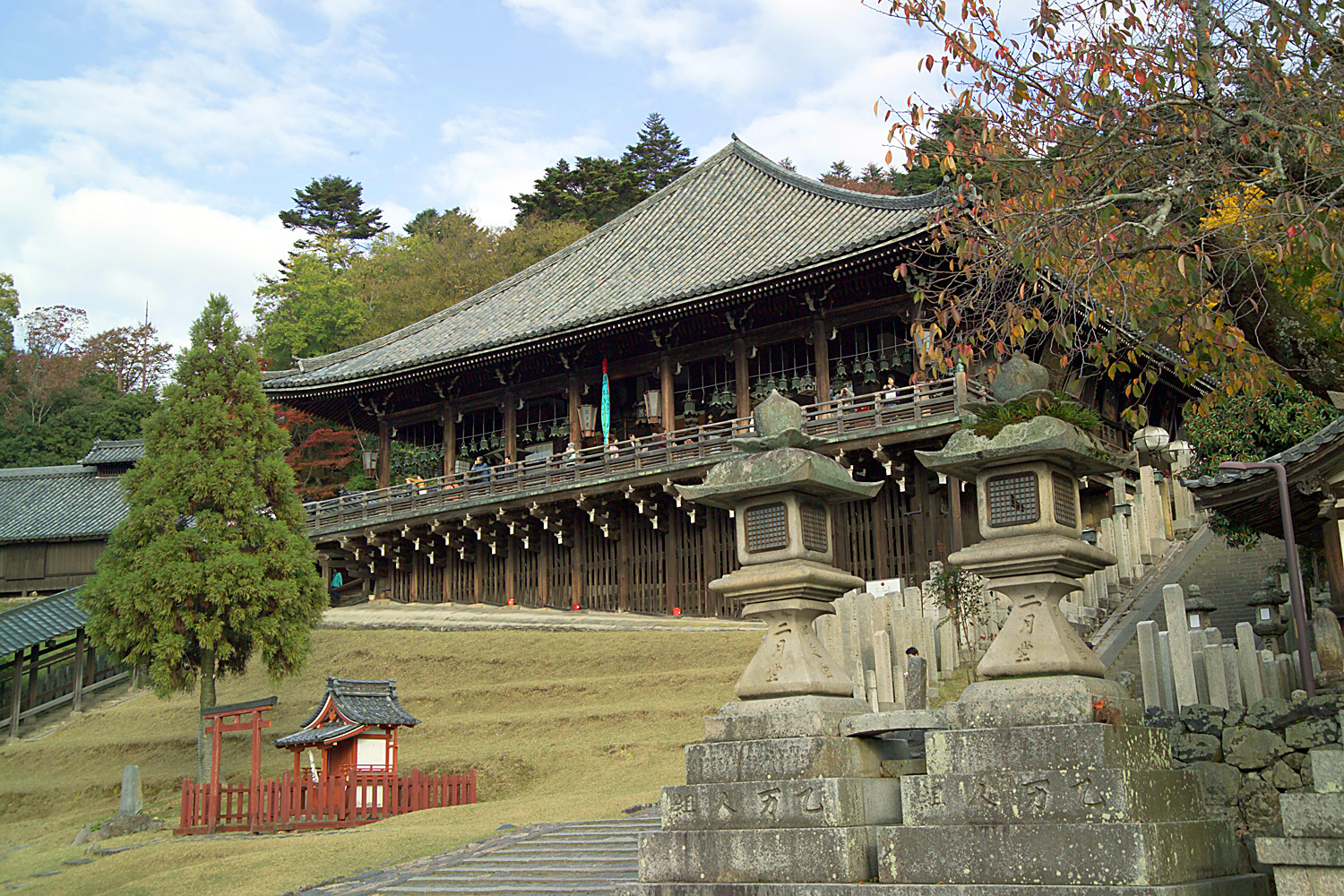
Nigatsu-dō (salle du deuxième mois, 1669).
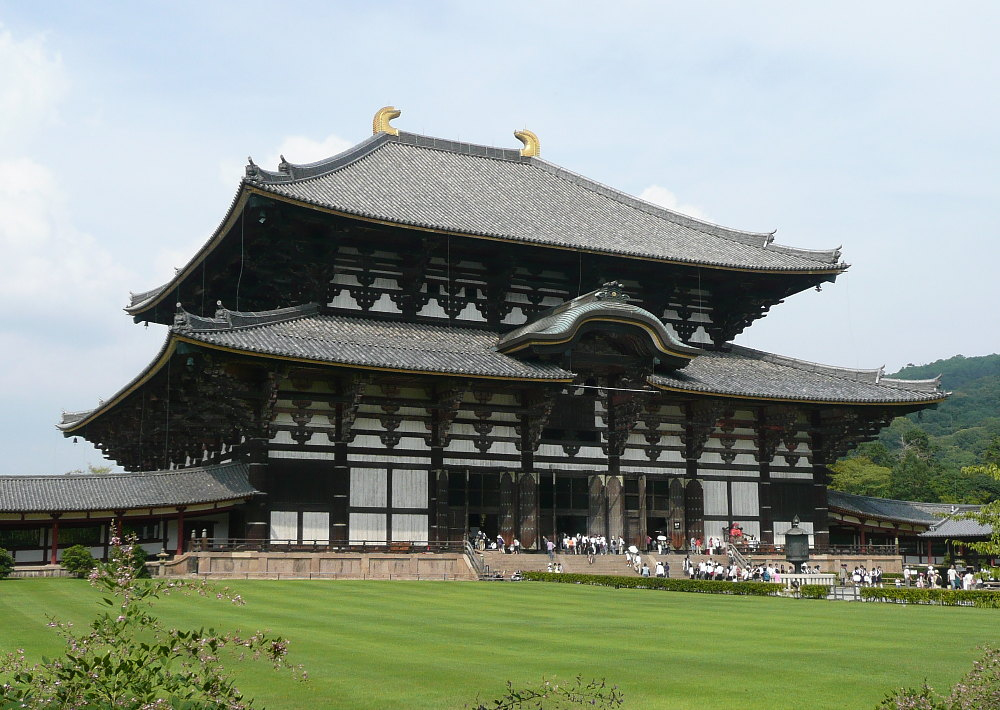
Salle du Grand Bouddha (Daibutsu-den, 1707).
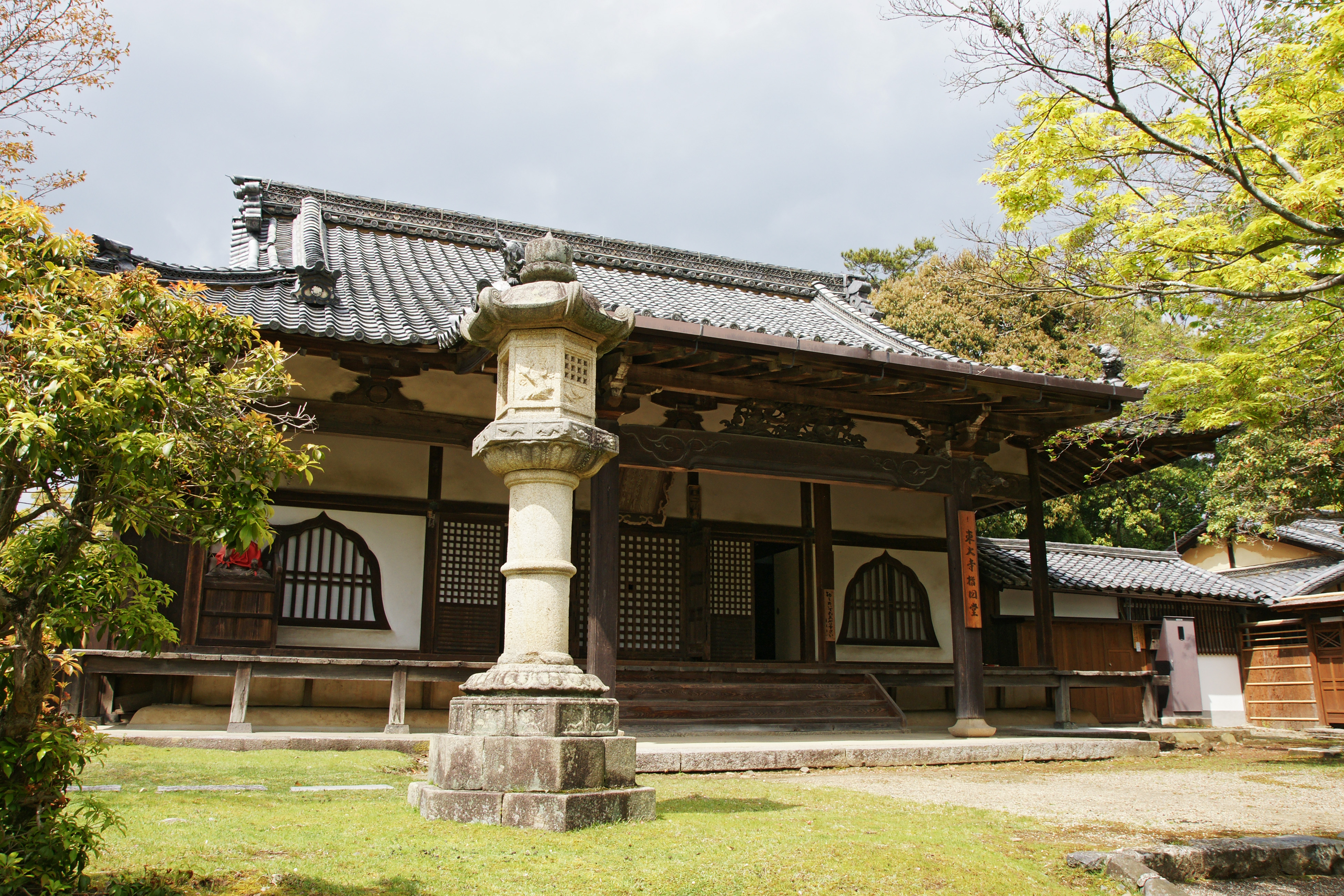
Sashizu-dō (XVIIIe siècle).
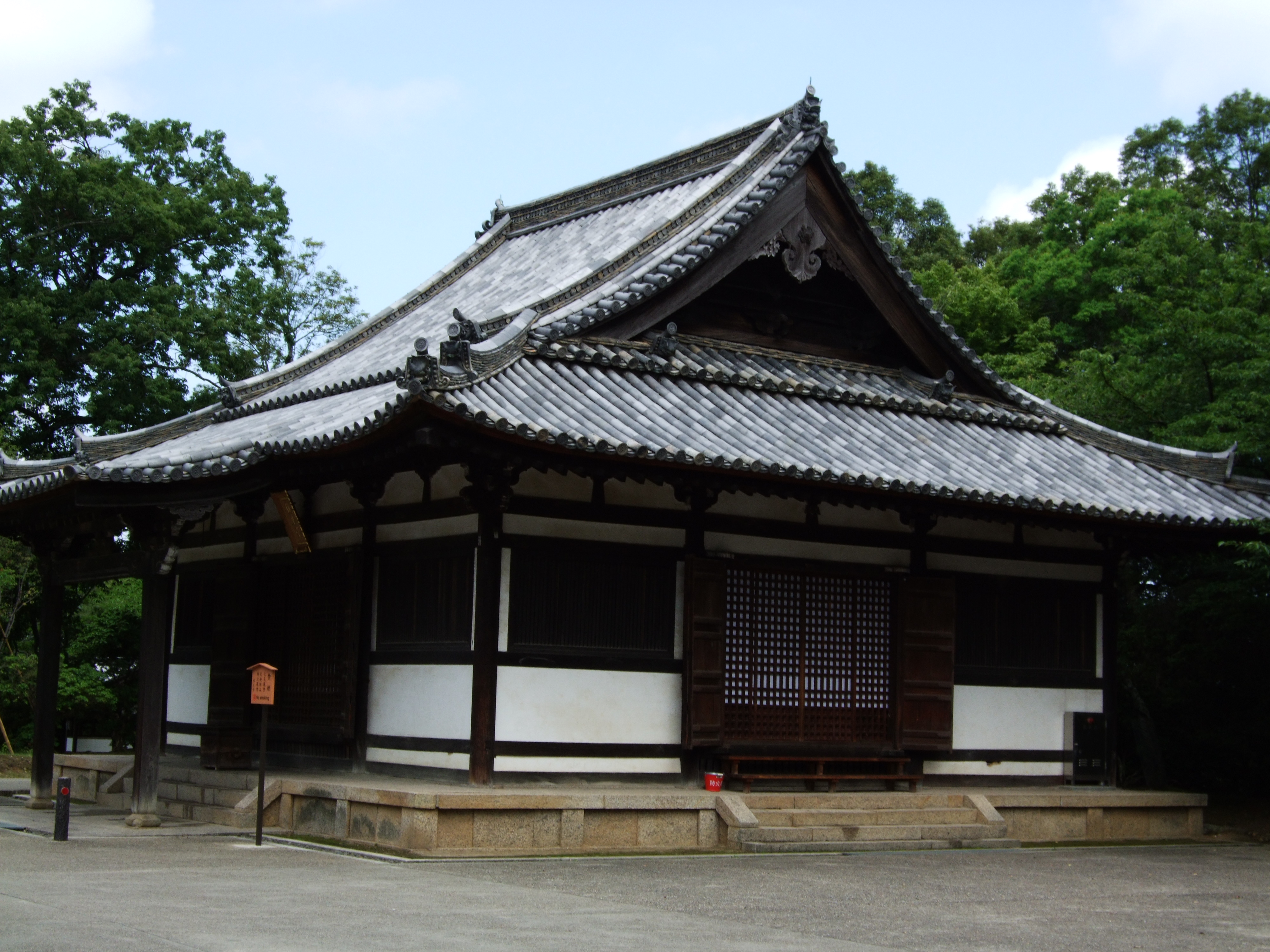
Shunjō-dō (XVIIIe siècle).

## Sculpture

### Période Tenpyō
La sculpture bouddhique de la période Tenpyō s’inspire de la sculpture de la Chine des Tang. La multiplication des temples suscite une production soutenue, si bien que des bureaux d’artisans regroupant divers corps de métiers sont créés sous l’empereur Temmu, administrés par des fonctionnaires ou des temples ; le Bureau des sculptures du Tōdai-ji a compté le plus grand nombre d’artisans alors, jusqu’à sa fermeture en 789. Ces premières productions datent principalement du milieu et de la fin de la période Tenpyō, seconde moitié du VIIIe siècle.

#### Statuaire du Hokke-dō et du Kaidan-in

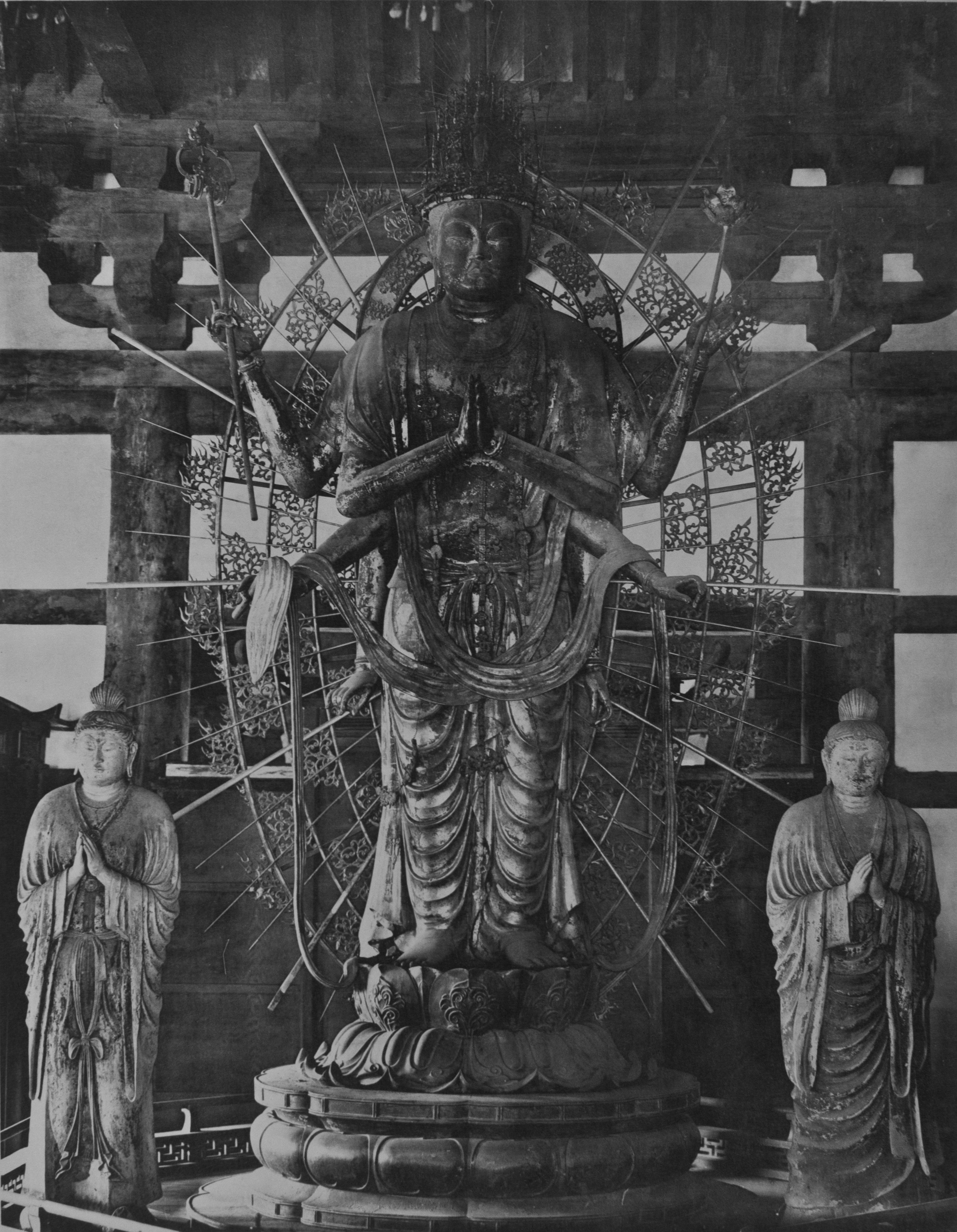
Fukūken-saku Kannon, laque sèche creuse, H : 3.64 m, et deux devas, argile crue. Fin. Hokke-dō.

Historiquement, la technique du Tenpyō classique repose sur l’usage de la laque sèche creuse (dakkan kanshitsu), dans un style naturaliste teinté d’une certaine idéalisation, façonné par les artistes japonais à partir des modèles Tang (qui emploient la laque dès le IVe siècle). La méthode consistait en la réalisation d’un moule grossier en terre, que les artistes recouvraient d’une épaisse couche de tissus enduits de laque. Une fois cette dernière sèche, le moulage interne était retiré et remplacé par une armature en bois. L’artiste pouvait alors modeler les détails du visage et du corps.
Au Tōdai-ji demeure de la période Tenpyō un ensemble de neuf statues en laque sèche creuse et cinq en terre séchée, abritées dans le Hokke-dō, qui semblent avoir eu une grande influence sur les artistes contemporains. La divinité principale de l’ensemble ornemental est un Fukūkenjaku Kannon (une forme puissante du bodhisattva de la compassion Kannon) à huit bras et trois yeux de 3,60 m de haut, en laque sèche recouverte d’or, réalisé probablement avant 749. Debout sur un socle octogonal surmonté de pétales de lotus, la statue observe une symétrie verticale rigoureuse, notamment la robe et les bras (en pose de vénération ou portant divers attributs religieux). Le vaste nimbe en bronze doré présente une forme unique à quarante-deux rayons inégaux, ornés de rinceaux floraux. La coiffe est en argent doré et décorée de pierres précieuses et de perles serties en forme de magatama ; elle est parée d’une petite sculpture en argent du bouddha Amida en son centre,. Le style global reste caractéristique de l’époque, visant à l’harmonie et au naturalisme, tout en suggérant une puissance nouvelle par la tête, proportionnellement plus grande, ainsi que le corps et les bras volumineux ; l’artiste souligne surtout la dignité, la grandeur distante et la compassion bienveillante. Le Fukūkenjaku Kannon forme une triade avec deux autres statues en laque de divinités hindoues intégrées au bouddhisme, Indra et Brahmā (Taishaku Ten et Bon Ten en japonais). Les six autres œuvres en laque, originales par les positions et les armures des statues, représentent les quatre rois célestes (Shi Tennō) et deux Niō, réalisées ultérieurement vers 759, auxquelles s’ajoutent les déesses Kichijo-ten et Benzai-ten provenant à l’origine d’un autre bâtiment (le Kichijo-dō, brûlé en 754) qui s’inscrivent dans la pleine période de la sculpture en laque sèche et offrent un portrait notable de la féminité inspiré des dames Tang.

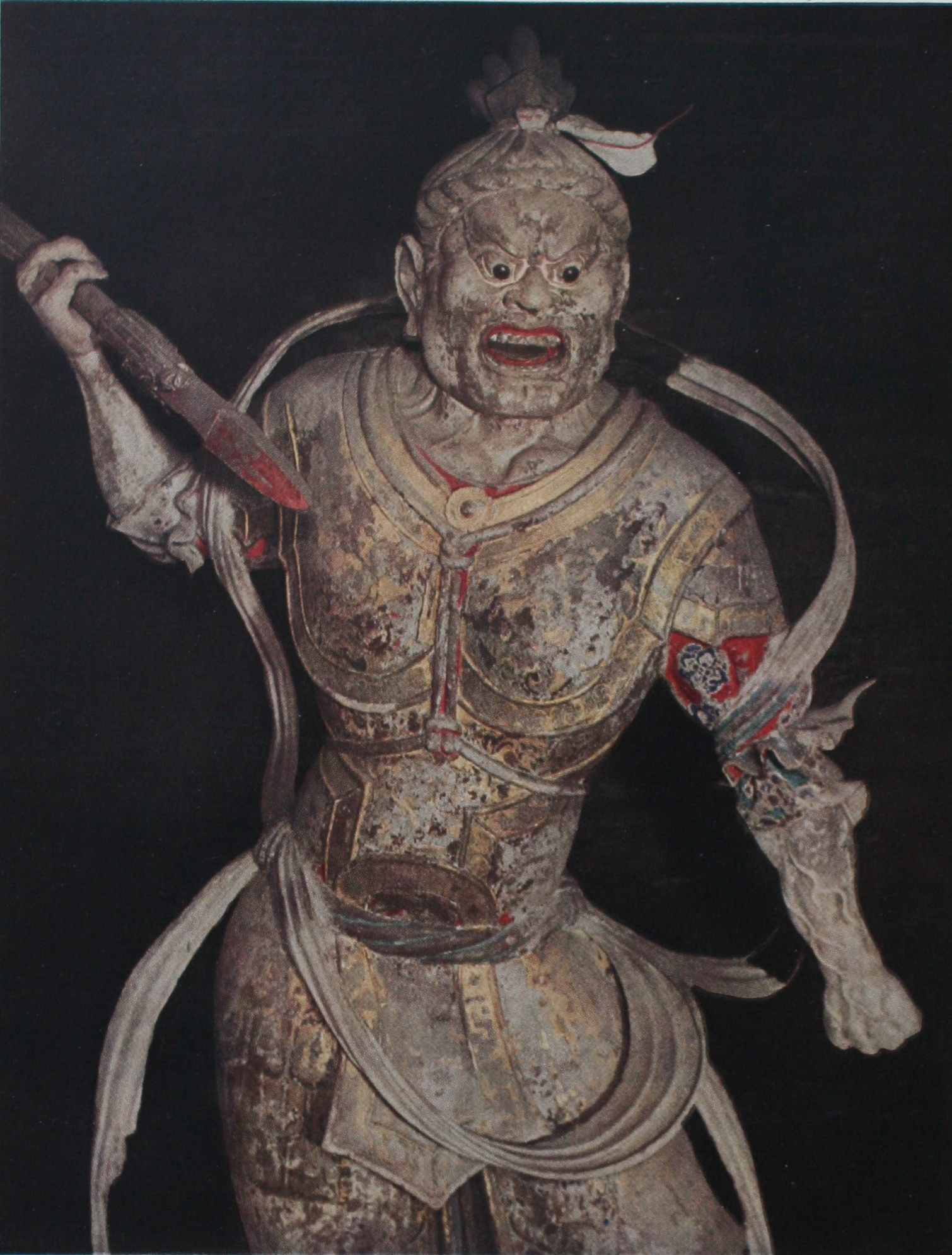
Shūkongō-jin du Hokke-dō (VIIIe siècle).

Parmi l’ensemble en terre séchée ou argile du Hokke-dō, l’identité des deux statues positionnées de part et d’autre du Fukūkenjaku Kannon est incertaine selon les historiens de l’art : Nikkō et Gakkō (généralement affiliés au bouddha Yakushi) ou Bon Ten et Taishaku Ten. Elles sont constituées d’un cœur de bois recouvert de terre séchée et de paille puis d’une fine couche d’argile, sur laquelle les couleurs ont presque disparu ; leur expression, yeux mi-clos et mains jointes, revêt l’aspect de la sérénité et de la dévotion. Elles montrent clairement une tendance à l’introspection, révélant l’essence de l’art à la fois puissant et spirituel du milieu de la période Tenpyō. Enfin, la statue du Shūkongō-jin (1,8 mètre) — une image « secrète » exposée une seule fois par an aux yeux du public, le 16 décembre, d’où son état de conservation exceptionnel — exerce une impression de force par son corps musculeux rigoureusement proportionné, ses veines saillantes, son visage furieux et son bras menaçant,. On distingue encore nettement les couleurs (rouge, vert et bleu) et la dorure formant des motifs floraux fins sur l’armure, l’ensemble ajoutant au réalisme de la statue. Toutefois, sous ses dehors furieux, c’est la bonté de Shūkongō-jin qui est dissimulée. Le Fukūkenjaku Kannon et l’ensemble de statues en terre proviennent probablement d’un même atelier, ou du moins ont été produits à la même période, en raison d’un style et de tailles (2 à 4 m) similaires. En revanche, les autres statues en laque sèche creuse sont ultérieures et ne proviennent probablement pas du même ensemble à l’origine, le style étant moins puissant et expressif.
Outre l’ensemble du Hokke-dō, le Kaidan-in possède deux des quatre rois célestes (Jikoku-ten et Komoku-ten, réalisées entre 742 et 746) de 1,78 et 1,63 mètre en terre séchée (seconde moitié du VIIIe siècle), pour lesquels l’artiste s’est concentré sur l’armure et l’expression de rage contenue du visage très humain, mais négligeant les jambes,.

#### Grand Bouddha et travail du métal

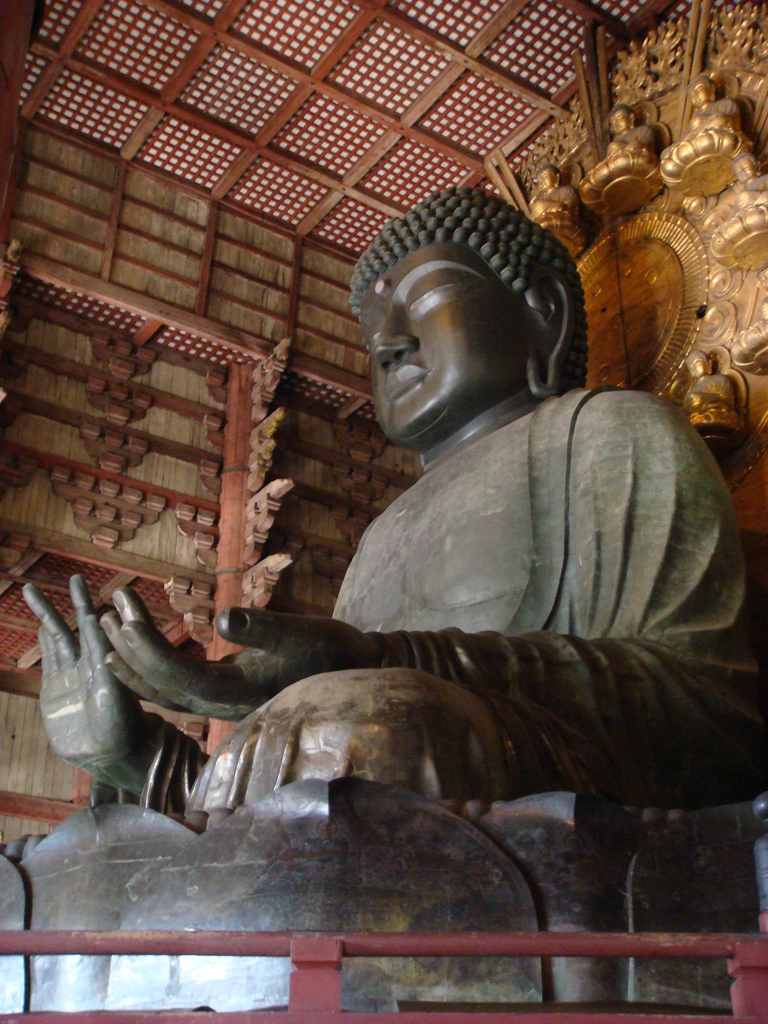
Le Grand Bouddha (Daibutsu) du Tōdai-ji, en bronze mesurant 14.73 m (XVIIe siècle).

La statue colossale du bouddha Vairocana (le Daibutsu) constituait l’élément le plus frappant du site, probablement inspirée de statues colossales semblables en Chine. Le responsable du Bureau des sculptures du Tōdai-ji, Kuninaka no Muraji Kimimaro (d’origine coréenne), a élaboré le moule en terre, avant que la statue soit fondue en bronze par les artisans Takechi no Ōkuni, Takechi no Mamaro et Kakinimoto no Odama, entre 747 et 749. Entre 749 et 752, les artistes s’attellent aux finitions du visage et au polissage, la pose de la dorure venant après. Selon les travaux de Katori Tadahiko et diverses fouilles archéologiques, le processus de fabrication a consisté en premier lieu à creuser un vaste trou au fond renforcé par une dalle. Là, deux moules en terre imbriqués ont été réalisés de sorte de laisser une cavité entre les deux, où le métal fondu doit être coulé en huit phases. Pour chacune, le moule est progressivement enfoui sous une colline de terre, afin d’y installer à mesure peut-être vingt à trente fourneaux capables de fondre le bronze dans le moule, du socle jusqu’à la tête. Enfin, la colline est peu à peu aplanie pour les finitions,. La dorure recouvrant le bronze est appliquée à partir de 752. Néanmoins, en raison des dégradations et des incendies, il ne reste du Grand Bouddha original qu’une partie du piédestal et des genoux, le reste résultant majoritairement de la restauration de 1692. Selon Joan R. Piggott, 338 tonnes de cuivre et 16 tonnes d’or sont nécessaires pour l’œuvre originale, pour une hauteur d’environ 16 mètres.
Un des rares documents iconographiques sur la statue d’origine est fourni par les Rouleaux des légendes du mont Shigi (Shigisan engi emaki), peint précédemment à la destruction de 1180 (voir). Quelques statues de l’époque comme le bouddha Vairocana du Tōshōdai-ji et le Fukūkenjaku Kannon du Hokke-dō permettent aussi d’imaginer le style du premier Grand Bouddha. De plus, les pétales de lotus du piédestal en bronze portent des gravures datant d’environ 757 qui illustrent des scènes de l’univers bouddhique autour de Shaka. Ces gravures empruntent également beaucoup à l’art chinois Tang (les proportions réalistes, le drapé et le visage rond) et sont probablement très proches du style du Grand Bouddha original qui devait être plus élégant que la statue actuelle, généralement jugée banale hormis ses dimensions. Cette dernière date donc du XVIIe siècle, mesure environ un mètre de moins que l’original, soit 14,98 mètres assise, et 18 mètres avec le piédestal. La statue reste malgré tout l’un des plus grands bouddhas assis au monde.
Il semble que la fonte du Grand Bouddha a épuisé la majeure partie des réserves de cuivre de l’archipel, ce qui peut expliquer la baisse significative de production de statues en bronze à cette époque. La statuette en bronze de la naissance de Shaka sertie dans un petit bassin gravé de fleurs et d’animaux servait lors des cérémonies du 8 avril commémorant l’anniversaire de Shaka, où l’on versait de l’eau parfumée dessus. Ici, la finesse du modelé et la fraîcheur du visage en font une des plus belles œuvres sur le sujet. Il reste également la large lanterne octogonale en bronze qui se tient devant la salle du Grand Bouddha, forgée de fins croisillons et ornée sur quatre faces de reliefs élégants représentant des bodhisattvas jouant de la musique. Ces deux sculptures renseignent là encore sur l’apparence du Grand Bouddha original.

### Époque de Heian

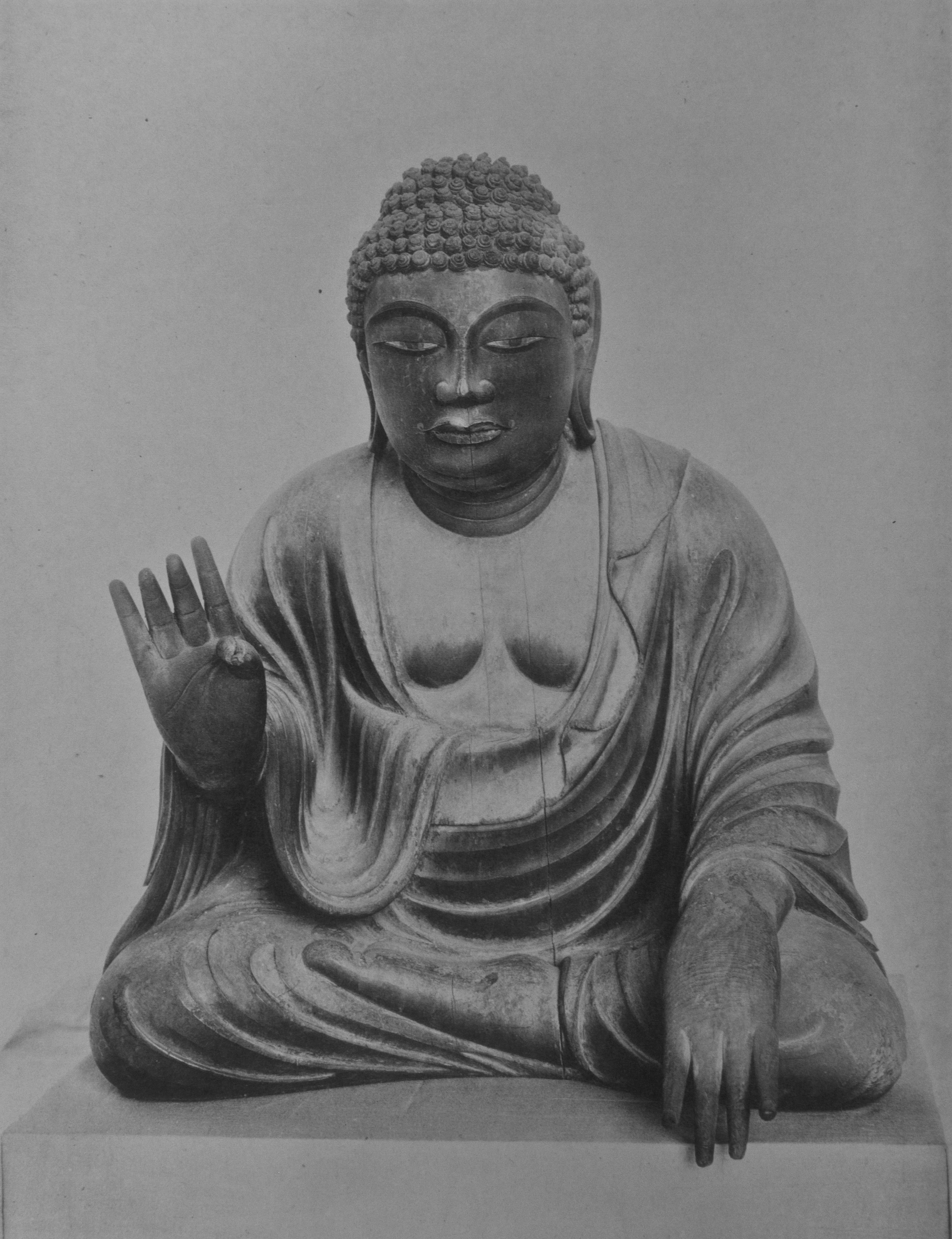
Le Miroku (bois, époque de Heian).

Dès la seconde moitié de la période Tenpyō débute une phase de transition artistique jusqu’à l’époque de Heian, où le bois a définitivement remplacé la plupart des autres matériaux. À partir des années 760, une technique transitoire, la laque sèche sur bois (mokushin kanshitsu), apparaît : contrairement à la laque sèche creuse, le moulage interne en bois n’était pas retiré, ce qui permettait de réduire l’épaisseur de laque nécessaire. Dans une période de désengagement financier de l’État et de divergences politiques (la capitale change de Nara à Heian), les subventions accordées aux grands ateliers des temples de Nara sont significativement réduites, expliquant cette évolution. De fait, la laque est coûteuse à produire à la différence du bois ; or, les artistes se sont rapidement aperçus que plus la structure interne en bois est finement travaillée, plus la couche de laque nécessaire diminue. De plus, les Japonais subissent l’influence du nouveau style chinois, plus volumineux, idéaliste et sévère, auquel la laque sèche sur bois correspondent bien. C’est probablement par le truchement du moine Ganjin au Tōshōdai-ji que ce mouvement gagne le Japon, et donc l’atelier du Tōdai-ji,.
Malgré la fermeture de l’atelier de sculpture du Tōdai-ji en 789, le style Tenpyō conserve une influence sur les productions du temple au tout début de l’époque de Heian (ère Jōgan). Les sculpteurs de Nara participent à établir les nouveaux canons de l’époque, caractérisés par un style plus massif, stylisé aux proportions forcées, loin du naturalisme Tenpyō. Le bouddha Miroku (IXe siècle) et la statue du moine Rōben (Xe – XIe siècle) reflètent cette approche ; la seconde œuvre, au visage rectangulaire, au corps très large et aux plis de la robe à plat, donne une impression de monumentalité, sans respect des proportions. Datée du début de l’époque de Heian (ère Jōgan), elle pourrait être une copie d’une œuvre plus ancienne. Rapidement, l’influence de Nara décroît et les principaux apports techniques et stylistiques (notamment le yosegi-zukuri popularisé par Jōchō et les influences ésotériques) proviennent d’autres centres artistiques. Le Kannon à onze têtes ou la statue d’Aizen (XIIe siècle), aujourd’hui entreposés au Tōdai-ji mais produits ailleurs, reflètent ces innovations. Au Tōdai-ji, le style du début du IXe siècle perdure encore jusqu’au XIIe siècle (ère Fujiwara).

### École Kei de l’époque de Kamakura

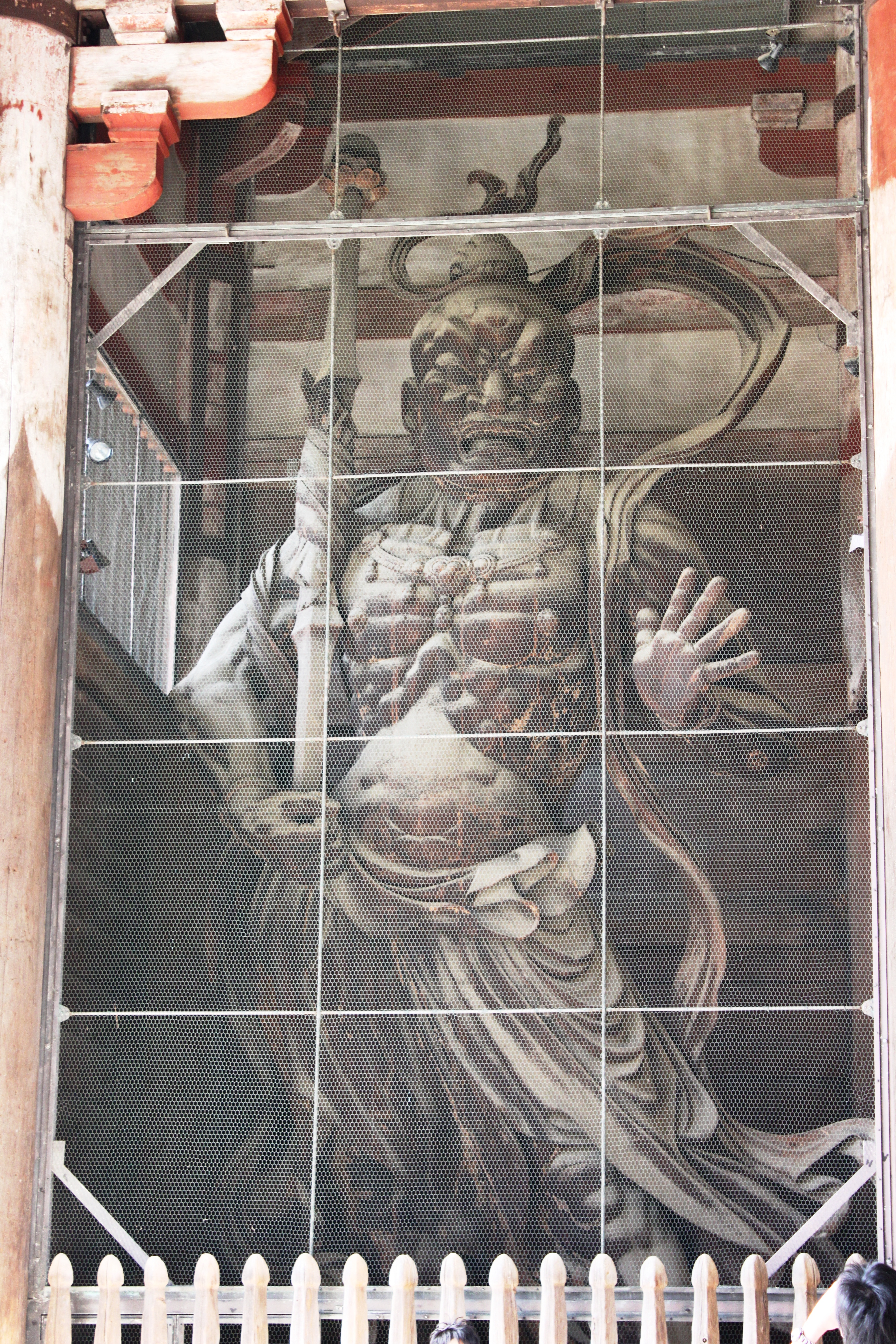
Un niō de la grande porte sud (Nandai-mon), en bois assemblé de 8.36 m (début XIIIe siècle).

La dernière grande époque de la sculpture bouddhique au Japon est mise au crédit de l’école Kei, fondée à Nara et qui connaît un grand essor dès la fin du XIIe siècle, à l’époque de Kamakura. Rompant avec l’idéalisme et l’académisme de Heian, elle propose un style marqué par le réalisme, le dynamisme et les influences de la Chine des Song, correspondant mieux au goût des samouraïs, nouveaux maîtres du Japon, et des nouvelles écoles de la Terre pure,. Cette approche n’est pas sans rappeler le naturalisme de Tenpyō, mais de manière moins paisible, privilégiant dynamisme et impression de mouvements. C’est à Nara que l’école Kei se développe, prenant grandement part aux rénovations des temples détruits par les Taira en 1180. Au Tōdai-ji, la plupart les maîtres de l’école — dont Kōkei, Unkei, Kaikei et Jōkaku — participent aux restaurations, sous l’égide de Chōgen qui possède des connaissances poussées sur les techniques chinoises contemporaines. L’école pousse plus avant les techniques d’assemblage (yosegi-zukuri) qui leur permettent de travailler plus vite. L’étude réaliste des corps et des mouvements se ressent particulièrement dans l’art du portrait sculpté.

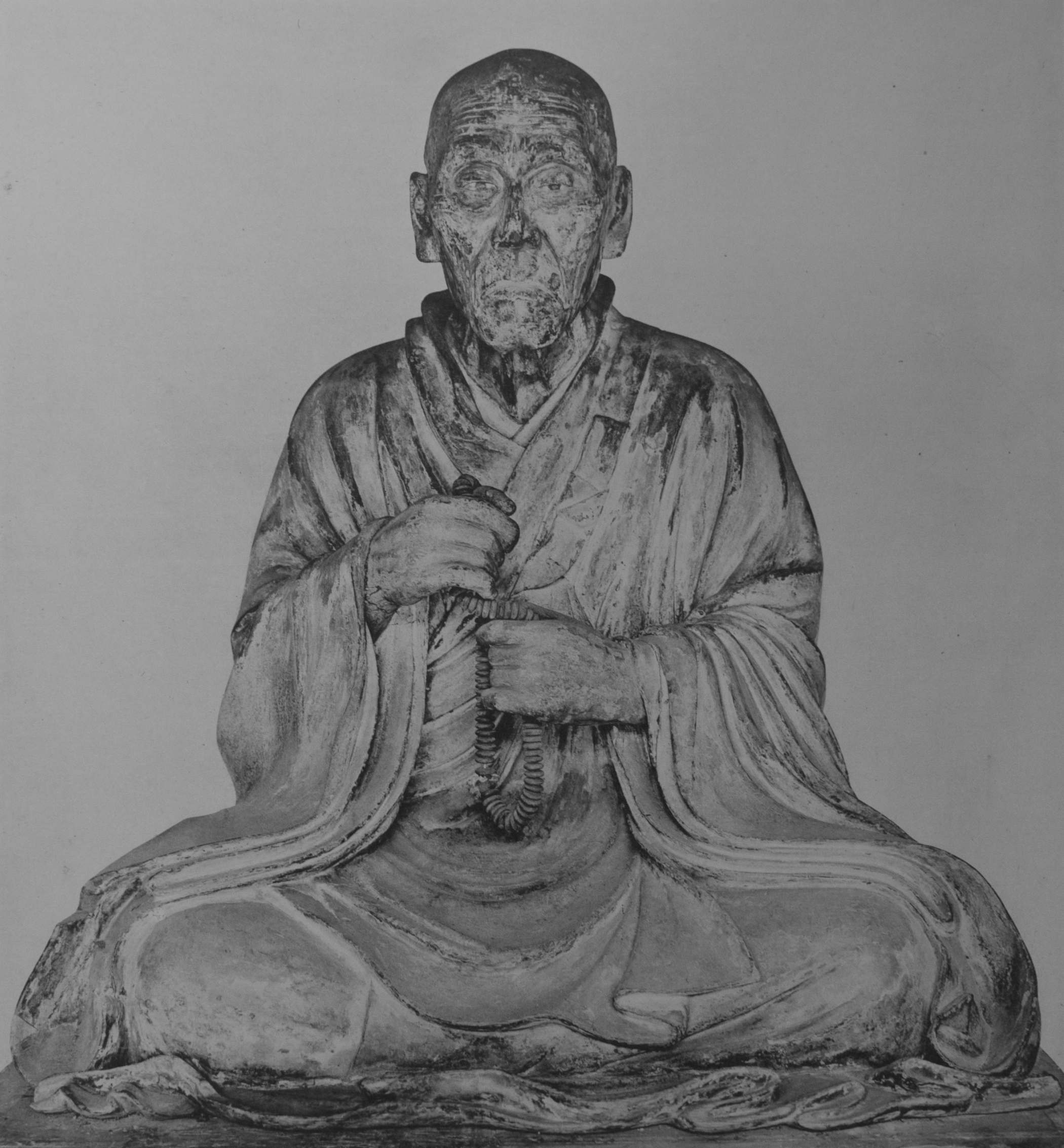
Sculpture du moine Chōgen, en bois polychrome (début XIIIe siècle).

Parmi les œuvres Kei les plus réputées au Tōdai-ji figurent les statues colossales en bois des gardiens (niō) de la Nandai-mon (grande porte sud) réalisées en 1203, dont la fonction était de protéger l’accès au temple. Mesurant 8,36 et 8,42 mètres, leurs corps fins, les muscles saillants, le drapé fluide et le visage farouche correspond bien au dynamisme du style Kei. Ces statues colossales ont été produites en environ soixante-dix jours par Kaikei, Unkei et leurs disciples, bien que le rôle exact joué par chaque sculpteur fasse encore débat ; un délai aussi court suggère la participation de nombreux assistants,. À partir d’un modèle en argile réalisé par les maîtres afin d’extrapoler les proportions réalistes, la statue est réalisée avec la technique du yosegi-zukuri (par assemblage de pièces de bois). L’école reconstitue en fait l’ensemble des statues essentielles au temple, dont les quatre rois célestes de la salle du Grand Bouddha (1196) ou les deux gardiens de la porte centrale (1194), aujourd’hui détruits. Kaikei, sensible à la perfection brute des formes et aux influences Song, produit de nombreuses œuvres plus gracieuses et sereines, dont restent notamment les statues d’Amida (au Shunjō-dō, 1202), de Hachiman vêtu comme un moine (sanctuaire de Hachiman, 1201) et de Jizō (au Kōkei-dō, entre 1203-1208),. Il s’intéresse clairement pour Hachiman, kami shinto, à représenter la divinité sous une forme essentiellement humaine. La couleur des motifs floraux de la robe et des pétales de lotus du piédestal est riche, et le tout exprime élégance et dignité,. Ces statues au caractère individualisé et aux draperies fluides sont l’œuvre d’un Kaikei au « sommet de son art ». Dans un autre genre de réalisme, le portrait sculpté de Chōgen du Shunjō-dō, en bois assemblé polychrome (auteur inconnu), s’attache à saisir avec le plus grand réalisme l’imperfection et l’impermanence du corps à travers la grande vieillesse du moine ; le visage apparaît ainsi ridé, creusé, décharné, et la peau tendue.
La production reste intense à Nara dans les années 1180 et 1190 pour la restauration des temples, tandis que le style Kei se répand rapidement au Japon. La ville redevient donc le principal foyer artistique du pays pour quelques décennies, jusqu’à l’installation de l’école Kei à Heian dès 1210. Au XIIIe siècle, les écoles amidistes deviennent prépondérantes, y compris dans l’œuvre de Kaikei qui popularise le style An’Amiyō (représentation d’Amida). Plus tard, la production au Tōdai-ji devient moins individuelle, plus figurale, comme l’illustre la triade d’Amida du Kaidan-in datée de 1221. Cette approche se ressent chez Tankei, qui devient maître de l’école Kei en 1218, année où il réalise avec Higo Jōkei les quatre bouddhas de la pagode de l’Est du Tōdai-ji (aujourd’hui disparue). Deux autres maîtres produisent des sculptures notables au temple durant le milieu et la fin du XIIIe siècle : Zen'en, à la technique perfectionnée, et Kōen, apprenti de Tankei au style exagérément formalisé.
Comme le notent Peter C. Swann ou Donald F. McCallum, l’école Kei marque le dernier âge d’or de la sculpture japonaise, qui sera ensuite artistiquement pauvre et sans originalité,.

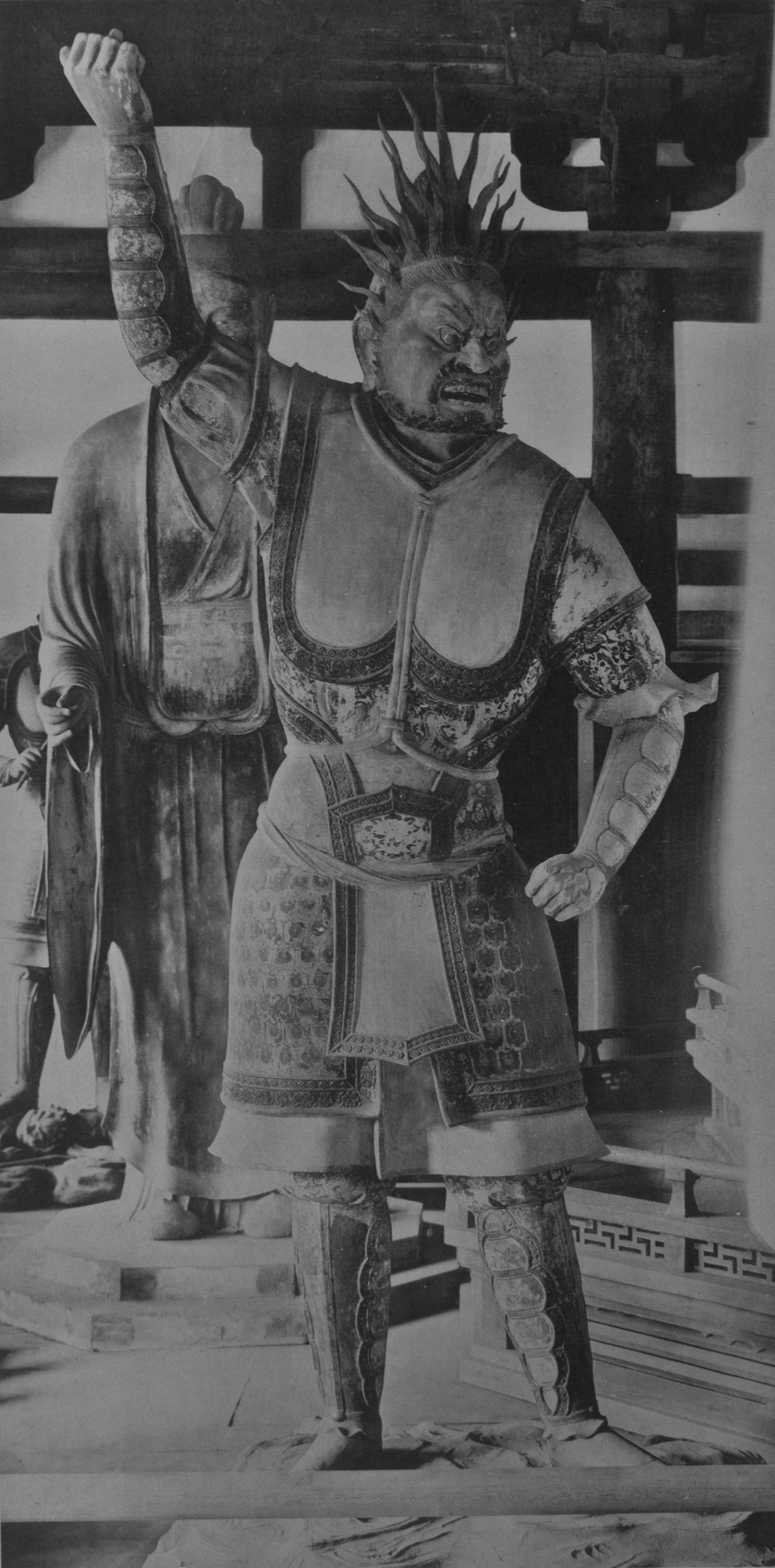
Niō en laque sèche creuse du Hokke-dō (VIIIe siècle).
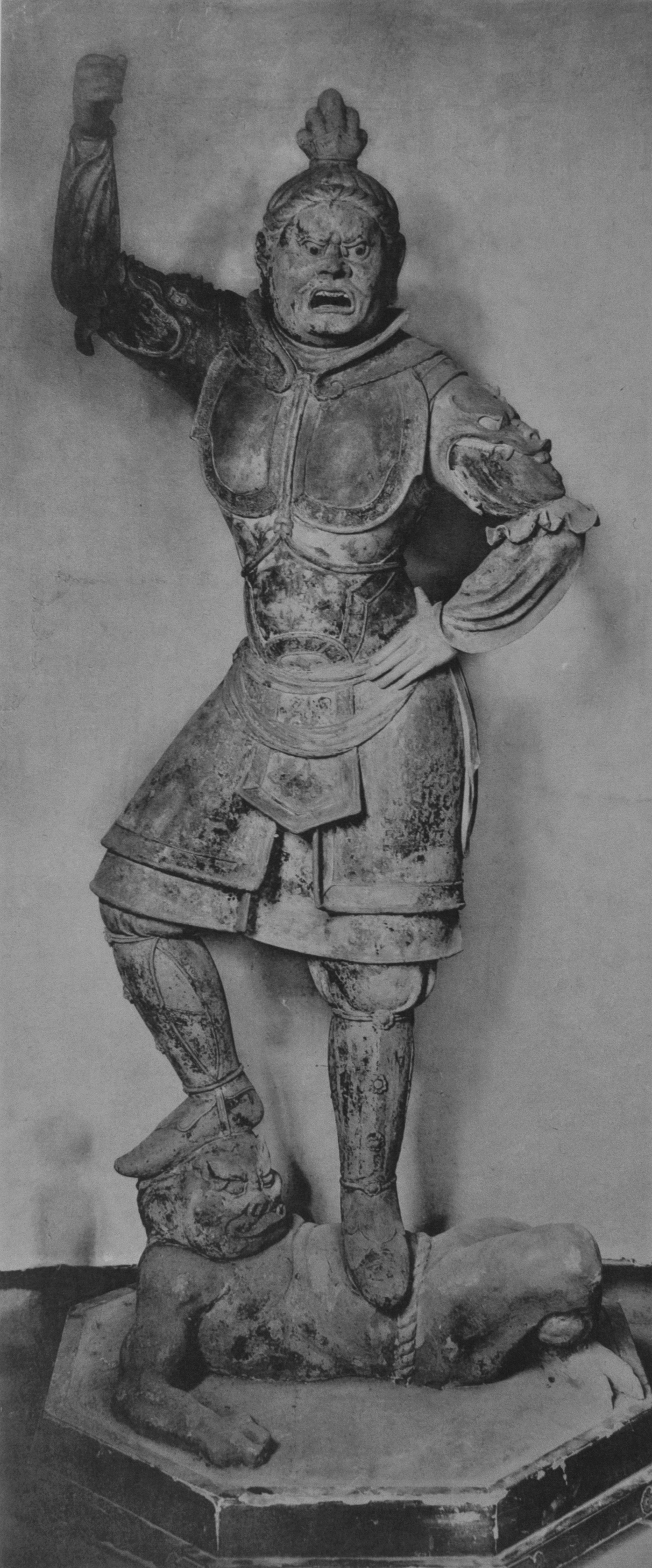
Zochoten (roi céleste) en terre séchée du Kaidan-in (VIIIe siècle).
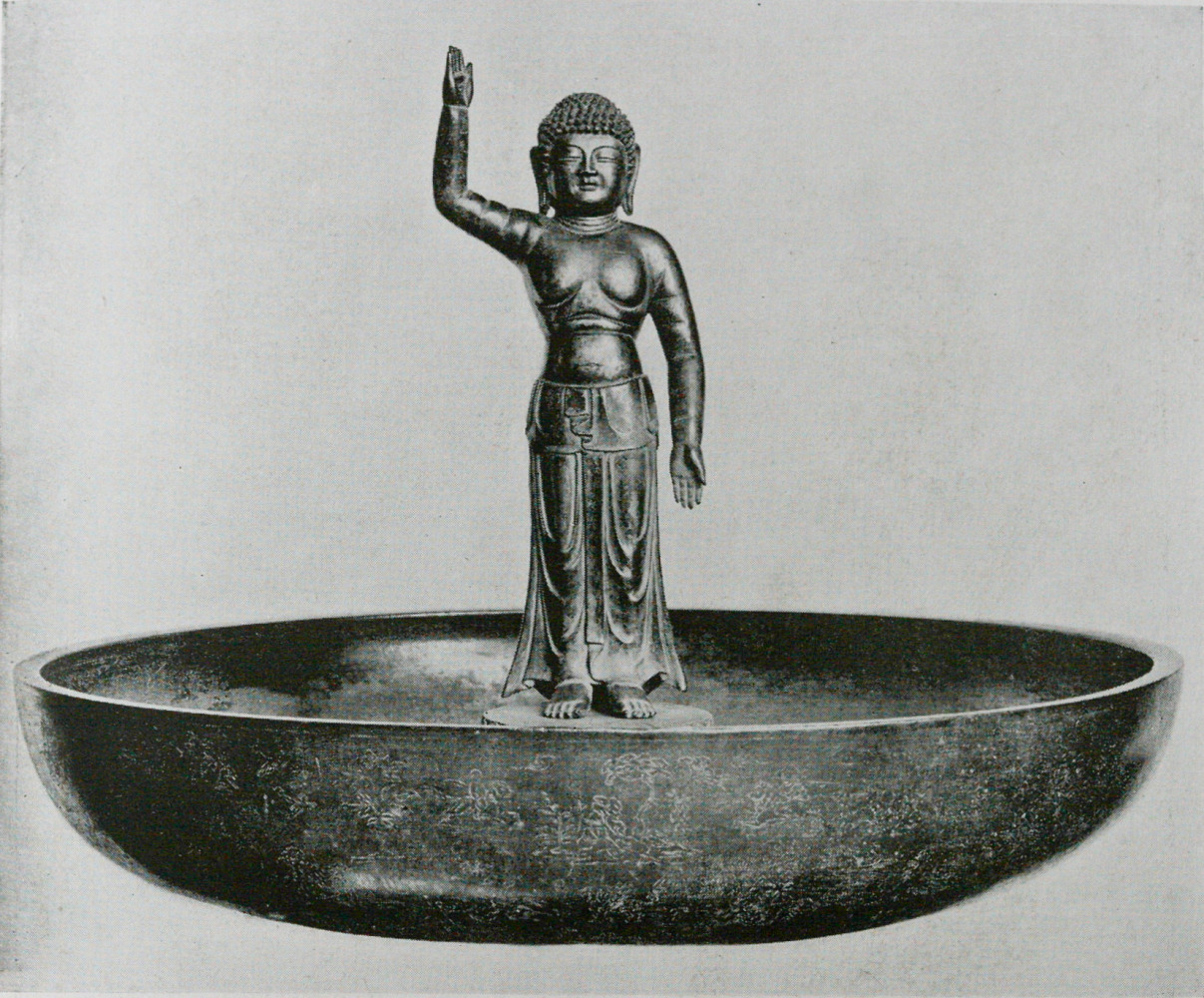
Naissance de Shaka en bronze (VIIIe siècle).
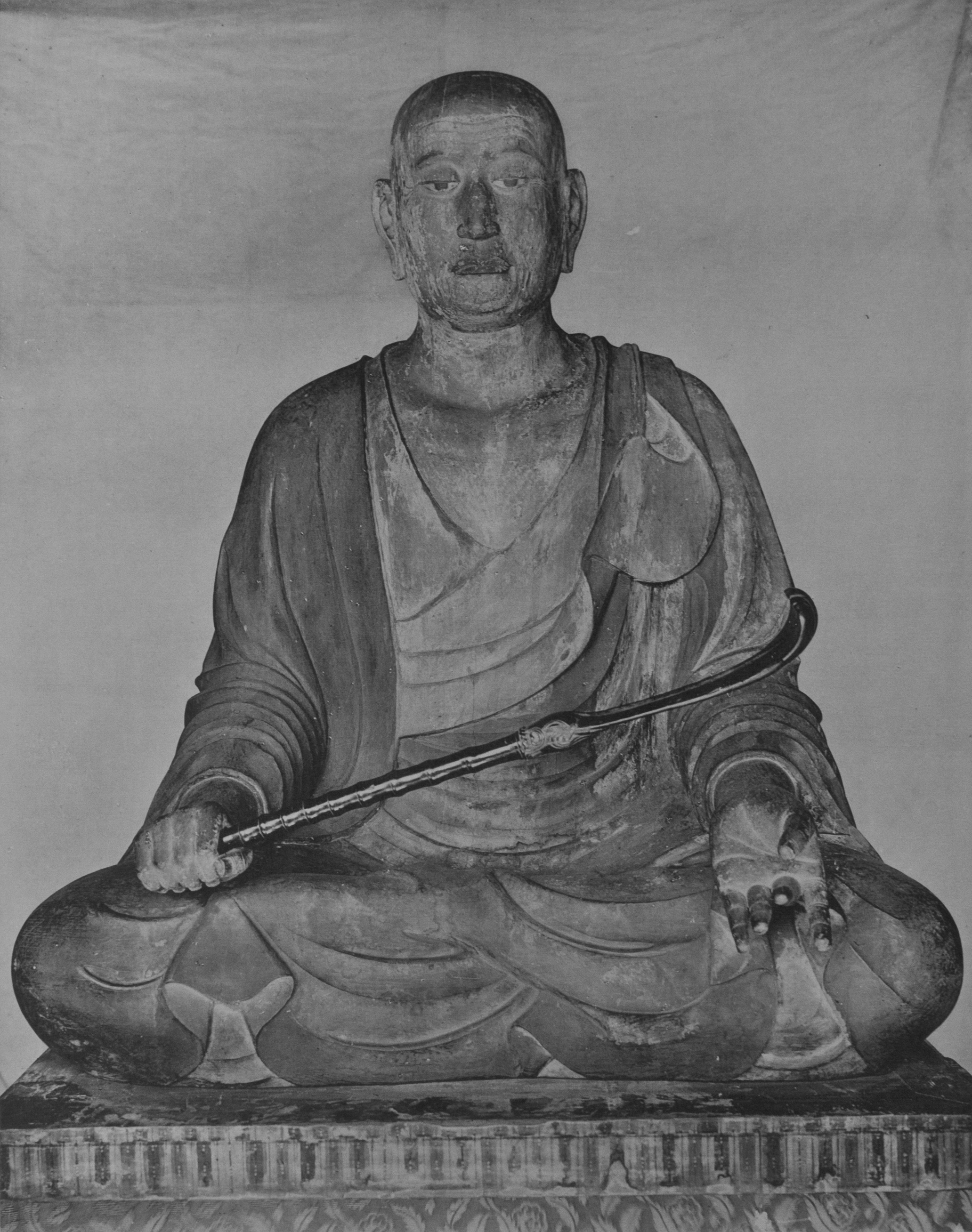
Portrait de Rōben en bois (IXe siècle).
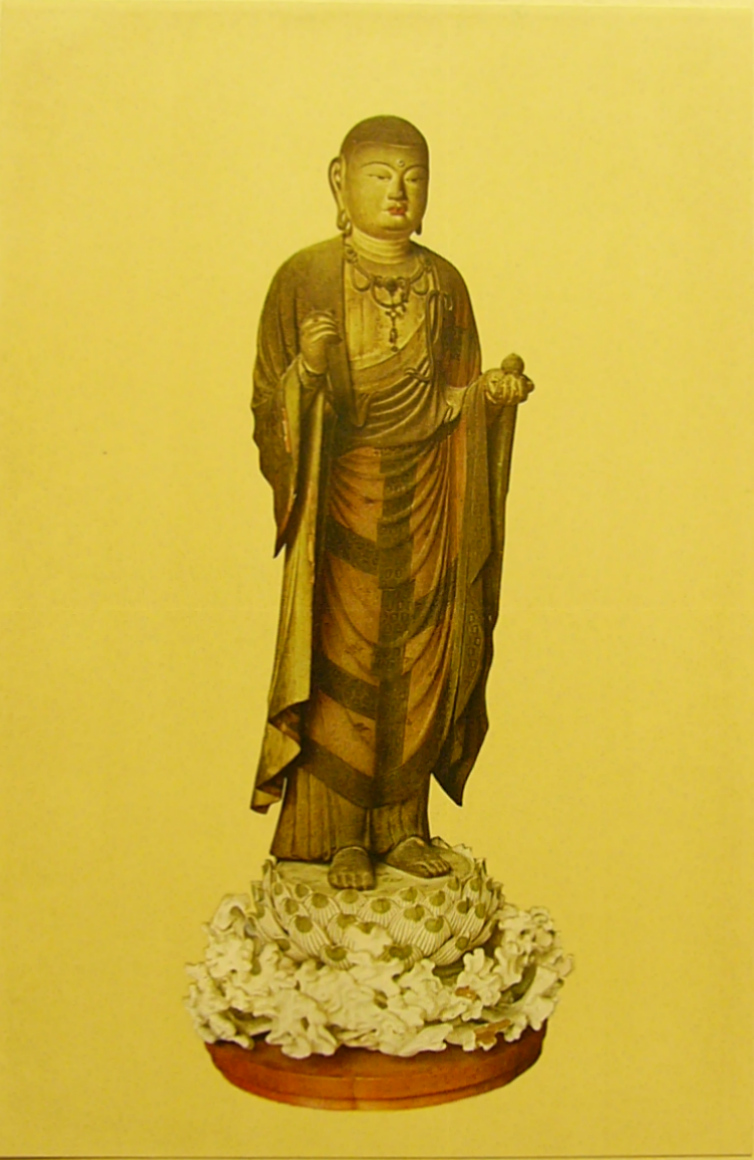
Statue de Jizō en bois assemblé par Kaikei (XIIIe siècle).
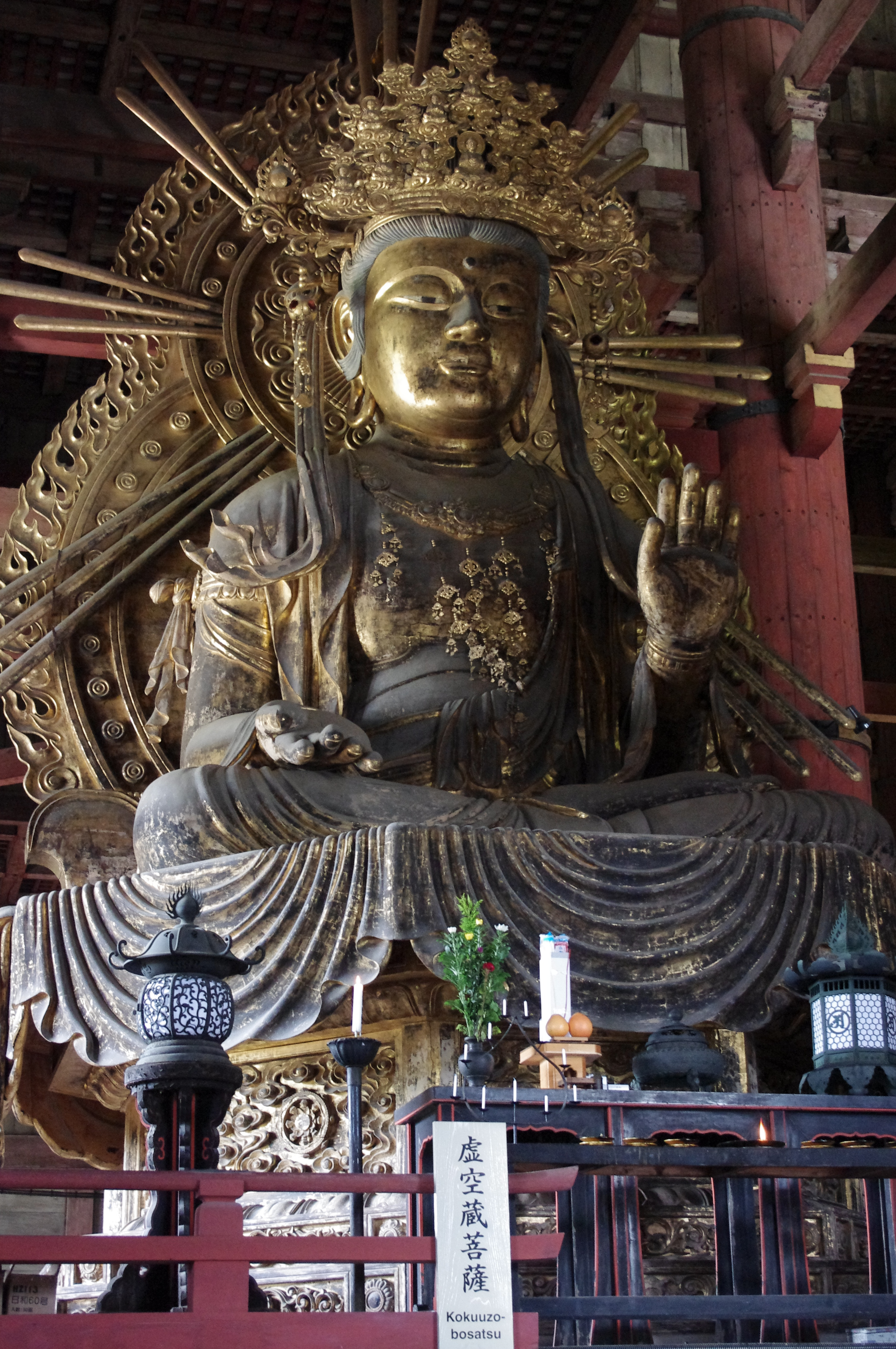
Statue colossale de Kokūzō située au Daibutsu-den (XVIIe siècle).

## Peinture et arts décoratifs
La longue histoire du Tōdai-ji et la diversité des courants religieux qui y furent étudiés ont permis d’y constituer une collection d’art très éclectique, bien que très partielle en raison des destructions successives du temple.

### Trésors du Shōsō-in

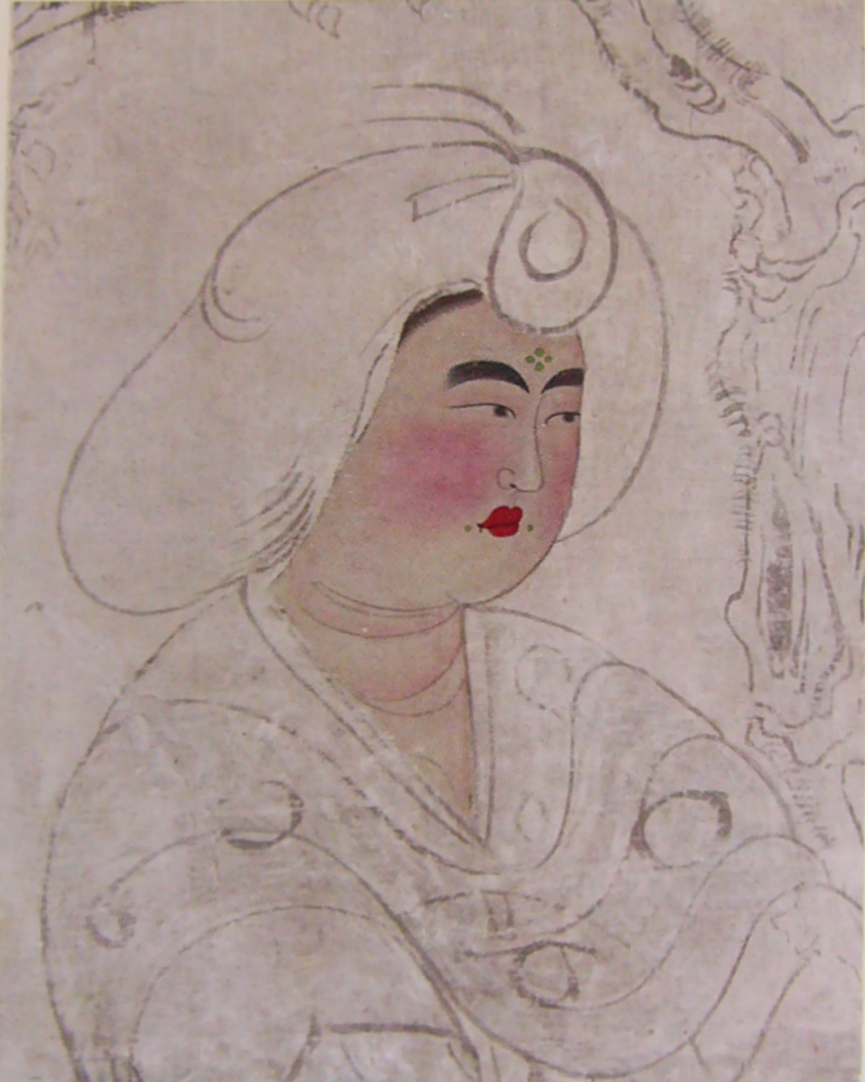
Détail de la Beauté sous l’arbre (752).

Au VIIIe siècle, l’intérieur des temples apparaît richement décoré de peintures, broderies, tapisseries, et les arts profanes sont affinés par l’aristocratie de Nara, elle-même inspirée par le goût de la glorieuse capitale des Tang en Chine. Toutefois, il subsiste peu de ces premières œuvres, car toutes les ornementations de la salle du Grand Bouddha ont brûlé depuis. Le témoin le plus inestimable de cet âge fécond est le trésor du Shōsō-in au Tōdai-ji, où sont entreposés les biens personnels de l’empereur Shōmu et de nombreux nobles. Plusieurs milliers de pièces d’art ou effets personnels datant du VIIIe siècle y ont été conservés : peintures, meubles, masques, armes, jeux, laques, objets du quotidien, objets rituels, étoffes…, venant du Japon, de Chine et de toute l’Asie via la route de la soie,.

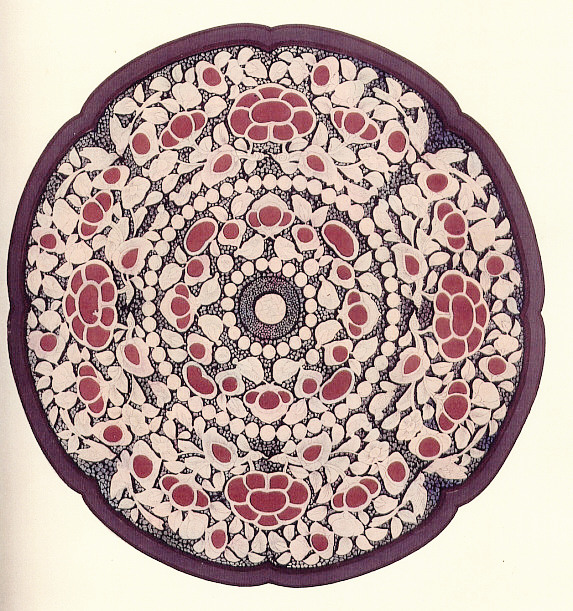
Miroir en bronze laqué du Shōsō-in (VIIIe siècle).

Le seul paravent subsistant, la Beauté sous l’arbre peint en 752, s’inspire d’un thème indien ou iranien pour donner une peinture selon la mode chinoise. Le visage et les mains de la femme sont colorés avec soin, tandis que la robe et la coiffure résultaient à l’origine de l’application de plumes multicolores, quasiment disparues aujourd’hui ; il demeure le fin tracé préparatoire à l’encre. L’expression plus libre qu’accoutumée du visage témoigne d’une sensibilité japonaise dans l’œuvre. D’autres peintures de motifs chinois au trait fin ornent des instruments de musique (biwa et genkan) : musiciennes au printemps, joueurs de go sous des pins, chasse au tigre, lettrés dans un paysage de montagne… Les peintures étaient appliquées sur du cuir recouvrant l’instrument, en apposant d’abord une couche blanche sur laquelle l’encre et les pigments sont apposés. Un vernis conservatoire donne enfin un effet de transparence. Dans ces compositions, les paysages formés de vallées profondes apparaissent typiquement chinois par l’effet de profondeur et la grandeur. Quelques paysages d’inspiration plus japonaise peuvent être trouvés par exemple en marge des cartes géographiques, sur un recoin de papier ou encore sur des étoffes de chanvre ; ces peintures se caractérisent alors par un style plus lyrique et décoratif.
Le Shōsō-in referme également les divers objets utilisés lors de la cérémonie d’inauguration du temple en 752 ; parmi ces pièces figurent un ensemble original de costumes et d’imposants masques de gigaku (une danse traditionnelle d’origine continentale) en bois ou laque, parmi les plus anciens masques conservés du monde avec ceux du Hōryū-ji,. Divers objets rituels utilisés pour les cérémonies depuis le VIIIe siècle y étaient entreposés, tels des brûleurs d’encens, des instruments de musique, de la vaisselle en porcelaine ou encore des tenues rituelles.

### Mandalas et sūtras

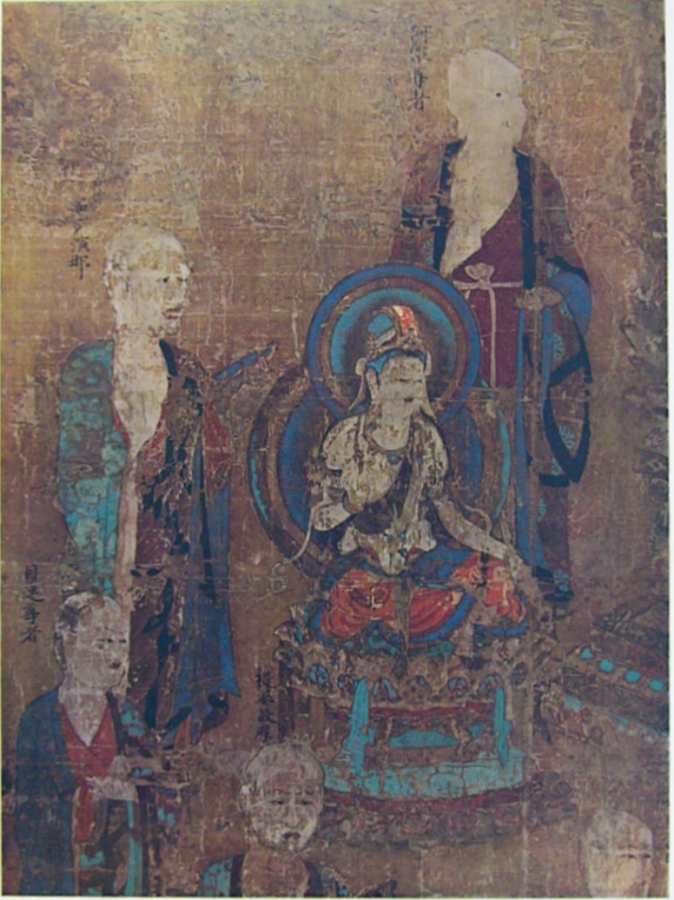
Détail du Kucha mandala (époque de Heian).

Parmi les rares peintures religieuses du Tōdai-ji ayant survécu à l’incendie de 1180 figurent deux précieux mandalas, ces représentations en forme de diagramme de divinités et des relations entre divinités prisées dans la peinture ésotérique. Le Hokke-dō Kompon mandala (couleurs sur soie) datant de la fin du VIIIe siècle décrit le Bouddha historique accompagné de plusieurs moines et bodhisattvas. Le style Tang, caractérisé par les corps naturalistes et élégants, les drapés fluides et le paysage montagneux, s’y ressent pleinement, et l’œuvre devait probablement être associée aux sculptures contemporaines du Hokke-dō, également de style sinisant (voir plus haut). Toutefois, la sentimentalité et la douceur japonaise s’y ajoutent de façon surprenante, peut-être apportées par les restaurations que subit le mandala au XIIe siècle. Après l’époque de Nara, la production décroît très fortement au Tōdai-ji au profit des temples de Heian. Du XIIe siècle reste le Kucha mandala, attribué sans certitude à Chinkai, également centré sur le Bouddha historique et deux bodhisattvas liés. Ils sont entourés de dix moines indiens, et protégés aux quatre coins et sur les côtés par les Quatre Rois célestes (shitennō) et deux rois gardiens (niō). Bien que clairement inspiré des arts anciens de la période de Nara, le style est toutefois moins grandiose et puissant, avec un traitement à plat des peintures.
Les sūtras du VIIIe siècle calligraphiés au Tōdai-ji sont composés de caractères chinois au style dit régulier (kaishu). Le Kengu-kyō illustre l’approche de l’époque, par le trait relativement libre, épais et plein d’aisance ; un temps attribué à l’empereur Shōmu lui-même, il semble plus probable qu’il est l’œuvre d’un scribe chinois. Des extraits de bois aromatiques sont incorporés au papier de chanvre pour éloigner les insectes. Un autre sūtra de l’époque, une version du Kegon-kyō dont restent vingt rouleaux, se compose également de caractères réguliers précis, élégants et fastueux en raison de l’encre en argent employée sur papier bleu marine. Ce sūtra entreposé au Nigatsu-dō a brûlé en partie lors d’un incendie en 1667. Ce type de calligraphie à l’encre d’argent ou d’or sur papier sombre perdure durant plusieurs siècles, comme en témoigne une autre version du Kegon-kyō de 1195 (début de l’époque de Kamakura), dont la couverture est illustrée au revers d’une triade de Shaka en or et argent.

### Portraits et peintures narratives médiévales

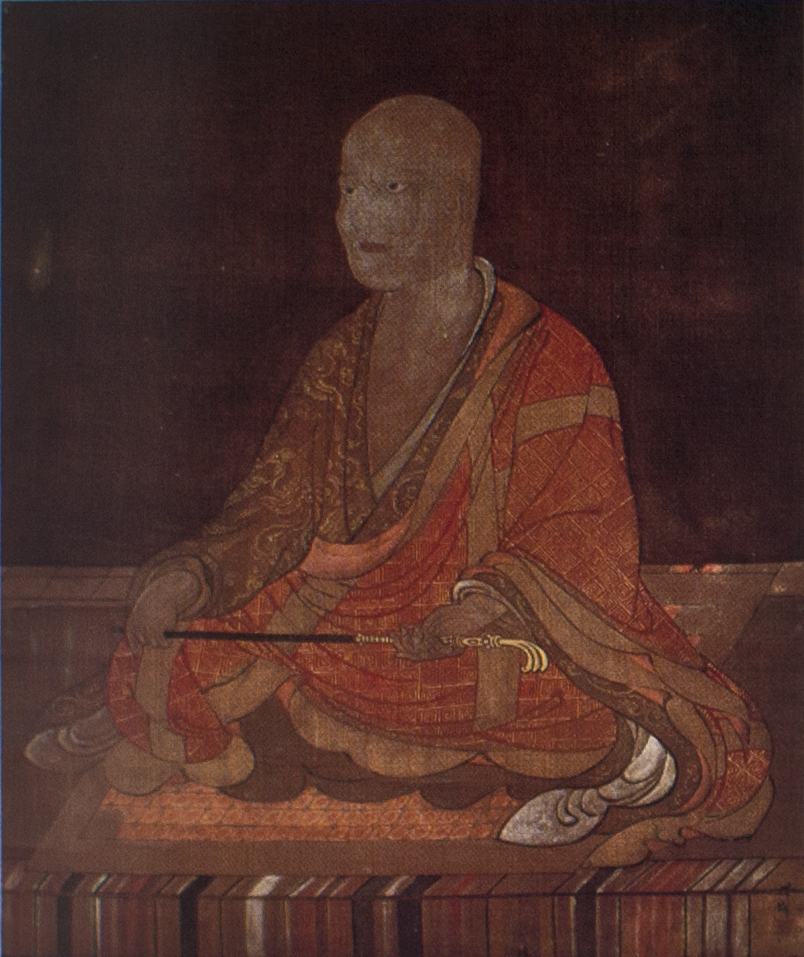
Portrait de Rōben (XIVe siècle).

Au début de l’époque de Kamakura, les artistes du Tōdai-ji réalisent de nombreux portraits sur kakemono (rouleaux suspendus) de moines illustres ou de personnes associées à la fondation du temple. L’iconographie reste empreinte de classicisme, suivant les conventions traditionnellement employées pour représenter les disciples de Bouddha. Les portraits de Rōben et de patriarches chinois (comme Jizang, fondateur de l’école Sanlun) sont ainsi représentés de trois quarts, le trait précis et régulier, les couleurs claires et apposées à plat. Autre type d’iconographie originaire de Chine, le portrait de Fazang, troisième patriarche de l’école Huayan (Kegon), adopte une vue en plongée et des couleurs très vives, dans un style plus décoratif.

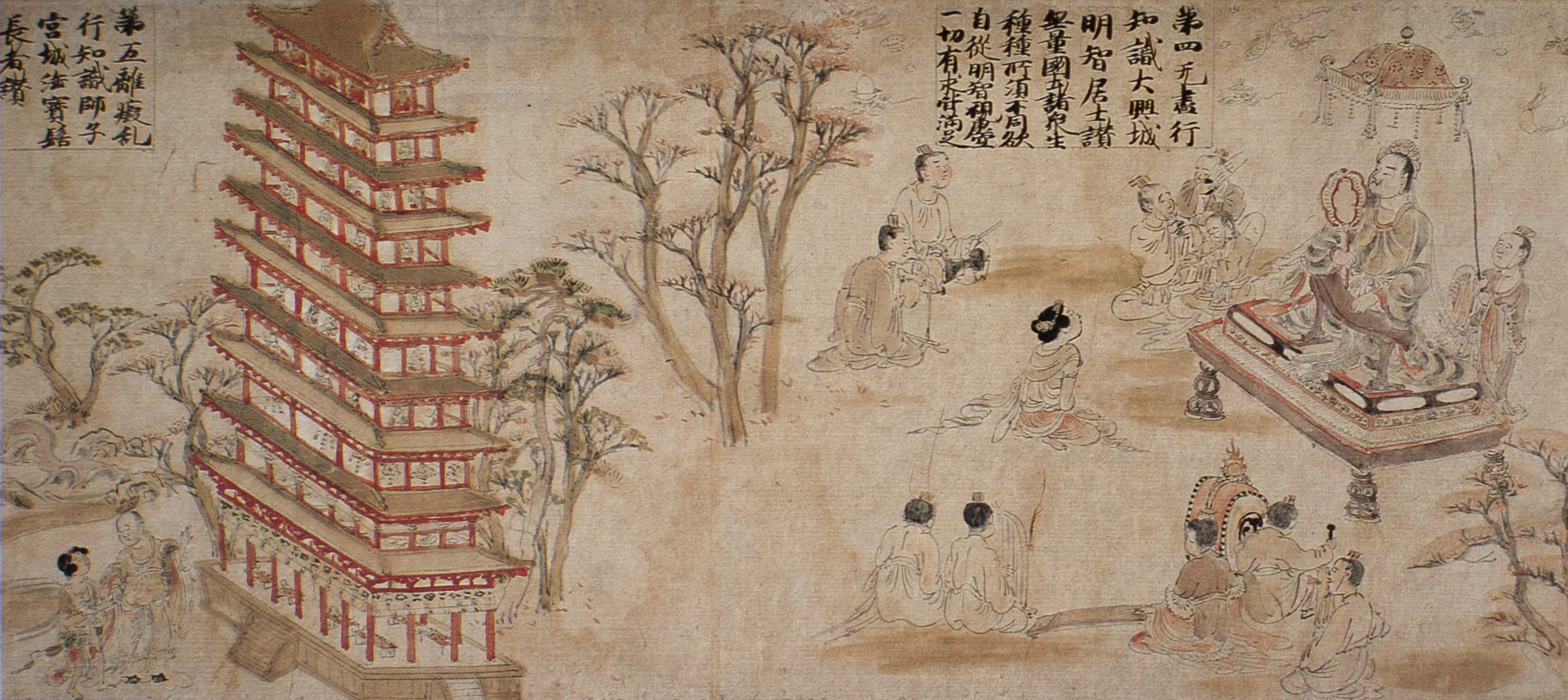
Rouleau des Cinquante-cinq Lieux du sūtra Avatamsaka (Kegon gojūgo-sho emaki), fin XIIe siècle.

La peinture narrative se développe à l’époque de Heian pour devenir prépondérante du XIIe au XIVe siècle : sur rouleaux suspendus (kakemono) ou plus souvent sur rouleaux horizontaux (emakimono), ces œuvres mêlent le texte et l’image de façon à illustrer récits, chroniques ou textes religieux. Les temples bouddhistes produisent ces rouleaux dans un but didactique et prosélyte, afin d’expliciter les dogmes auprès du peuple ou de les étudier dans l’intimité ; les thèmes religieux les plus répandus sont les récits de la fondation des temples, les biographies de moines célèbres ou encore les sūtras et légendes bouddhiques. Ces peintures adoptent le style yamato-e, qui privilégie le goût et les sujets japonais, en opposition aux peintures d’inspiration chinoise. Parmi les principaux emakimono du temple, les archives mentionnent les Rouleaux illustrés des légendes du Tōdai-ji (Tōdai-ji engi ekotoba, 20 rouleaux, environ 1337), aujourd’hui perdus, et il demeure le précieux Rouleau des Cinquante-cinq Lieux du sūtra Avatamsaka (Kegon gojūgo-sho emaki, fin XIIe siècle) ; ce dernier illustre un chapitre du sūtra Kegon qui narre le pèlerinage en Inde du jeune Zenzai (Sudhanakumâra) jusqu’à son Illumination. Les tons clairs et délicats s’inscrivent dans le style yamato-e décoratif de la cour de Heian, bien que l’architecture et les personnages soient de facture chinoise ; fait inhabituel, chaque portion du rouleau est introduite par un texte écrit dans un rectangle au-dessus des peintures. Toutefois, le style de peintures narratives propre aux artistes de Nara (parfois nommé nara-e) ne devient courant qu’après l’âge d’or des emaki, si bien que la plupart des œuvres du Tōdai-ji datent de l’époque de Muromachi (XVe – XVIe siècle),. Leur approche se caractérise par la composition plus chargée, les couleurs vives et l’académisme trop strict de l’école Tosa. Ce style populaire est favorisé par la concentration d’artistes et de marchands à Nara au XVe siècle, en raison des guerres civiles à Kyoto. Les Légendes du Daibutsu de Shiba Rinken (Daibutsu engi emaki, trois rouleaux, 1536) racontent l’histoire de la fondation du Grand Bouddha du Tōdai-ji, en particulier sa construction et sa restauration ; le Grand Bouddha est représenté à plusieurs reprises, dominant la composition aux fonds abstraits et à la couleur riche. Dans un style similaire, les Légendes de Hachiman de Sōken (Hachiman engi emaki, deux rouleaux, 1535) illustrent l’importation du culte de Hachiman depuis la Corée, l’établissement de son grand sanctuaire d’Usa et le cortège pour son déplacement à Nara lors de la construction du Grand Bouddha au VIIIe siècle. Ces deux œuvres, dont plusieurs copies ont été faites, visaient à s’adresser au plus grand nombre dans le but d’obtenir des dons pour financer des travaux de restauration. Parmi les autres emakimono figurent le Shūkongō-jin engi emaki (fin du XVe siècle), conte sur le moine Rōben et sa divinité protectrice Shūkongō-jin dont le style apparaît plus harmonieux, et le Nigatsu-dō engi emaki (XVIe siècle), centré sur le rôle du moine Jitchū durant la construction du Tōdai-ji et les miracles associés au Kannon du Nigatsu-dō.

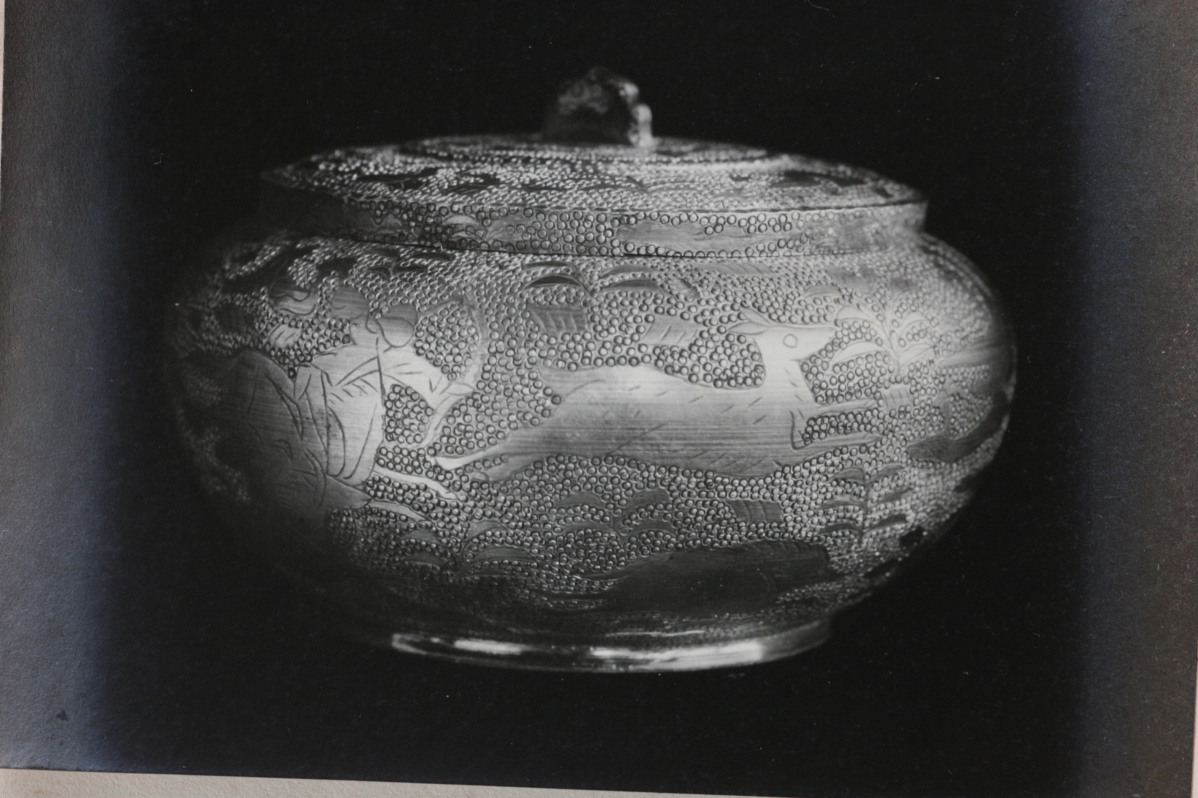
Bol en argent doré orné de scène de chasse (VIIIe siècle).
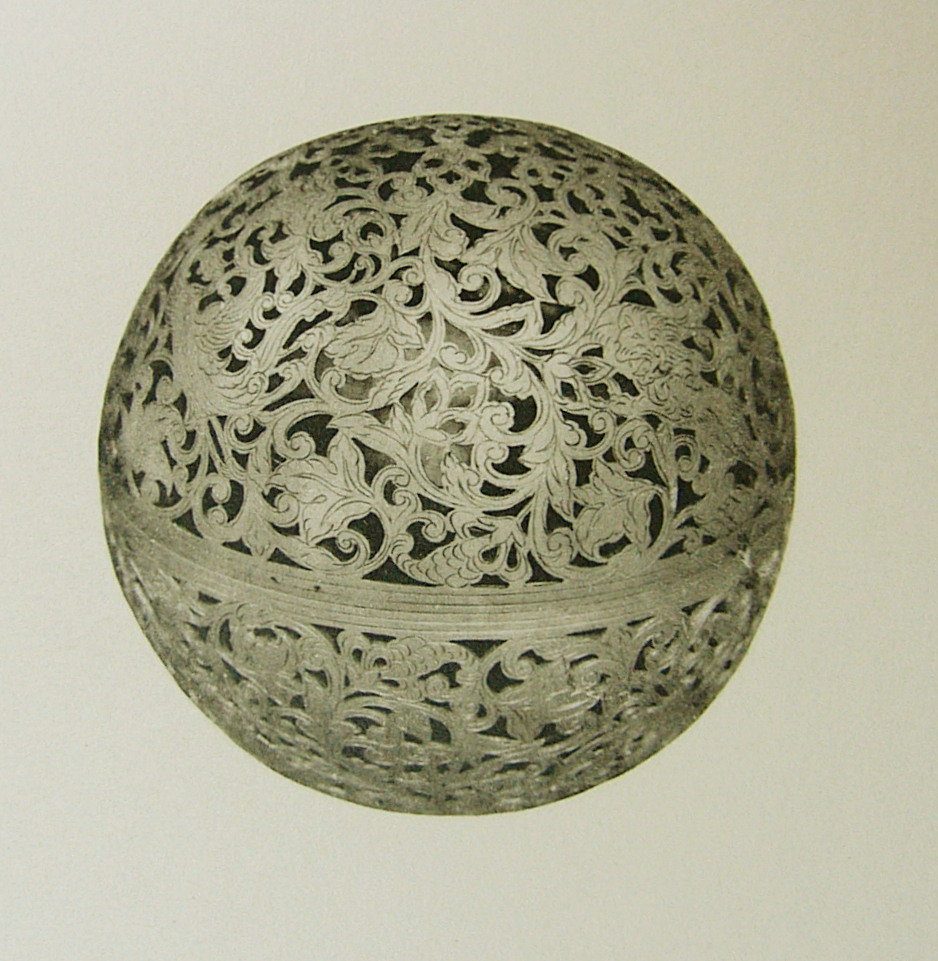
Brûleur d’encens en argent (VIIIe siècle).
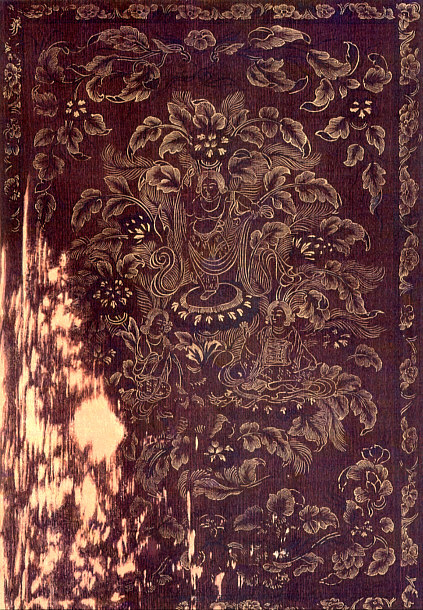
Gravures d’or sur bois (VIIIe siècle).
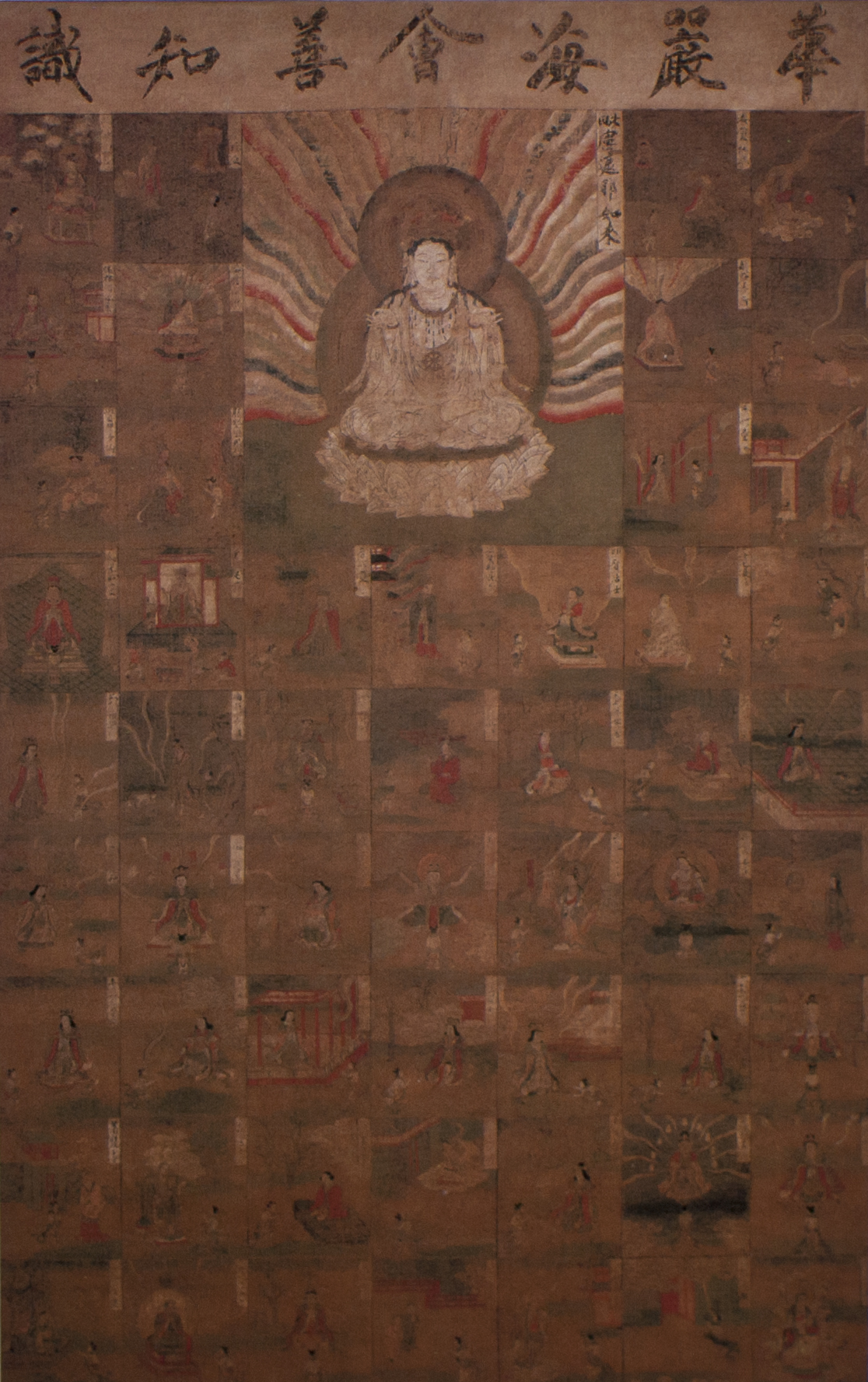
Kegon kai-e zenchishiki mandara zu (mandala, couleur sur soie, 1294).
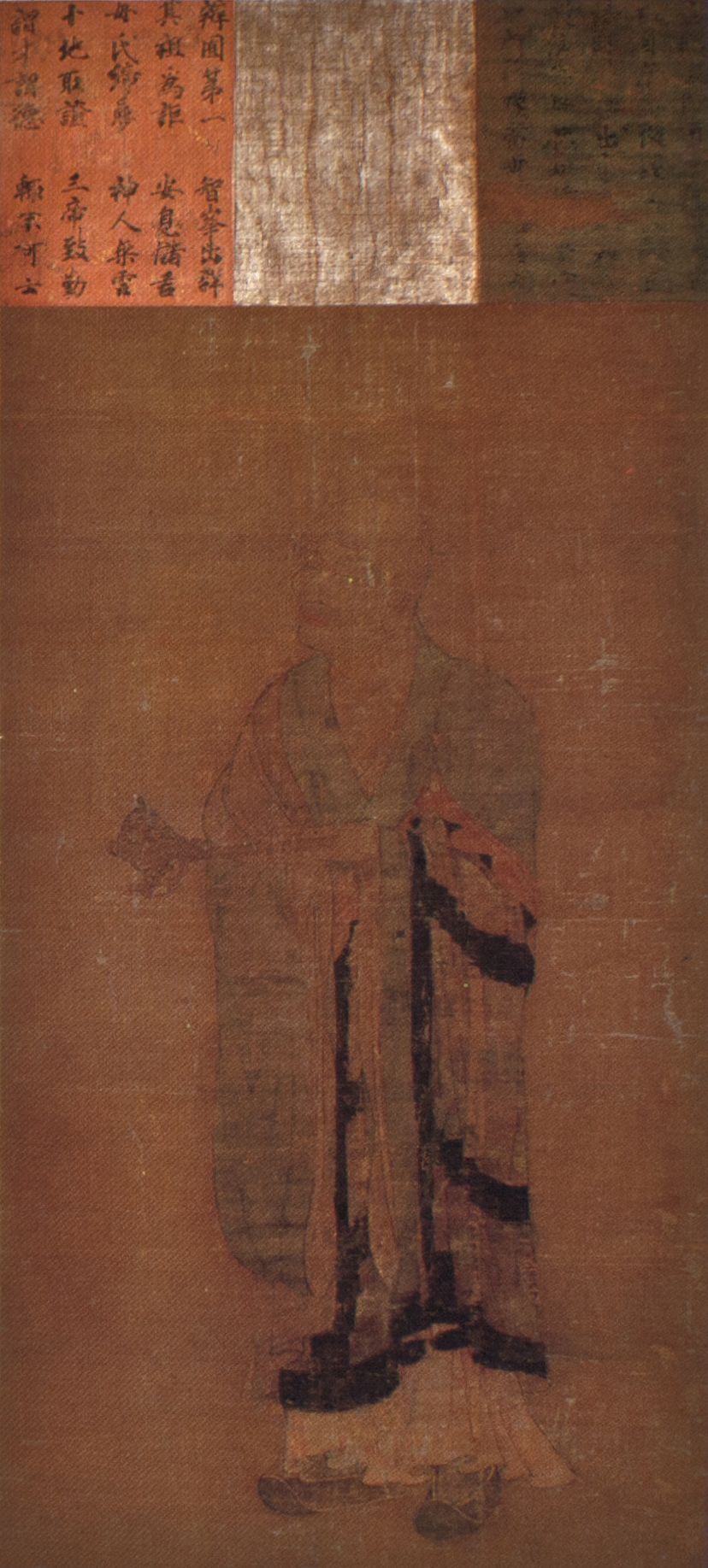
Portrait de Kashō Daishi (XIIIe siècle).
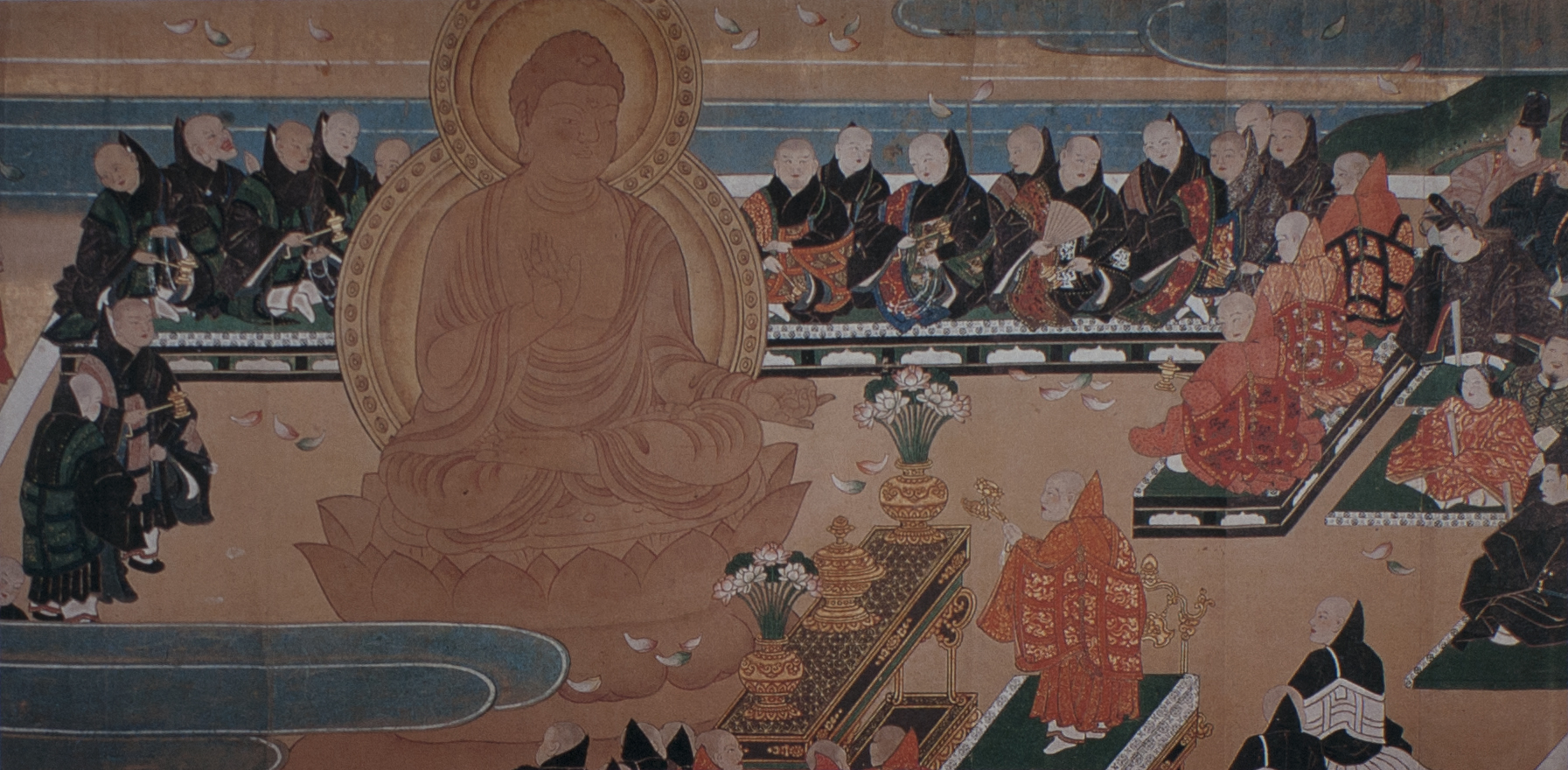
Légendes illustrées du Daibutsu (1536).

## Sources et références
1. ↑  (en) « Todaiji Temple (東大寺) », sur www.japan.travel (consulté le 3 décembre 2019).
2. ↑  Robert E. Buswell Jr. & Donald S. Lopez Jr., The Princeton Dictionary of Buddhism, Princeton, Princeton University Press, 2014,  (ISBN 978-0-691-15786-3) p. 575 (« Nara daibutsu »)
3. 1 2  Swann 1967, p. 45-46.
4. ↑  Murase 1996, p. 50.
5. 1 2  (en) Saburō Ienaga, Japanese Art: A cultural appreciation, vol. 30, Weatherhill, coll. « Heibonsha Survey of Japanese Art », 1979 (ISBN 978-0834810297), p. 41-42.
6. 1 2 3 4  Mino et al. 1986, p. 20.
7. ↑  Brown 1993, p. 249.
8. 1 2  Shimizu 2001, p. 68.
9. 1 2 3  Mino et al. 1986, p. 22.
10. ↑  Brown 1993, p. 250-252.
11. ↑  Kobayashi 1975, p. 22.
12. 1 2 3 4 5 6  (en) Samuel C. Morse, « Japan, Sculpture, Nara Period », dans Jane Turner, The Dictionary of Art, vol. 17, Grove's Dictionaries, 1996 (ISBN 9781884446009), p. 113-116.
13. 1 2  Murase 1996, p. 49.
14. 1 2  Francine Hérail, Histoire du Japon. Des origines à la fin de l’époque Meiji, Publications orientalistes de France, 1986 (ISBN 9782716902380), p. 76-77.
15. ↑  Coaldrake 1996, p. 76.
16. ↑  Mason et Dinwiddie 2005, p. 59.
17. ↑  Piggott 1987, p. 128, 136-142.
18. 1 2 3 4 5 6 7 8 9  Shimizu 2001, p. 69.
19. 1 2 3  Brown 1993, p. 254-256.
20. ↑  Mino et al. 1986, p. 69.
21. 1 2  Coaldrake 1996, p. 77.
22. ↑  Brown 1993, p. 257.
23. 1 2  Mason et Dinwiddie 2005, p. 68-69.
24. ↑  Coaldrake 1996, p. 78.
25. ↑  Mino et al. 1986, p. 23.
26. 1 2  (en) Christine Guth, Shinzō: Hachiman Imagery and Its Development, Harvard University Asia Center, 1985 (ISBN 9780674806504, lire en ligne), p. 39-40.
27. ↑  Mason et Dinwiddie 2005, p. 161.
28. 1 2  Mino et al. 1986, p. 24.
29. ↑  Murase 1996, p. 51.
30. ↑  Stanley-Baker 1990, p. 46.
31. ↑  Brown 1993, p. 255.
32. 1 2  Cornu 2006, p. 620.
33. 1 2  George Sansom, Histoire du Japon, Fayard, 1988 (ISBN 9782213018515), p. 78-79.
34. ↑  Shively et McCullough 1999, p. 255.
35. ↑  Sansom 1988, p. 80.
36. ↑  (en) Joseph Mitsuo Kitagawa, On Understanding Japanese Religion, Princeton University Press, 1987 (ISBN 9780691102290, lire en ligne), p. 90-91.
37. 1 2  Shively et McCullough 1999, p. 227.
38. ↑  Murase 1996, p. 70.
39. ↑  Sansom 1988, p. 105-109.
40. 1 2 3  Iwao et Iyanaga 2002, vol. 2, p. 2690-2691.
41. ↑  Shively et McCullough 1999, p. 685.
42. 1 2  Shively et McCullough 1999, p. 493.
43. ↑  Buisson 1981, p. 52-53.
44. ↑  Piggott 1987, p. 259-260.
45. ↑  Mino et al. 1986, p. 28.
46. 1 2  Mason et Dinwiddie 2005, p. 169.
47. ↑  Sansom 1988, p. 249.
48. 1 2 3 4 5 6 7 8  (en) Janet R. Goodwin, « The Buddhist Monarch: Go-Shirakawa and the Rebuilding of Tōdai-ji », Japanese Journal of Religious Studies, vol. 17, nos 2-3,‎ juin-septembre 1990, p. 219-242 (lire en ligne).
49. 1 2 3  Mino et al. 1986, p. 30.
50. ↑  Buisson 1981, p. 59.
51. 1 2 3 4 5 6  (en) Hiromichi Soejima, « Japan, Sculpture, Kamakura Period », dans Jane Turner, The Dictionary of Art, vol. 17, Grove's Dictionaries, 1996 (ISBN 9781884446009), p. 121-126.
52. ↑  Bowring 2005, p. 269.
53. ↑  (en) Andrew Edmund Goble, Kenmu: Go-Daigo’s Revolution, Harvard University Asia Center, 1996 (ISBN 9780674502550, lire en ligne), p. 190.
54. ↑  Yoshikawa 1976, p. 99, 196-197.
55. ↑  Guth 1985, p. 31.
56. 1 2  (en) Kozo Yamamura, John Whitney Hall et Donald H. Shively, The Cambridge History of Japan: The medieval Japan, vol. 3, Cambridge University Press, 1990 (ISBN 9780521223546), p. 268-269.
57. ↑  (en) Andrew Mark Watsky, Chikubushima: Deploying the Sacred Arts in Momoyama Japan, University of Washington Press, 2004 (ISBN 9780295983271, lire en ligne), p. 81-82.
58. 1 2  Stanley-Baker 1990, p. 47.
59. 1 2  Coaldrake 1996, p. 249.
60. ↑  Coaldrake 1996, p. 245.
61. ↑  Coaldrake 1996, p. 247.
62. 1 2  « Évaluation de l'organisation consultative (ICOMOS) : Liste du patrimoine mondial, Nara (Japon), numéro 870 », UNESCO, 1998.
63. ↑  (en) William M. Johnston (dir.), Encyclopedia of Monasticism, vol. 2, Taylor & Francis, 2000 (ISBN 9781579580902, lire en ligne), p. 690.
64. 1 2  Iwao et Iyanaga 2002, vol. 2, p. 2691-2692.
65. ↑  (ja) « 東大寺文書 (Archives du Tōdai-ji) », Agence pour les Affaires culturelles (consulté le 4 décembre 2019).
66. ↑  Iwao et Iyanaga 2002, vol. 2, p. 2507.
67. ↑  Piggott 1987, p. 289.
68. ↑  (en) Joan R. Piggott, « Mokkan: Wooden Documents from the Nara Period », Monumenta Nipponica, vol. 45, no 4,‎ hiver 1990, p. 449-470 (lire en ligne).
69. ↑  Coaldrake 1996, p. 72.
70. ↑  Coaldrake 1996, p. 73.
71. 1 2 3 4  Mino et al. 1986, p. 35-37.
72. ↑  Coaldrake 1996, p. 71.
73. 1 2 3  Piggott 1995, p. 48-49.
74. ↑  (ja) Kyōko Kikuchi, « 「所」の成立と展開 (Établissement et développement des tokoro) », dans 林陸朗編, vol. 3, Tokyo, Yūseidō Shuppan, coll. « Ronshū Nihon rekishi »,‎ 1976, p. 100-104.
75. ↑  Piggott 1987, p. 174-175.
76. ↑  Piggott 1995, p. 50.
77. ↑  Piggott 1995, p. 52.
78. 1 2  Piggott 1995, p. 58.
79. ↑  Piggott 1995, p. 61.
80. ↑  Piggott 1995, p. 66.
81. ↑  Piggott 1995, p. 64-65.
82. ↑  (en) John Whitney Hall, Japan: From prehistory to modern times, Dell Pub. Co., 1971 (ISBN 9780440550716), p. 70.
83. ↑  Piggott 1995, p. 68.
84. ↑  Mino et al. 1986, p. 40.
85. ↑  (en) William Wayne Farris, Population, Disease, and Land in Early Japan, 645-900, Harvard University Asia Center, 1995 (ISBN 9780674690059), p. 84-85.
86. ↑  (en) Hidemichi Tanaka, « The Discovery of a Great Sculptor: Kimimaro of the Nara Period (710-793) », Artibus et Historiae, vol. 17, no 33,‎ 1996, p. 187-220 (lire en ligne).
87. ↑  Kobayashi 1975, p. 48.
88. ↑  (en) Samuel C. Morse, « Japan, Sculpture, Heian Period », dans Jane Turner, The Dictionary of Art, vol. 17, Grove's Dictionaries, 1996 (ISBN 9781884446009), p. 116-121.
89. ↑  Piggott 1987, p. 192-195.
90. 1 2  Shively et McCullough 1999, p. 231.
91. ↑  Piggott 1995, p. 53.
92. ↑  Shively et McCullough 1999, p. 225.
93. ↑  Piggott 1995, p. 56.
94. ↑  Piggott 1995, p. 54.
95. ↑  Piggott 1995, p. 62.
96. ↑  Murase 1996, p. 147.
97. 1 2 3 4  Bowring 2005, p. 270.
98. ↑  Piggott 1995, p. 55.
99. ↑  Piggott 1995, p. 70.
100. ↑  Piggott 1995, p. 63.
101. ↑  (en) Keiji Nagahara, « Landownership under the Shōen-Kokugaryō System », Journal of Japanese Studies, vol. 1, no 2,‎ été 1975, p. 269-296 (lire en ligne).
102. 1 2  Piggott 1995, p. 75.
103. ↑  Piggott 1995, p. 76.
104. ↑  Yamamura, Hall et Shively 1990, p. 354, 362.
105. ↑  (en) Junjiro Takakusu, The Essentials Of Buddhist Philosophy, Kessinger Publishing, 2006 (ISBN 9781425486471, lire en ligne), p. 112.
106. ↑  (ja) « 正倉院について » [« Sur le Shōsō-in) »], Agence impériale (consulté le 19 août 2012).
107. ↑  (en) Stephen Grover Covell, Japanese Temple Buddhism: Worldliness in a Religion of Renunciation, University of Hawaii Press, 2005 (ISBN 9780824829674, lire en ligne), p. 143-146.
108. ↑  (fr) « Monuments historiques de l’ancienne Nara, évaluation des organisations consultatives », UNESCO (consulté le 19 août 2012).
109. 1 2  Cornu 2006, p. 239-240.
110. ↑  Cornu 2006, p. 294.
111. ↑  Iwao et Iyanaga 2002, vol. 2, p. 1488-1489.
112. 1 2  (en) Mark L. Blum, The Origins and Development of Pure Land Buddhism: A Study and Translation of Gyonen’s Jodo Homon Genrusho, Oxford University Press, 2002 (ISBN 9780195125245, lire en ligne), p. 57-63.
113. 1 2 3  (en) Imre Hamar et al., Reflecting Mirrors: Perspectives on Huayan Buddhism, Otto Harrassowitz Verlag, 2007 (ISBN 9783447055093, lire en ligne), p. 309-320.
114. ↑  Cornu 2006, p. 464.
115. ↑  Bowring 2005, p. 87.
116. ↑  Bowring 2005, p. 88.
117. 1 2  Bowring 2005, p. 84.
118. ↑  Bowring 2005, p. 99.
119. ↑  Piggott 1995, p. 46.
120. ↑  Bowring 2005, p. 92.
121. 1 2  Picken 1994, p. 106-109.
122. ↑  Buisson 1981, p. 181.
123. ↑  (en) Stuart D. B. Picken, Essentials of Shinto: An Analytical Guide to Principal Teachings, Greenwood Publishing Group, coll. « Resources in Asian Philosophy and Religion », 1994 (ISBN 9780313264313, lire en ligne), p. 3.
124. 1 2 3  Coaldrake 1996, p. 74.
125. 1 2  (ja) Masataka Suzuki, « 東大寺修二会の儀礼空間 (Les espaces rituels dans la cérémonie bouddhique du Shuni-e au Tōdai-ji) », 民俗学研究 (Journal japonais d’ethnologie), vol. 47, no 1,‎ juin 1982, p. 72-101 (ISSN 0021-5023).
126. ↑  Laurence Berthier, Syncrétisme au Japon. Omizutori : le rituel de l’eau de Jouvence, École pratique des hautes études, 1981, p. 27-36 (thèse).
127. ↑  Adeline Herrou et Gisèle Krauskopff, Moines et moniales de par le monde : la vie monastique au miroir de la parenté, L’Harmattan, 2009 (ISBN 9782296106925, lire en ligne), p. 381-382.
128. ↑  (en) « Todaiji », Yamasa Institute (consulté le 4 décembre 2019).
129. ↑  (en) John H. Martin et Phyllis G. Martin, Nara: A Cultural Guide to Japan’s Ancient Capital, Tuttle Publishing, 1994 (ISBN 9780804819145, lire en ligne), p. 178-184.
130. 1 2 3 4 5 6 7  (en) Mary Neighbour Parent, « Japan, Architecture », dans Jane Turner, The Dictionary of Art, vol. 17, Grove's Dictionaries, 1996 (ISBN 9781884446009), p. 65-74.
131. ↑  Buisson 1981, p. 98.
132. 1 2 3 4  Mino et al. 1986, p. 37-38.
133. 1 2 3 4 5  Shimizu 2001, p. 70.
134. ↑  Buisson 1981, p. 24, 43.
135. ↑  Chaillou 2002, p. 52.
136. ↑  (en) Kazuo Nishi et Kazuo Hozumi, What is Japanese Architecture?, Kodansha International, 1996 (ISBN 9784770019929, lire en ligne), p. 8.
137. ↑  Buisson 1981, p. 106.
138. ↑  Hayashi 1975, p. 13-14.
139. ↑  Hayashi 1975, p. 16.
140. ↑  Mino et al. 1986, p. 39.
141. 1 2  Swann 1967, p. 51-52.
142. 1 2 3  Iwao et Iyanaga 2002, vol. 2, p. 2506-2507.
143. 1 2 3  Shimizu 2001, p. 157.
144. 1 2 3 4  Mino et al. 1986, p. 42-44.
145. 1 2 3  Buisson 1981, p. 60, 67.
146. ↑  Nishi et Hozumi 1996, p. 20.
147. 1 2 3  Aurore Chaillou, Shintoïsme et bouddhisme. Au fil des temples japonais, L’Harmattan, 2002 (ISBN 9782747522328, lire en ligne), p. 54-55.
148. ↑  Shimizu 2001, p. 1587.
149. 1 2  Buisson 1981, p. 61.
150. ↑  Mino et al. 1986, p. 45.
151. ↑  Kidder 1961, p. 171.
152. ↑  Le Bodhisattva Fukuken-saku (ou -jaku), une forme d'Avalokiteśvara vénérée depuis le VIe siècle au Japon, correspond à l'Indien Amoghapāśa. Décrit dans un texte de 709, il se présente sous diverses formes, la plus commune à quatre bras. Avec son attribut caractéristique, le nœud coulant, il met en œuvre son vœu de sauver tous les êtres. À ses côtés, Bon-ten (Brahman) et Taishaku-ten (l'empereur du Ciel), deux des douze devas. Ref. :.
153. 1 2 3  Murase 1996, p. 52.
154. 1 2 3  (en) Samuel C. Morse, « Japanese Sculpture in Transition: An Eighth-Century Example from the Tōdai-ji Buddhist Sculpture Workshop », Art Institute of Chicago Museum Studies, vol. 13, no 1,‎ 1987, p. 52-69 (lire en ligne).
155. 1 2 3 4  Shimizu 2001, p. 75-78.
156. ↑  Kobayashi 1975, p. 137-138.
157. 1 2  Murase 1996, p. 56.
158. 1 2 3 4  (en) Itsuji Yoshikawa, Major Themes in Japanese Art, vol. 1, Weatherhill, coll. « Heibonsha Survey of Japanese Art », 1976 (ISBN 9780834810037), p. 67-69.
159. ↑  Kobayashi 1975, p. 85-87.
160. ↑  Swann 1967, p. 56-57.
161. 1 2  Kidder 1961, p. 186.
162. ↑  Kidder 1961, p. 173.
163. ↑  Kobayashi 1975, p. 30-32.
164. 1 2  Mino et al. 1986, p. 51.
165. ↑  Kobayashi 1975, p. 45-47.
166. ↑  Kobayashi 1975, p. 121-122.
167. ↑  (en) Yoshimasa Chiyonobu, « Recent Archaeological Excavations at the Tōdai-ji », Japanese Journal of Religious Studies, vol. 19, nos 2-3,‎ juin-septembre 1992, p. 245-254 (lire en ligne).
168. ↑  Piggott 1987, p. 128.
169. ↑  Mino et al. 1986, p. 52.
170. ↑  (ja) « よくあるご質問 » [« Foire aux questions sur le site officiel du Tōdai-ji »], sur todaiji.or.jp (consulté le 4 décembre 2019).
171. ↑  Kobayashi 1975, p. 126-127.
172. ↑  Kobayashi 1975, p. 125.
173. ↑  Kobayashi 1975, p. 56-60.
174. ↑  Murase 1996, p. 61.
175. ↑  Mino et al. 1986, p. 53.
176. 1 2  Kidder 1961, p. 285-286.
177. ↑  Mino et al. 1986, p. 54-55.
178. ↑  Mino et al. 1986, p. 106.
179. ↑  Mino et al. 1986, p. 129.
180. ↑  Mino et al. 1986, p. 55.
181. ↑  Shimizu 2001, p. 127.
182. 1 2 3 4  Shimizu 2001, p. 164-165.
183. ↑  Swann 1967, p. 106.
184. ↑  Swann 1967, p. 108.
185. 1 2  Mino et al. 1986, p. 59.
186. ↑  (en) Melanie Beth Drogin, Images for Warriors: Unkei’s Sculptures at Ganjōjuin and Jōrakuji, Université Yale, 2000, p. 61-65 (thèse d’histoire de l’art).
187. 1 2  Kidder 1961, p. 280-281.
188. ↑  (en) Yoshiko Kainuma, Kaikei and Early Kamakura Buddhism: A study of the An’amiyo Amida form, université de Californie à Los Angeles, 1994, p. 56-57, 71-72 (thèse).
189. ↑  Mino et al. 1986, p. 62.
190. ↑  Guth 1985, p. 72.
191. ↑  Shimizu 2001, p. 174.
192. ↑  Mino et al. 1986, p. 108-110.
193. ↑  Shimizu 2001, p. 166.
194. ↑  Guth 1985, p. 24.
195. ↑  (en) Hiromichi Soejima, « Grove Art Online: Japan, V. Sculpture, 3. Buddhist, (iv) Kamakura period (1185-1333) », Grove Art Online, Oxford Art Online, université d’Oxford (consulté le 3 août 2012).
196. ↑  Swann 1967, p. 135.
197. ↑  (en) Donald F. McCallum, « Japan, Sculpture, Muromachi, Momoyama, Edo Periods », dans Jane Turner, The Dictionary of Art, vol. 17, Grove's Dictionaries, 1996 (ISBN 9781884446009), p. 126-129.
198. ↑  Mino et al. 1986, p. 66.
199. ↑  Terukazu 1961, p. 27-28.
200. ↑  Hayashi 1975, p. 154-162.
201. ↑  Terukazu 1961, p. 33.
202. 1 2  Terukazu 1961, p. 34.
203. ↑  (en) Michael Sullivan, The Birth of Landscape Painting in China: The Sui and T’ang Dynasties, University of California Press, 1962 (ISBN 9780520035584, lire en ligne), p. 125-128.
204. ↑  Brown 1993, p. 495-497.
205. ↑  Henry Pernet, Mirages du masque, Labor et Fides, 1988 (ISBN 9782830901191, lire en ligne), p. 49.
206. ↑  Hayashi 1975, p. 57-60.
207. ↑  Mino et al. 1986, p. 67-70.
208. ↑  (ja) Yukio Yashiro, « 法華堂根本曼荼羅 (Le Hokke-dō Kompon mandala) », 美術研究 (Étude de l’art), vol. 37,‎ janvier 1935, p. 1-18.
209. 1 2 3 4  Mino et al. 1986, p. 70-71.
210. 1 2  Mino et al. 1986, p. 144.
211. ↑  Mino et al. 1986, p. 146.
212. 1 2  Mino et al. 1986, p. 130-133.
213. ↑  (en) Hideo Okudaira (trad. Elizabeth Ten Grotenhuis), Narrative Picture Scrolls, vol. 5, Weatherhill, coll. « Arts of Japan », 1973 (ISBN 9780834827103), p. 32.
214. ↑  (en) Akiyama Terukazu, « New Buddhist sects and emakimono (handscroll painting) in the Kamakura period », Acta Artistica, vol. 2,‎ 1971, p. 62-76.
215. ↑  Elise Grilli (trad. Marcel Requien), Rouleaux peints japonais, Arthaud, 1962, p. 12.
216. ↑  Okudaira 1973, p. 121-123.
217. ↑  (en) James T. Araki, « Otogi-Zōshi and Nara-Ehon: A Field of Study in Flux », Monumenta Nipponica, vol. 36, no 1,‎ été 1981, p. 1-20 (résumé).
218. 1 2  Mino et al. 1986, p. 72-74.
219. ↑  Terukazu 1961, p. 100-101.
220. 1 2  Mino et al. 1986, p. 136-137.
221. ↑  Mino et al. 1986, p. 139-140.
222. ↑  Mino et al. 1986, p. 137, 140.

#### Histoire, religion et civilisation
- (en) Richard John Bowring, The Religious Traditions Of Japan, 500-1600, Cambridge University Press, 2005, 485 p. (ISBN 9780521851190, lire en ligne).
- (en) Delmer M. Brown, The Cambridge History of Japan: Ancient Japan, vol. 1, Cambridge University Press, 1993, 602 p. (ISBN 9780521223522).
- Philippe Cornu, Dictionnaire encyclopédique du bouddhisme, Seuil, 2006, 2e éd. (ISBN 9782020822732).
- (ja) Toshio Fukuyama, 奈良朝の東大寺 (Tōdai-ji de Nara), Kōtō Shoin,‎ 1947, 112 p.
- (en) Robert Gimello, Frédéric Girard et Imre Hamar, Avataṃsaka Buddhism in East Asia: Huayan, Kegon, Flower Ornament Buddhism: Origins and adaptation of a visual culture, Harrassowitz Verlag, 2012 (ISBN 9783447066785).
- Frédéric Girard, Un moine de la secte Kegon à l'époque de Kamakura (1185-1333), Myōe (1173-1232) et le Journal de ses rêves, vol. CLX, Paris, Publications de l'École française d'Extrême-Orient, 1990, LXXXVIII+598 (ISBN 2-85539-760-X).
- (de) Frédéric Girard, Tōdaiji - der Versuch, eine universalistische Vision der Welt zu verwirklichen, dans Im Licht des Grossen Buddha - Schätze des Tôdaiji-Tempels / 東大寺の美術展覧会目録 — 東大寺大仏に於ける普遍世界観—年中行事, Nara / Cologne, Museum für Ostasiatische Kunst / 東洋美術館,‎ 1999, p. 49-58.
- (en) Frédéric Girard, « Some aspects of the Kegon Doctrines at the begining of the Kamakura period », Reflecting Mirrors, Perspectives on Huayan Buddhism, Wiesbaden, Imre Hamar, Harrasowitz Verlag,‎ 2007, p. 309-324.
- Frédéric Girard, « Les signes d’écriture tracés au poinçon (kakuhitsu, 角筆) à l’époque de Nara. Présentation de récentes découvertes faites par l’équipe du professeur Kobayashi Yoshinori (小林芳規), autour de manuscrits du VIIIe siècle conservés au Shōsōin de Nara », Bulletin de l'École française d'Extrême-Orient, no 92,‎ 2007, p. 571-577.
- J.-M. Durand et A. Jacquet (dir.) et Frédéric Girard, « La fête au palais : banquets, parures et musique en Orient. Actes du colloque organisé par l’Institut du Proche-Orient Ancien du Collège de France, la Société Asiatique et le CNRS (UMR 7192), les 29 et 30 mai 2007, CIPOA », Journal asiatique 299.2, Paris, 2009 (2013), Maisonneuve, vol. II,‎ 2011, p. 677-703 (ISBN 978-2-7200-1162-7).
- (en) Janet R. Goodwin, « The Buddhist Monarch: Go-Shirakawa and the Rebuilding of Tōdai-ji », Japanese Journal of Religious Studies, vol. 17, nos 2-3,‎ juin-septembre 1990, p. 219-242 (lire en ligne).
- (ja) Jōkai Hiraoka, 東大寺辞典 (Encyclopédie du Tōdai-ji), Tōkyōdō Shuppan,‎ 1980, 562 p.
- Seiichi Iwao et Teizo Iyanaga, Dictionnaire historique du Japon, vol. 1-2, Maisonneuve et Larose, 2002, 2993 p. (ISBN 9782706816338).
- (en) Joan R. Piggott, « Hierarchy and Economics in Early Medieval Tōdaiji », dans Jeffrey Mass, Court and Bakufu in Japan: Essays in Kamakura History, Stanford University Press, 1995, 344 p. (ISBN 9780804724739, lire en ligne).
- (en) Joan R. Piggott (thèse de l’université Stanford), Tōdaiji and the Nara Imperium, Université Stanford, 1987, 324 p.
- (en) Donald H. Shively et William H. McCullough, The Cambridge History of Japan: Heian Japan, vol. 2, Cambridge University Press, 1999, 780 p. (ISBN 9780521223539, lire en ligne).

#### Art et architecture
- François Berthier, « Les grandes étapes de la sculpture bouddhique japonaise », Nichifutsu bunka, Maison franco-japonaise, vol. 29,‎ 1974, p. 21-45 (lire en ligne).
- Dominique Buisson, Temples et sanctuaires au Japon, Éditions du Moniteur, 1981, 239 p. (ISBN 978-2862821382).
- (en) William Howard Coaldrake, Architecture and Authority in Japan, Routledge, 1996, 337 p. (ISBN 9780415106016, lire en ligne).
- (en) Ryōichi Hayashi, The Silk Road and the Shoso-in, vol. 6, Weatherhill, coll. « Heibonsha Survey of Japanese Art », 1975, 180 p. (ISBN 978-0834810228).
- Hiraoka Jōkai, « The Formation and Evolution of Buddhist Monasteries in Japan », extraits de la conférence au Collège de France (traduit par Frédéric Girard et Pierre Pichard), The Buddhist Monastery: A Cross Cultural Survey, Pierre Pichard et François Lagirarde (dir.), École française d'Extrême-Orient, Études thématiques, no 12, 2003, p. 411-434.
- Jonathan Edward Kidder (trad. Madeleine-Paul David), Sculptures japonaises, Tokyo, Bijutsu Shuppan-Sha, Office du Livre, coll. « La Bibliothèque de l’Amateur », 1961, 336 p.
- (en) Takeshi Kobayashi, Nara Buddhist Art: Tōdai-ji, vol. 5, Weatherhill, coll. « Heibonsha Survey of Japanese Art », 1975, 160 p. (ISBN 978-0834810211).
- (en) Penelope E. Mason et Donald Dinwiddie, History of Japanese art, Pearson-Prentice Hall, 2005, 432 p. (ISBN 9780131176010).
- (en) Yutaka Mino, John M. Rosenfield, William H. Coaldrake, Samuel C. Morse et Christine M. E. Guth, The Great Eastern Temple: treasures of Japanese Buddhist art from Tōdai-ji, The Art Institute of Chicago et Indiana University Press, 1986, 180 p. (ISBN 9780253203908).
- (en) Samuel C. Morse, « Japanese Sculpture in Transition: An Eighth-Century Example from the Tōdai-ji Buddhist Sculpture Workshop », Art Institute of Chicago Museum Studies, vol. 13, no 1,‎ 1987, p. 52-69 (lire en ligne).
- Miyeko Murase, L’Art du Japon, Éditions LGF - Livre de Poche, coll. « La Pochothèque », 1996, 414 p. (ISBN 2-25313054-0).
- Joan Stanley-Baker (trad. Jacqueline Didier), L’Art japonais, Thames & Hudson, 1990, 213 p. (ISBN 9782878110166).
- Christine Shimizu, L’Art japonais, Flammarion, coll. « Tout l’art », 2001, 448 p. (ISBN 9782080137012).
- Peter Charles Swann (trad. Marie Tadié), Japon : de l’époque Jōmon à l’époque des Tokugawa, Paris, Albin Michel, coll. « L’art dans le monde », 1967, 239 p.
- Akiyama Terukazu, La Peinture japonaise, Genève, éditions Albert Skira, coll. « Les trésors de l’Asie », 1961, 217 p.